# Bergbau und Metallgewinnung auf Thasos
Bergbau und Erzverhüttung auf der Insel Thasos weisen eine sehr lange und bemerkenswerte Geschichte auf. Diese reicht mit langzeitigen Unterbrechungen von der Jungsteinzeit bis in das 2. Jahrtausend unserer Zeitrechnung. Beginnend mit der Rotocker-Gewinnung im ältesten Untertagebergbau Europas, setzte sie sich ab etwa dem 8. Jahrtausend v. Chr. bis in byzantinische Zeit fort mit dem Abbau und der Verhüttung von Bunt- und Edelmetallerzen und der Gewinnung von Marmor. Im 20. Jahrhundert unserer Zeitrechnung wurde der Abbau von Zinkerzen, Eisenerzen und Marmor wiederaufgenommen, wobei allein die Gewinnung von Marmor bis heute andauert.

## Tektonik und Geologie

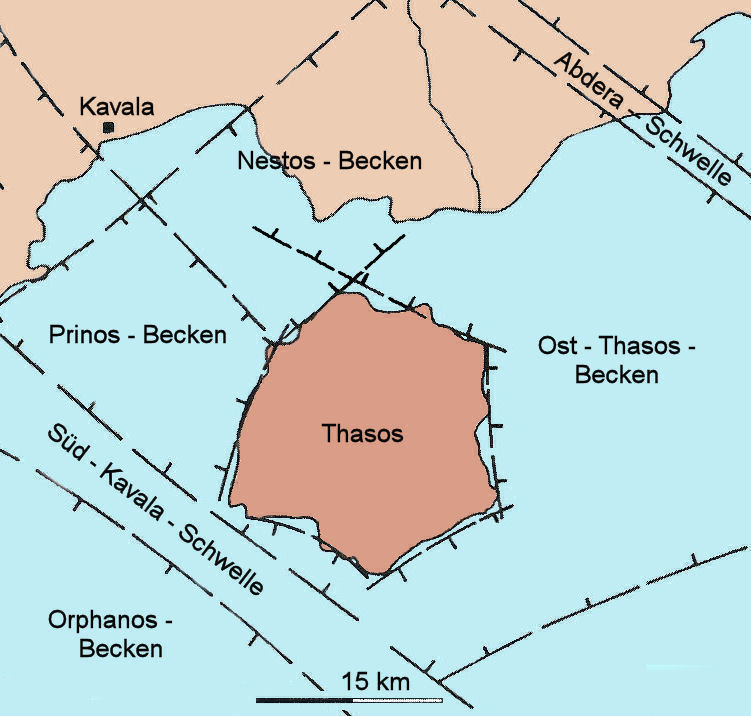
Großtektonik um die Insel Thasos

Einordnung der Erzvorkommen in die stratigraphisch-petrographische Gliederung der Insel

Die Insel stellt den südlichsten Teil der Griechischen Rhodopen dar. Sie ist rings umgeben von großen, steilen Störungen und mehrere tausend Meter tiefen kristallinen Grundgebirgsbecken: Das bedeutendste, nordwestlich der Insel gelegene Nestos-Prinos-Becken, das westlich und südwestlich gelegene West-Thasos-Apollonia-Becken oder Orphanos-Becken mit Fortsetzung zum Strymon-Becken, sowie das östlich der Insel gelegene Ost-Thasos-Becken mit Übergang zum Komotini-Becken. Aus diesen randlichen Becken ragt der kristalline Inselkörper horstförmig aus 4.000 bis 6.000 m Meerestiefe an die Oberfläche der Ägäis und weitere über 1.200 m bis zu den Gipfeln des Ipsarion-Massivs. Die tiefen Grundgebirgsbecken wurden im Neogen mit mächtigen Sedimentfolgen aufgefüllt und beinhalten die seit 1972 in Förderung stehenden sowie weitere noch nicht aufgeschlossene Erdöl- und Erdgas-Lagerstätten.
Auf der Insel Thasos besteht die Rhodope-Serie aus metamorphen kristallinen Gesteinen, also Glimmerschiefern, Quarziten, Gneisen und grobkristallinem Marmor. Der stratigraphisch-petrographische Aufbau dieser Serien wird in nebenstehender Säulengrafik nach dem Stand von 1988 dargestellt.

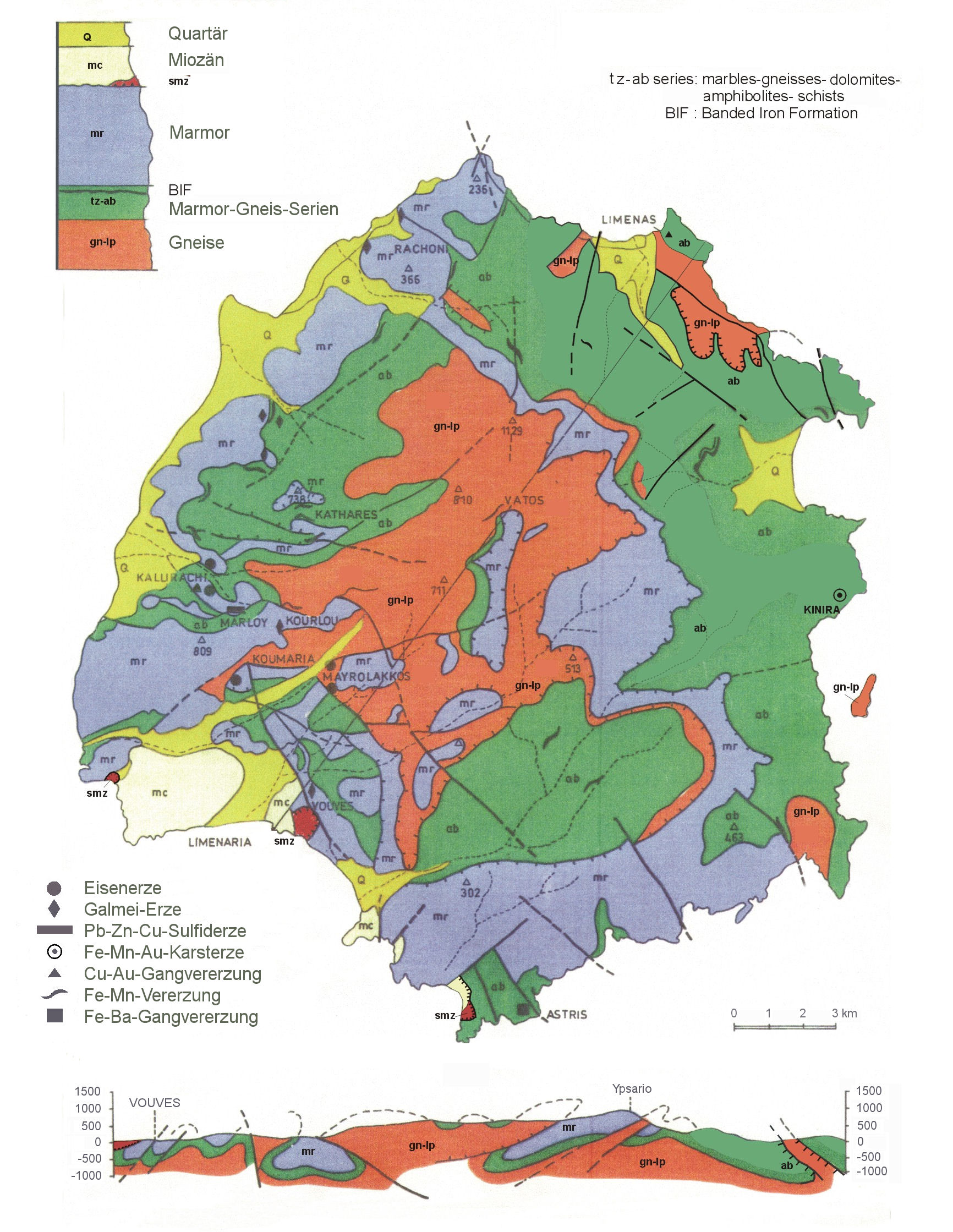
Geologische und metallogene Karte der Insel Thasos

Die reiche Erzmineralisation im Grundgebirge der Insel geht in den meisten Vorkommen zurück auf synsedimentäre Einlagerungen in die Ais-Matis- bzw. Kastrou-Marmorserie. Für wenige, aber sehr bedeutende Erzlagerstätten sind syngenetisch aufsteigende, hydrothermale Lösungen in die Bruch- und Kluftzonen des Faltengebirges verantwortlich. Im Oberflächenbereich wurden die primären Erzminerale infolge Verkarstung einer Umlagerung, mineralischen Metamorphose und Oxidation ausgesetzt. Sie finden sich überwiegend in Spalten und Klüften und wurden in den bisher erkundeten Bergwerken gewonnen.
Seit der griechischen Frühzeit, vor allem aber in der Antike und bis in die Byzantinische Zeit waren die Bodenschätze der Insel Grundlage für ihren besonderen Reichtum und für ihre Bedeutung in der Nordägäis: Gold, Silber, Blei, Kupfer und Eisen wurden abgebaut und verhüttet. Zinkerz- und Eisenerzabbau fand in der Neuzeit statt, die Marmorgewinnung ab dem 10. Jahrhundert v. Chr. bis in die heutige Zeit.

## Bergbau
Der Buntmetall-, Silber- und Eisenerzbergbau fand nahezu ausschließlich im Westteil der Insel, der Goldabbau fast ausschließlich nahe der Ostküste und die Marmorgewinnung bis heute in der Osthälfte von Thasos statt.

### Rotocker

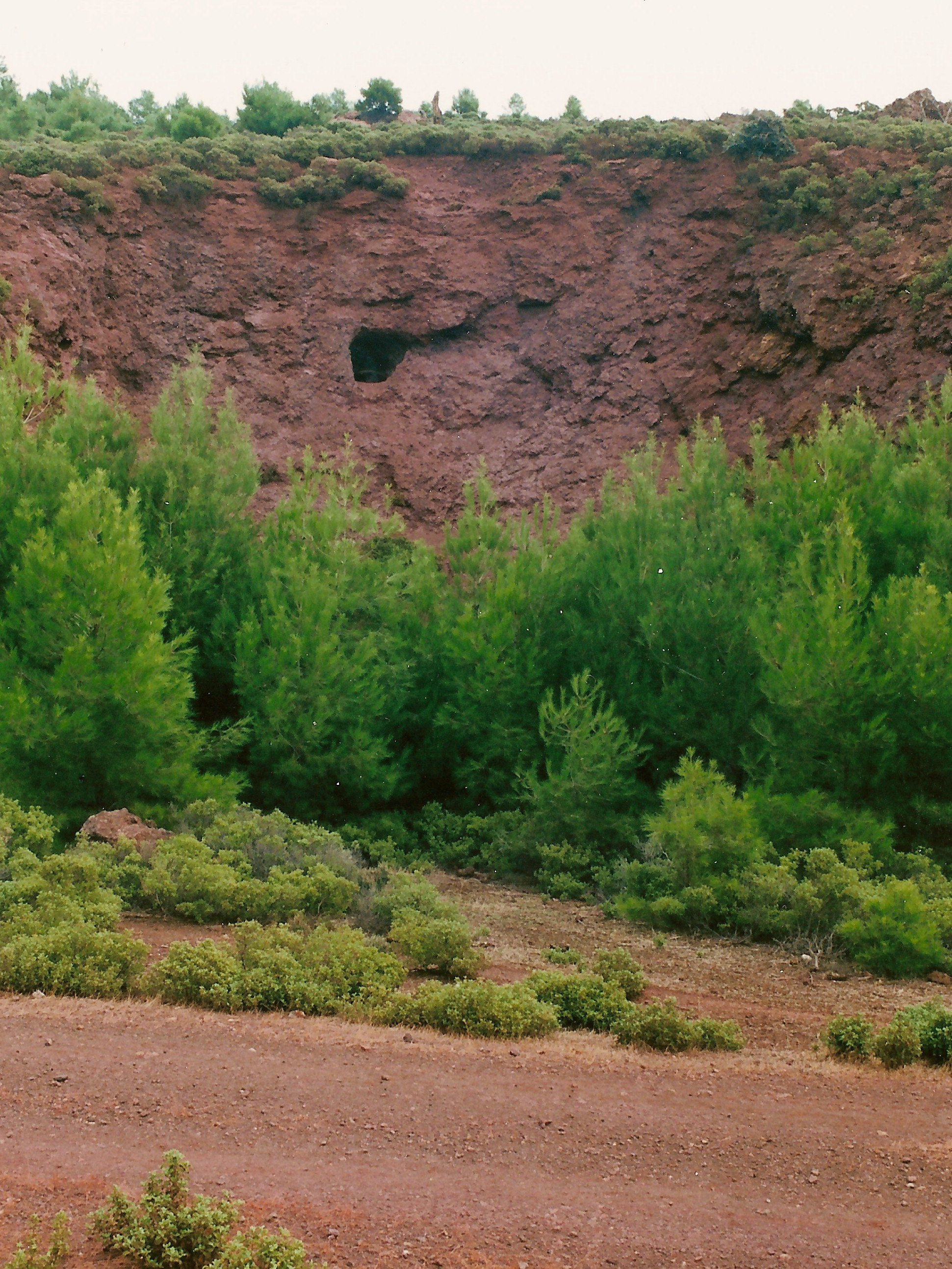
Rotocker-Mundloch Tzines T1 im Chondrodymos-Tagebau

Im Südwesten der Insel, fünf Kilometer nordöstlich von Limenaria, entdeckte der deutsche Geologe Dr. Herrmann Jung im Jahre 1956 im Konzessionsbereich des Eisenerztagebaues Mavrolakka der Firma Chondrodimos S. A. die untertägigen Rotocker-Abbaue von Tzines. Kundige Einheimische führten die Archäologen zu zwei weiteren Ocker-Abbauen, denen von Vaftochili bei Kalivia/Limenaria und von Boyes bei Skala Rachoni. Der Griechische Antikendienst, die 18. Ephorie Kavala, nahm 25 Jahre später mit dem Deutschen Bergbau-Museum Bochum, die Untersuchungen auf und veröffentlichte 1988 erste Ergebnisse. Die Details liegen seit 1995 vor.
Das Bergbaurevier von Tzines weist an den Hängen des gleichnamigen Hügels etwa 20 Abbaustellen mit klaren Anzeichen des Abbaus von Hämatitausbissen in Bingen, Schürfen und Stollenmundlöchern auf. Nach Aufschluss der Mundlöcher wurden zwei unverbrochene Stollen und Abbauräume erkundet.
Bei dem Abbau T1 handelt es sich um den größten und bestens untersuchten Untertageabbau, einem söhligen, geweiteten Stollenbau, sieben Meter lang, drei Meter breit und 0,7 bis einen Meter hoch, sowie einem anschließenden kurzen Stollen von 1,4 Meter Länge und einer Höhe von 0,3 bis 0,6 Metern. Ausgegraben wurden an den Streckenstößen in den Abbauen T1 und T2 etwa 500 Abbauwerkzeuge wie Geröllsteine als Schlagwerkzeuge, Flintklingen, Geweihsprossen und Knochen von Rindern und Antilopen sowie Knochenspaten. Die steinzeitlichen Werkzeuge sind im Detail aufgenommen und fotografisch erfasst worden.
Die Werkzeugfunde, insbesondere die Knochenfunde, erbrachten eine Datierung in die zweite Hälfte der Altsteinzeit, in das Jungpaläolithikum (nach dem 20. Jahrtausend v. Chr.). Der Abbau T1 wurde bei klar erkennbaren Unterbrechungen über einen längeren Zeitraum durchgeführt. Die späteste Datierung liegt im Altneolithikum, bei etwa 6400 v. Chr., allerdings ist ein Abbau bis ins Mittelneolithikum nicht unwahrscheinlich. Der Untertage-Ockerabbau auf Thasos ist damit wesentlich älter als die Ockergräber-Kultur, und sicher viel älter als die ältesten bekannten Untertagebergbaue in Europa, die Flintstein-Minen der Kupfer- und der Frühen Bronzezeit. Es handelt sich in Tzines demnach um den ältesten Untertage-Bergbau Europas.
Am Hang über T1 liegt die untertägige Kammer des Abbaus T2 mit drei mal vier Meter Weite, ein bis eineinhalb Meter Höhe und drei kurzen Stollenabgängen. Da hier fast ausschließlich Steinwerkzeuge gefunden wurden, ist der Betrieb dieses Abbaus einer späteren, der prähistorischen Periode zuzuordnen.
Der Stollen T3 ist im vorderen Bereich verbrochen. Der hintere Teil ist nicht erkundet. Auf der Sohle fanden sich Steinwerkzeuge in besonders großer Zahl. Am Mundloch von Stollen T6, der nicht zugänglich ist, fanden sich nur wenige Steinwerkzeuge und Schieferplatten.
Der antike Ockerbergbau Vaftochili liegt 500 Meter nördlich von Kalivia/Limenaria. Er umfasst ein weitverzweigtes Stollensystem mit einer Gesamtlänge von mehreren hundert Metern. Der Abbau erfolgte bis Mitte des vergangenen Jahrhunderts. Dies trifft auch zu für die übertägigen Schürfbaue und das ausgedehnte Stollensystem von Boyes.

### Marmor
→ Heutiger Abbau: Thassos-Marmor

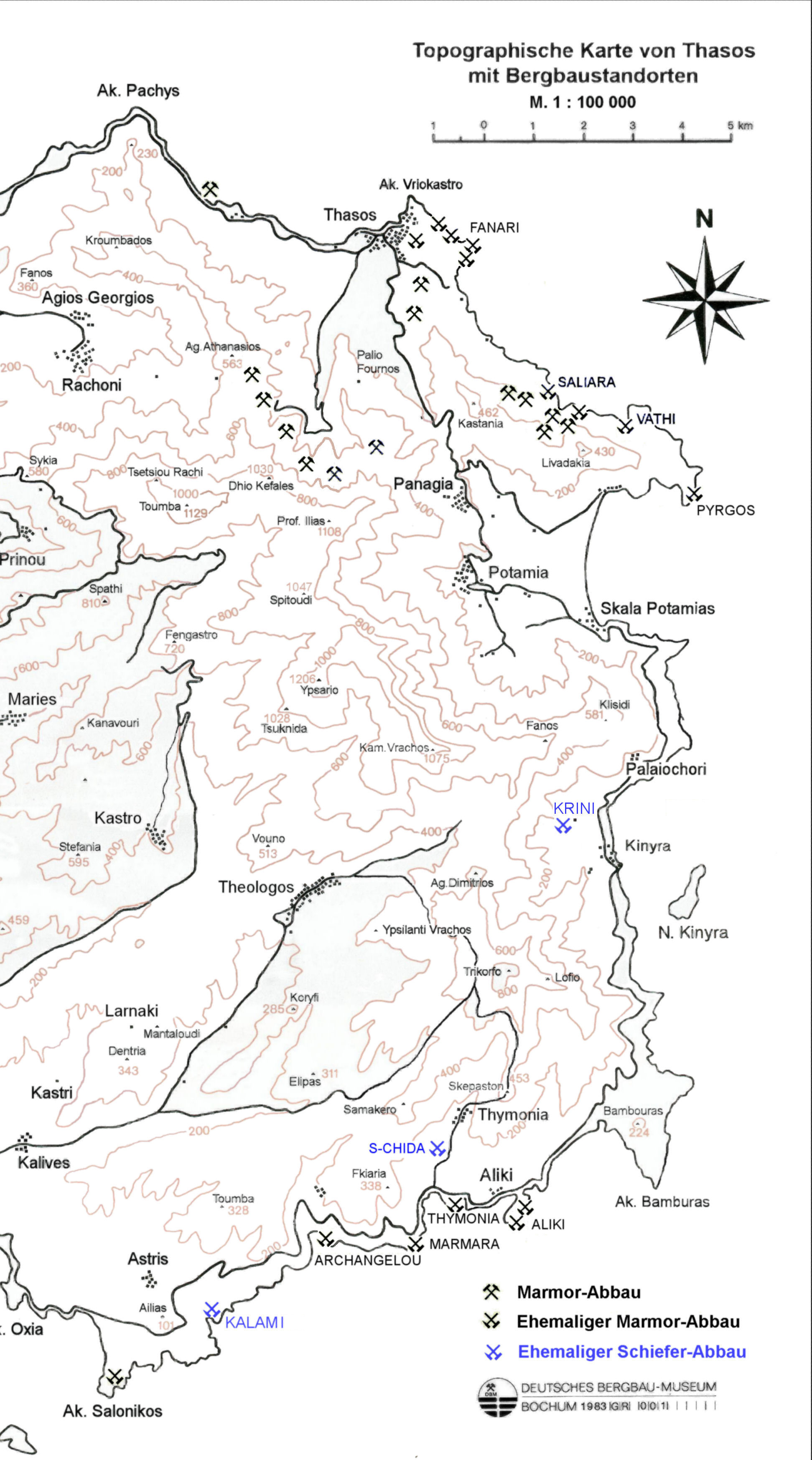
Marmor- und Schieferabbau auf Thasos

Die prähistorische Marmorgewinnung war auf die Küstenregion von Thasos beschränkt. Die bekanntesten Steinbrüche waren Fanari, Saliara, Vathi und Pyrgos im Nordosten und Aliki und Archangelos im Südosten der Insel. Abgebaut wurden damals der weiße dolomitische Marmor in der Region Saliara und der kalzitische Marmor im Bereich Aliki.
Besonderes Interesse an den Marmorvorkommen der Insel zeigten die Parier nach ihrer Ansiedlung. Sie begannen im 7. Jahrhundert v. Chr. mit dem Abbau im Gipfelbereich der Akropolis, am Kap Fanari, in Vathi und Aliki, wobei sie die Erfahrung in der Gewinnung von Marmorblöcken, die sie auf Paros gewonnen hatten, nutzen konnten. In archaischer Zeit wurden Fanari und Vathi weiter betrieben, hinzu kamen die Steinbrüche von Pyrgos und Pholia, Vathi und Saliara. In der klassischen Periode produzierten vor allem Aliki, Thymonia und auch Fanari und Vathi 3, in der hellenistischen Zeit wurde der neue Abbau in Marmaromandra aufgeschlossen. Die Gewinnung in römischer Zeit ist in Saliara nachgewiesen. Besonders aufgeblüht war der Marmorabbau in der byzantinischen Periode. Im Mittelalter wurde die Gewinnung stark reduziert, im 14. Jahrhundert wurden neue Steinbrüche eröffnet und die Produktion stieg wieder.
Der Thasos-Marmor wurde bereits seit frühester Zeit nur teilweise auf der Insel bearbeitet, größtenteils jedoch in Blöcken exportiert. Beliefert wurden in der späten archaischen Zeit Mazedonien, die Peloponnes, Türkei, Süditalien und der Nahe Osten. Ende der hellenistischen Periode gelangte Thasos-Marmor nach ganz Italien. In römischer Zeit wurde Vathi-Marmor in großen Mengen auch in entfernte mediterrane Bereiche exportiert. Im zweiten Jahrhundert war Italien der Hauptabsatzmarkt. Daneben wurden Süd-Griechenland, die Ägäischen Inseln, die ägäische Türkei, Jordanien, Ägypten, Tunesien und das Rhonetal in Frankreich beliefert.
Der fein- bis mittelkörnige, hellweiße Dolomit-Marmor aus Vathi wurde bevorzugt verwendet für die Fertigung von Statuen, Porträt-Büsten, Köpfen, Grabstelen, Reliefs, Türrahmen und Sarkophagen. Letztere gingen unter anderem vorgefertigt in großer Zahl von Vathi nach Rom. Es wird angenommen, dass die meisten von der Antike bis in die römische Zeit gefertigten Dolomitmarmor-Skulpturen aus Vathi-Marmor gefertigt worden sind.
Die ausgedehntesten und bedeutendsten Marmorbrüche wurden jedoch im Südosten der Insel, vor allem auf der Halbinsel Aliki, ab dem siebten Jahrhundert ohne große Unterbrechungen bis in die byzantinische Zeit betrieben. Hier wurde ein unverwechselbar grobkörniger und homogener Calcit-Marmor von damals hohem Wert abgebaut.
Thasos wurde mit dem Vathi-, insbesondere aber mit dem Aliki-Marmor, zu einem der bedeutenden Marmorexporteure für das antike Griechenland: Nachgewiesen wurde Aliki-Marmor im Tempel von Pergamon, im Apollo-Tempel von Didyma, im Mausoleum von Halikarnassos und im Heiligtum der Kabyren auf der Insel Samothraki.
In Zeiten des Römischen Reiches zählte der Aliki-Marmor zu den besten im Reich. Vitruvius, Seneca, Plinius und Plutarch gaben Zeugnis ab für die Bekanntheit des thasischen Marmors, der in Ephesos im vierten Jahrhundert v. Chr., in Thrakien und bei zahlreichen Bauwerken in Rom verwendet wurde.
Der gegenwärtige Marmorabbau findet in denselben Regionen statt, in denen in prähistorischer Zeit abgebaut worden war, also in den Kastania- und den Livadakia-Bergen über der Agios-Ioannis-Bucht (Typ Saliara) und im Raum Theologos (Typ Aliki). Der Marmorabbau stellt die letzte und einzig verbliebene Bergbauaktivität auf der Insel dar. Sie ist von großer wirtschaftlicher Bedeutung für Thasos.

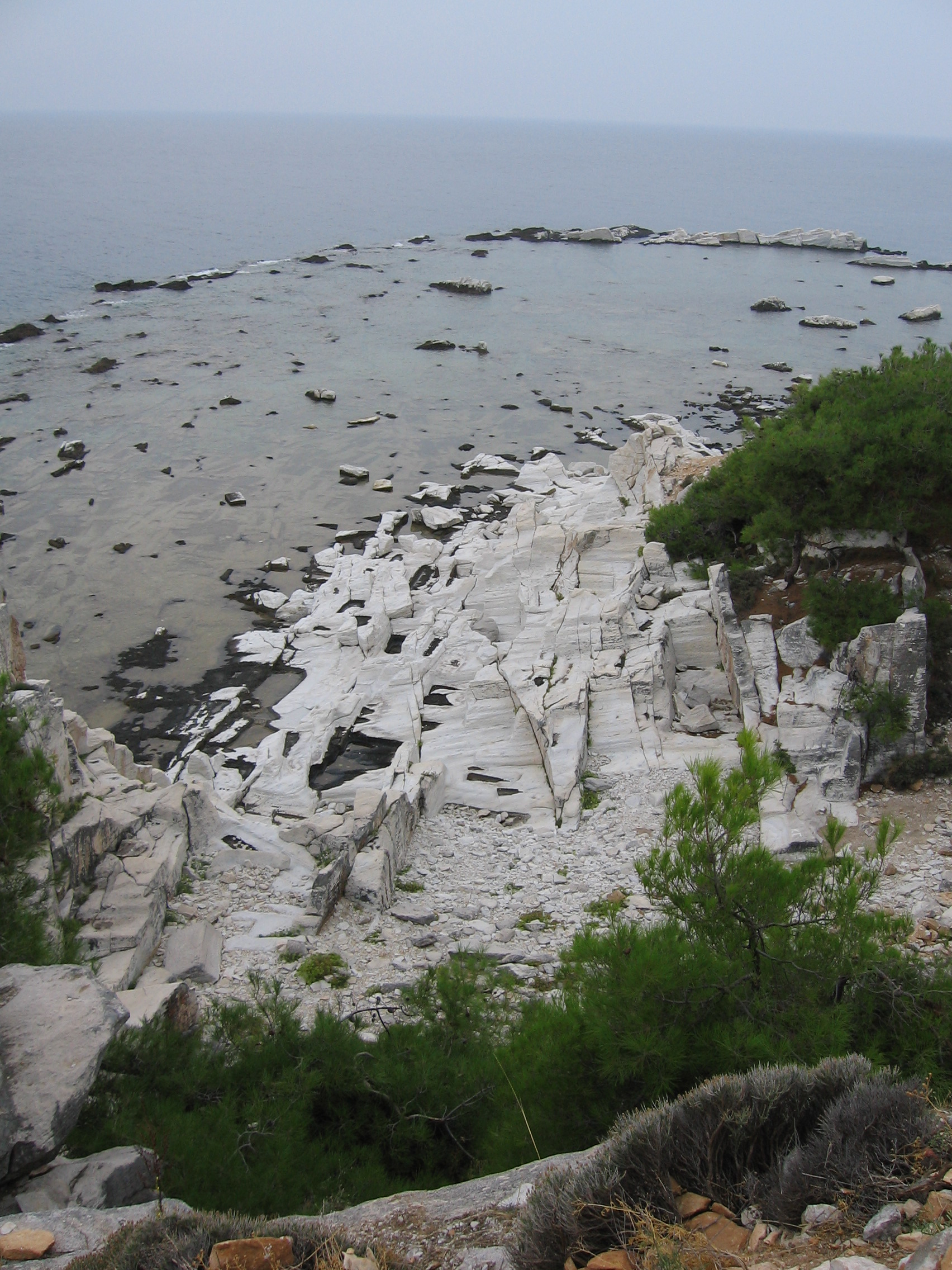
Südbereich des Marmorsteinbruchs Aliki
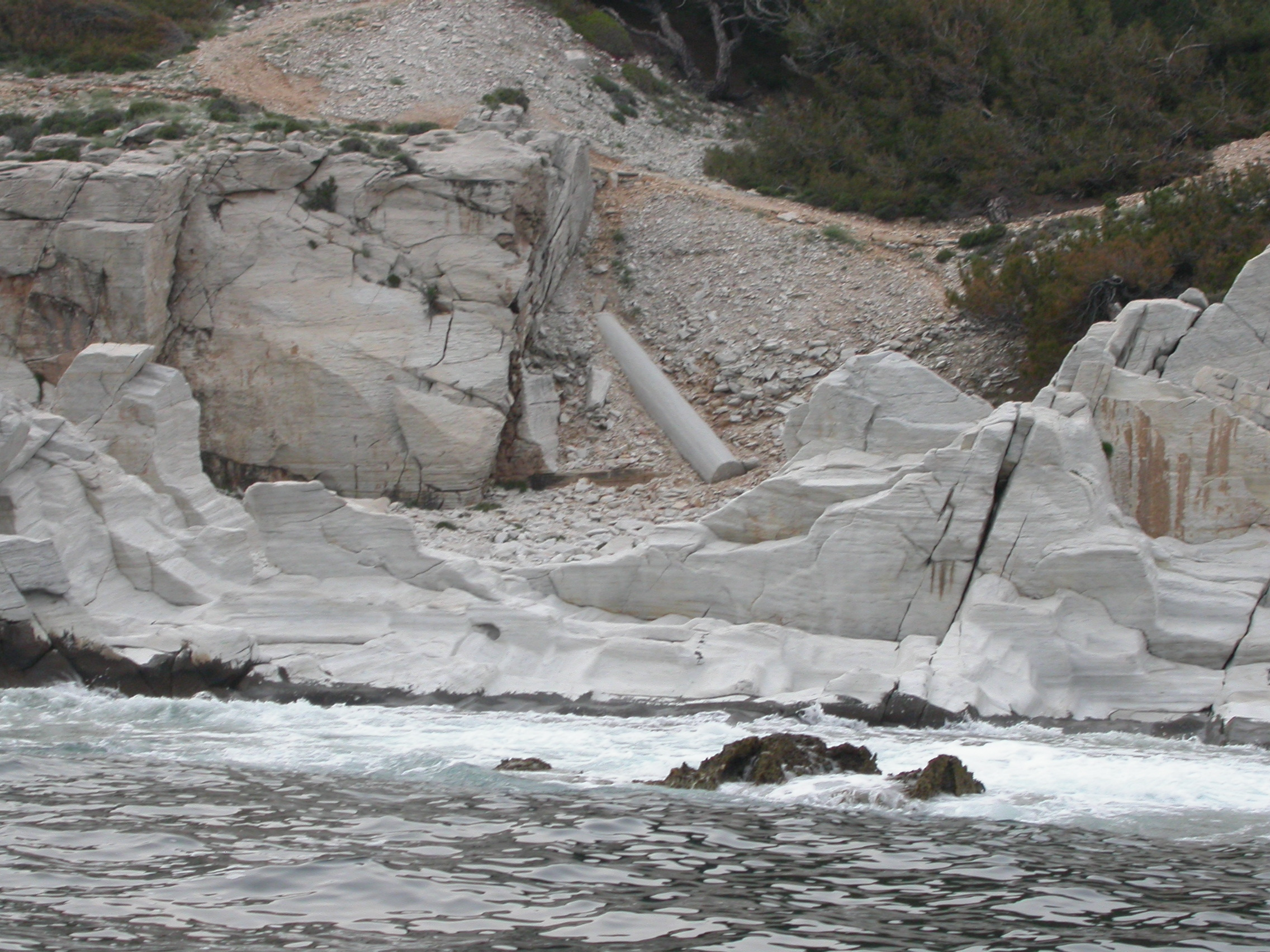
Mittlerer Bereich Marmorsteinbruch Aliki mit Säulenfragment
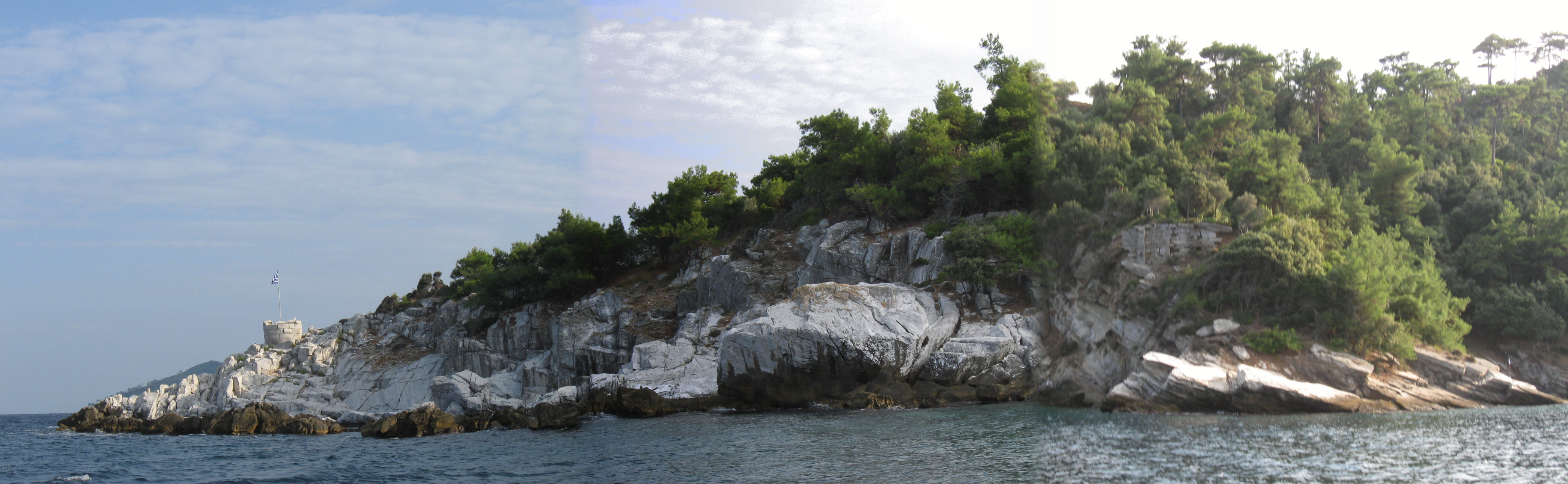
Marmorsteinbruch Fanari an der Nordseite von Kap Fanari
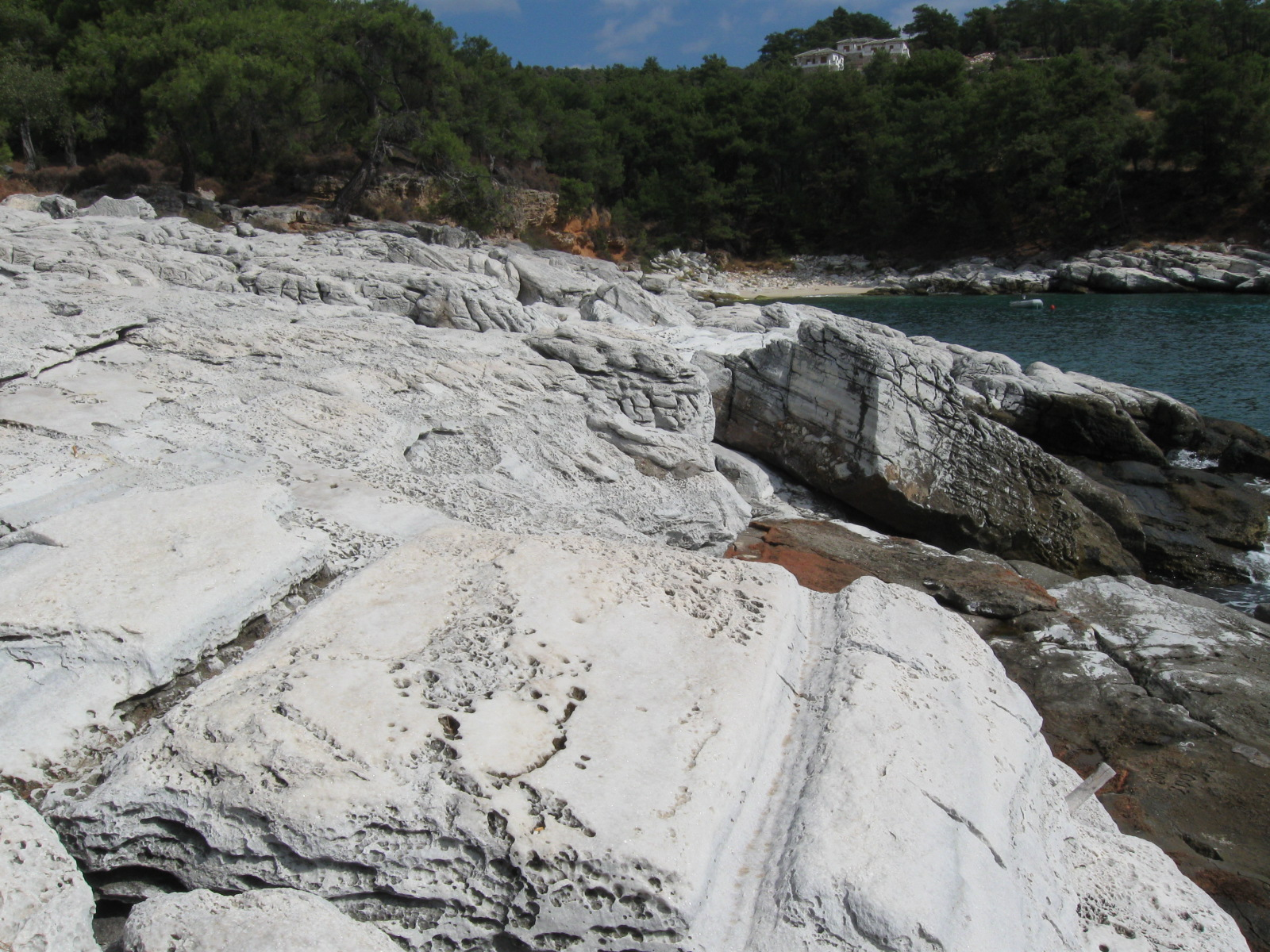
Marmorsteinbruch Thymonia, westlich von Aliki
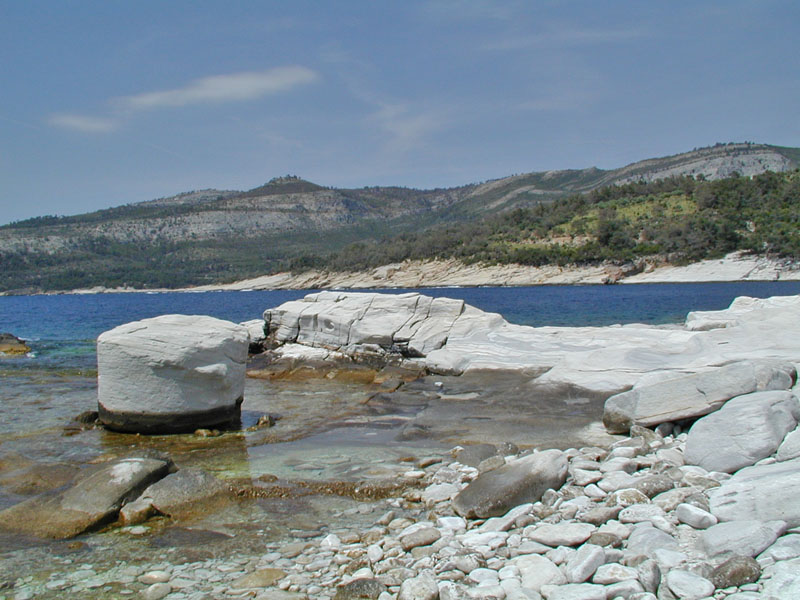
Westbereich des Marmorsteinbruchs Aliki
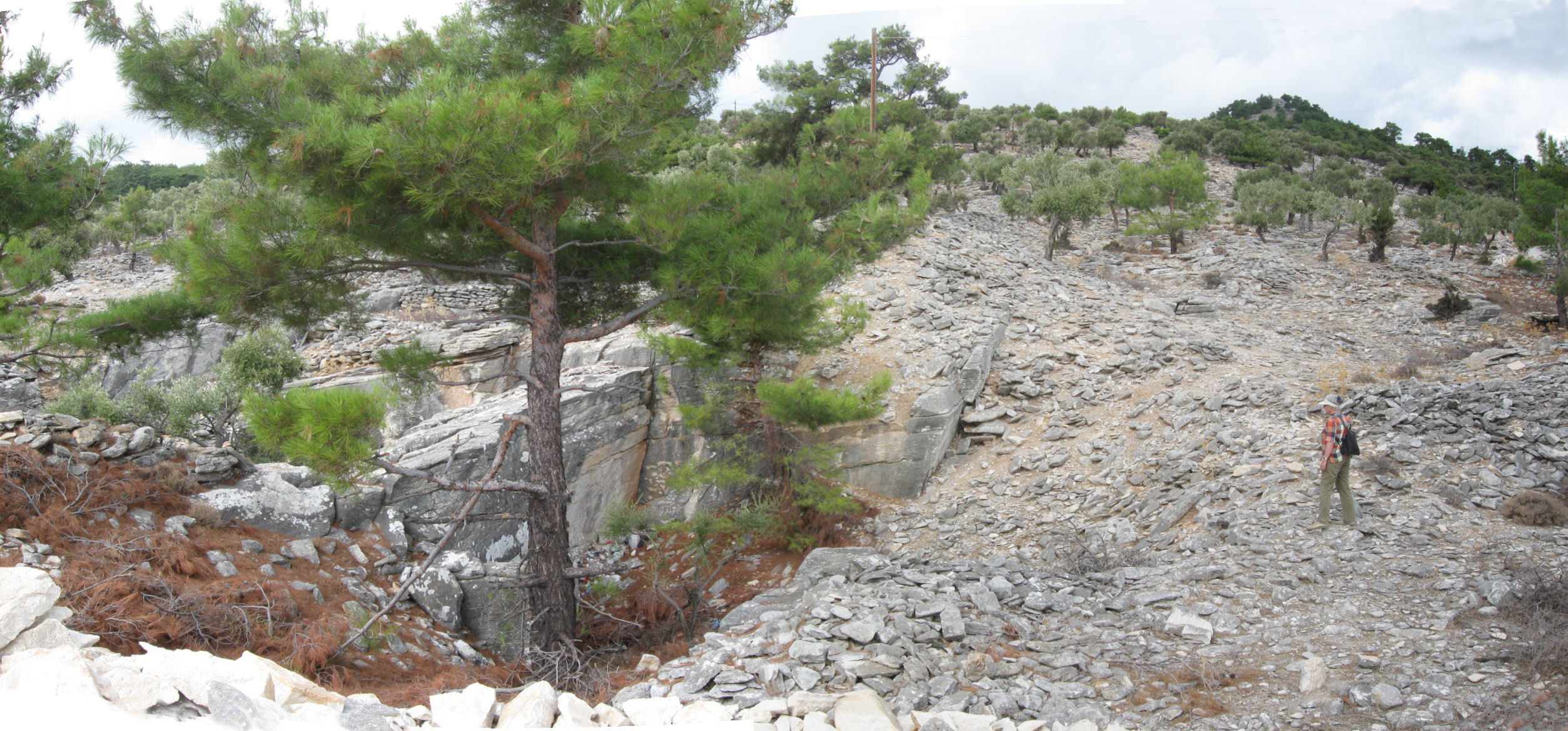
Schieferbrüche S-chidia bei Thymonia

### Schiefer
Neben dem auf der Insel vorkommenden Marmor stellt der Gneis den dominierenden Gesteinstyp und wichtigsten lokalen Baustoff dar. Beim Schiefer handelt es sich um einen feinkörnigen Gneis, der einen feinlagigen Aufbau und eine plattige Ausbildung aufweist. Die leicht zu trennenden Platten zeigen eine nahezu ebene Oberfläche.
Aus dem Schichtprofil sind zwei metamorphe Schieferserien unterschiedlicher mineralischer Zusammensetzung ersichtlich, die obere Maries- und die tiefere Kinyra/Potamia-Serie.
Die als Plattenschiefer verwertbaren Vorkommen waren auf Thasos bei jeweils begrenzten Mengen in nur wenigen Vorkommen vorhanden. Die Schieferbrüche, so genannte „Plakarias“, wurden meist in Verbindung mit der Errichtung und der Instandhaltung von Siedlungen aufgeschlossen. Bekannt sind die Schieferbrüche „Kalivi Liapi“ bei Krini/Kinyra, „Moni Karakallou“ im oberen Maries-Tal, „S-chidia“ und „Kalami“, im Süden der Insel.
Schiefer wurde bereits in prähistorischen Zeiten, in der späten Kupfer- bis in die frühe Eisenzeit, verbaut. In den Gräberfeldern um Kastri sind die Seitenwände der Kistengräber aus trocken geschichtetem Schiefer oder hochkant gestellten Platten errichtet und mit großen Platten abgedeckt worden.
In den frühen Siedlungen im 4. Jahrhundert hat man Schiefer zum Decken kleiner Steinhäuser sowie zur Pflasterung von Höfen und Wegen benutzt. Als Beispiel gilt hierfür unter anderen die Ansiedlung „Tris Kremi“ in der Gegend von Panagia. In den archaischen und den klassischen Zeiten wurden die Wände teilweise aus Schiefer oder bankigem Gneis errichtet.
Die Schieferbrüche wurden in frühen Zeiten betrieben von kundigen Albanern und Epiroten. Schieferdeckung wurde von lokalen Handwerkern bis Ende des 19. Jahrhunderts erstellt.

### Ton
Bei den räumlich sehr begrenzten alluvialen Küstenebenen besitzt die Insel Thasos nur kleine sedimentäre Tonlagerstätten. Diese weisen zudem sehr unterschiedliche chemische und physikalische Zusammensetzungen auf. Dies gilt auch für die Gangtone aus Störungszonen. Diese Tatsache hatte zur Folge, dass in den Verarbeitungsstätten mehrere Tonarten für bestimmte Produkte eingesetzt werden mussten.
Auch im archaischen Atelier von Phari, östlich von Skala Maries, und in der Amphorenherstellung von Vamvouri Ammoudia im Süden der Insel, wurden in der Regel zweierlei Tone eingesetzt, die sich in ihrer Zusammensetzung bei zahlreichen chemischen Elementen stark voneinander unterschieden haben. Außerdem wurde in Phari eine weitere Tonqualität eingesetzt, die jedoch der Herstellung von dicken, gedrungenen und großen Keramikwaren gedient hat.
Kalkige Tone, die in der antiken griechischen Welt vorzugsweise für schwarzglasierte Keramik eingesetzt wurden, sind auf Thasos sehr selten. Für die Fabrikation von Gebrauchskeramik hoher Qualität, gebrannt bei hohen Temperaturen, sind nicht-kalkhaltige, kaolinitische Tone erforderlich, die ebenfalls nur in geringen Mengen verfügbar sind.
Thasos besitzt beträchtliche Lagerstätten mit roten, nicht kalkhaltigen entkalzifizierten Tonen. Die Töpfer der Antike haben jedoch die Verwendung dieser gering plastischen Tone ausgeschlossen, da sie sehr reich an Eisen sind, was in der Glasierung der Keramiken Risse hervorruft.

### Blei-, Silber- und Kupfererze

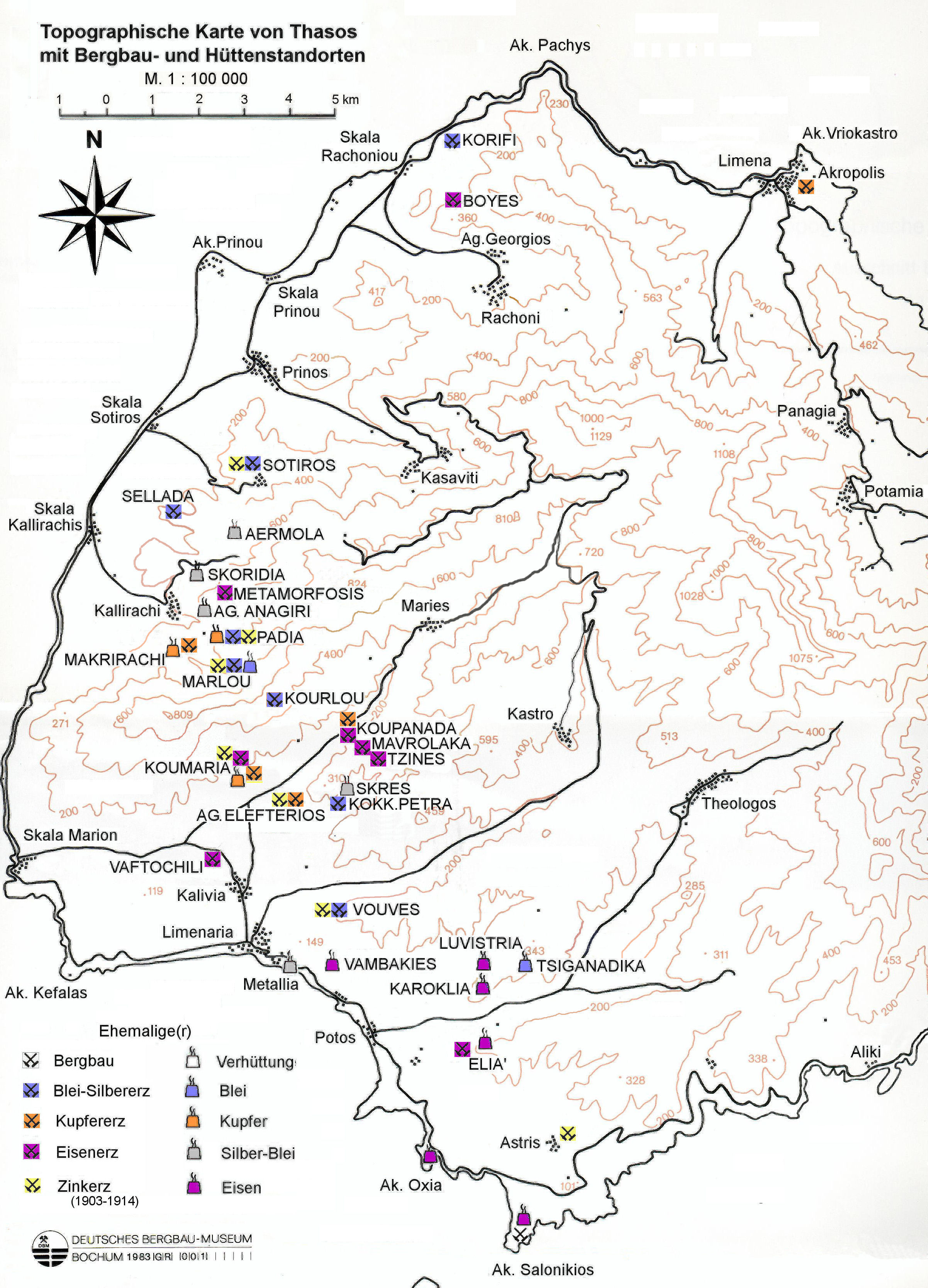
Erzbergbau und Metallgewinnung im westlichen Teil der Insel Thasos

Dem antiken Bergbau auf Blei, Zink, Silber und Kupfer im Westen und Süden der Insel kam man durch die Anfang des 20. Jahrhunderts dort wieder einsetzenden bergbaulichen Tätigkeiten auf die Spur. Zudem haben wissenschaftliche Untersuchungen an Metall-, Schlacken- und Holzkohlefunden, sowie von Erzproben aus den alten Abbauen, die Herkunft der eingesetzten Erze und die Datierung von Abbau und Verhüttung ermöglicht.
Die Bleifunde von Tsinganadika, im Südwesten der Insel, weisen auf eine in der Spätbronze- bis Früheisenzeit erfolgte Verhüttung und einen entsprechenden frühen Bergbau hin. Die Herkunft der Blei- und Silber-Erze konnte bisher nicht mit Sicherheit nachgewiesen werden. Vermutet wird jedoch der Einsatz von Erzen aus dem naheliegenden Abbau von Vouves, möglicherweise auch aus dem im Westen der Insel gelegenen Bergbau von Sotiros.
In der Frühen Eisenzeit (etwa 800 v. Chr.) begann im Westen und Südwesten der Insel nachweislich der Abbau von silberhaltigen Bleierzen. Er dehnte sich schließlich in einem etwa 40 km langen schmalen Gürtel von Kap Pachys im Norden bis nach Kap Salonikos im Süden aus. Vom Lagerstättentyp her handelt es sich bei der Blei-Zink-Silber-Erzführung um synsedimentäre Lagerstättenbildungen im Marmor. Überprägt durch Verkarstung wurde im Oberflächenbereich das Zink durch Lösungen in die Tiefe weggeführt und reicherte sich dort an. Es entstanden an und nahe der Oberfläche bleireiche und gering silberhaltige Erzpartien, die im Stollenbau aber auch in kleineren Tagebauen bis etwa 15 m Teufe gewonnen wurden. Von Norden nach Süden sind bisher die nachstehenden Bergbaue und Aufschlüsse bekannt und teilweise auch untersucht worden.
Antiker Bergbau wurde bei Skala Rachoniou in den Bereichen Agrelea, Spilios, Pachys und Korifi, festgestellt. Fünf Stollenzugänge und ein weitverzweigtes Streckensystem mit deutlichen Werkzeugspuren und Lampennischen wurden gefunden. Eine Erzlage enthält dort 37 % Blei und 100 mg/g Silber.
Die Erzgruben in Sotiros aus der Frühen Eisenzeit liegen im Westen der Insel etwa 2,5 km landeinwärts. Die alten Baue sind durch den Galmei-Bergbau im 20. Jahrhundert größtenteils zerstört. Der Silbergehalt der Erze dürfte bei etwa 280 mg/g gelegen haben. Die beträchtliche Förderung von Blei-Silbererzen in Sotiros könnte etwa der des größten Bergwerks von Vouves entsprochen haben. In Sotiros waren unter Tage auch Sklaven beschäftigt, was der Fund eines Fußskeletts mit Resten von Fußketten beweist. Im Altertum und in römischer Zeit fand in Sellas und Agios Elephterios unbedeutender Abbau von Blei-, Zink-, Silber- und wahrscheinlich auch Kupfererzen statt.
Bei Kallirachi liegt das Vorkommen Padia, in dem vier Schächte und in einem Einschnitt drei einfallende Stollen mit einer größeren Abbaukammer festgestellt werden konnten. Gewonnen wurden hier etwa 100 t Bleigalmei. In der Blei-Silber-Gewinnung der Antike hatte dieser Bergbau nur geringe Bedeutung. Dies gilt auch für Aermola, wo ein Tagebaueinschnitt und Stollenmundlöcher in die byzantinische Zeit um 710 datieren. Der bedeutendste antike Kupferbergbau auf Thasos ist der von Makrirachi südöstlich von Kallirachi. Fünf Stollen und ein 300 m langes Streckensystem mit großen Weitungen wurden aufgefahren. Außer Kupfersulfiden fanden sich in dieser Lagerstätte Eisen-Mangan-Erze, Galmei und Antimon-Fahlerz. Gefäßfunde, die möglicherweise mit dem Bergbau in Verbindung stehen, weisen auf das 3. Jahrhundert v. Chr. hin. Weiterer Abbau auf Kupfer fand statt in Koumaria (2. Hälfte 4. bis Anfang 3. Jahrhundert v. Chr. und Wende zum 2. Jahrhundert v. Chr.), in Koupanada (bisher nicht untersuchte Stollen und Weitungen), in Agios Elephterios (archaisch), in Marlou (byzantinisch), und am Westhang des Akropolisberges in Limenas Thasou, an dem Cu-Fe-Halden aus dem 6. Jahrhundert festgestellt wurden. In Aplokada wurde in wenigen Meter Stollen ein Erzgang verfolgt, der ein unbedeutendes Kupferkies-Vorkommen aufwies.
Der Erzbezirk von Marlou – Kourlou hat eine Ausdehnung von etwa 3 km und durchquert in südöstlicher Richtung den Ais Mathis-Bergrücken von Kallirachi bis in das Maries-Tal. Beide Gruben gelten als das am besten erhaltene untertägige Blei-Silber-Abbaurevier auf Thasos. In Marlou mit über 20 bisher erkundeten Stollen, Stollensystemen, zahlreichen Weitungen und Blindschächten wurden ab dem 4. Jahrhundert v. Chr. bis ins 6. Jahrhundert n. Chr. relativ reiche Blei-Silber-Erze gewonnen. Der Silbergehalt dürfte bis zu 1.510 mg/g betragen haben, nach J. Speidel bis zu 6000 g/t. Der Lagerstättentyp von Marlou weicht von dem der meisten anderen Erzvorkommen ab. Die sehr reiche Vererzung tritt auf einer NW-SO-Verwerfungszone in einem gangartigen, quarzhaltigen Gestein auf. In Tagebauen und bisher erkundeten 3 Stollen mit großen Weitungen, Kammern und Nebenstrecken blieb der alte Bergbau in Kourlou von jüngeren Aktivitäten unberührt. Eine Bleiglanzprobe enthielt 890 mg/g Silber. Es werden weitere Grubenbaue vermutet.
Die Blei-Zink-Abbaue von Koumaria liegen etwa 3 km nördlich von Kalivia / Limenaria am südlichen Ais Mathis-Hang. Es handelt sich vorwiegend um Streckenbaue mit unregelmäßigen Weitungen. Die Silbergehalte lagen bei etwa 560 mg/g, die Silbergewinnung wird auf insgesamt weniger als 1 Tonne geschätzt. Eine Grabung in einem Erzstollen bei Koumaria erbrachte Keramikscherben und Ziegelbruchstücke aus dem Ende des 4. / Anfang des 3. Jahrhunderts v. Chr. Innerhalb des Stollens dieses Bergwerks wurden zahlreiche Scherben von großen Vorratsgefäßen gefunden, aber auch Bruchstücke von thasischen Spitzamphoren und kleiner unbemalter Gefäße, die nach typologischen Kriterien gegen das Ende des 3. bis zum Beginn des 2. Jahrhunderts v. Chr. datiert werden können. Gleiche Werte ergeben auch die Thermoluminiszenzmessungen. Ein zerstörtes antikes Gebäude unmittelbar östlich des Stollens wird gegen das Ende des 4. und Anfang des 3. Jahrhunderts v. Chr. datiert.
Mehrere antike Tagebaue, Pingen und Untertagebaue in Kokkini Petra, im Revier Mavrolako, nahe den Schlackenhalden von Skres, dürften Bleigehalte von 9,5 % und Silbergehalte von 90 mg/g erbracht haben.
Die alten Stollenbaue in Vouves, 2 km nordöstlich von Limenaria, von denen heute einige noch in den Stößen des großen Tagebaus von 1903 bis 1914 zu erkennen sind, dürften ab etwa 800 v. Chr. bis etwa 1000 bei einer Gesamtfördermenge von etwa 150.000 t und Bleigehalten von 1 bis 8 % außer etwa 5000 t Blei einige Tonnen Silber gebracht haben. Erst in Byzantinischer Zeit kam die Förderung in Vouves wegen Erschöpfung der damals mit Gewinn verarbeitbaren Blei-Silber-Erze zum Erliegen. Julius Speidel beschreibt diesen Bergbau als die „antiken Baue auf Bleierz“ oder als den Bergbau im Altertum mit großen Aushöhlungen und Pingen an der Tagesoberfläche, dann unterirdischem Betrieb.

### Gold-/Silbererze
Herodot (484–426 v. Chr.) hat Thasos bereist und berichtet über einen Goldbergbau auf Thasos (VI, 47): Ich habe diese Bergwerke selbst gesehen. Bei weitem das merkwürdigste darunter war das, welches die Phoiniker entdeckt haben, die sich mit Thasos auf dieser Insel niederließen, die dann von diesem Phoiniker Thasos ihren Namen erhielt. Dies phoinikische Bergwerk liegt auf Thasos zwischen Ainyra und Koinyra, Samothrake gegenüber, wo beim Schürfen ein ganzer Berg über die Halde gestürzt ist. Herodot äußert sich auch über die jährlichen Einkünfte der Thasier aus dem Goldbergbau (VI, 46): Diese ihre Einkünfte bezogen sie vom Festlande und aus Bergwerken. Die Einkünfte von den Goldbergwerken in Skapte Hyle allein betrugen in der Regel jährlich achtzig Talente und die von den Bergwerken auf Thasos selbst nur etwas weniger, so dass die Thasier […] von dem Festlande und den Bergwerken im ganzen alle Jahre zweihundert, in guten Jahren wohl gar dreihundert Talente bezogen.
Die seit 1969 laufenden Untersuchungen Ephoria Kavala, dem griechischen Antikendienst für die prähistorische Geschichte der Insel, haben bis 1992 keinerlei Nachweis für die tatsächliche Anwesenheit der Phönizier auf der Insel und im Bereich des Goldbergbaus erbracht. Ausgrabungen und reiche Funde im Gebiet der Akropolis von Kastri im Süden der Insel haben eine über mehrere Tausend Jahre andauernde Besiedlung nachgewiesen, die für die Zeitspanne des Goldabbaus einen starken kretomykenischen Charakter trägt. Der Antikendienst Kavala hat daher 1992 die vorläufige Hypothese aufgestellt, dass vor der griechischen Besiedlung der Goldabbau nicht oder nicht nur von Phöniziern, sondern auch oder nur von Mykenern betrieben worden ist.
Der antike, möglicherweise auch noch ältere Edelmetallbergbau im Osten der Insel blieb Jahrhunderte unbeachtet und im Verborgenen. Die Gold-Schürfe, Stollenmundlöcher und Schächte zum Untertageabbau wurden von den zahlreichen, vor allem in den 1950er Jahren auf der Insel tätigen Geologen nicht ausgemacht bzw. als solche nicht wahrgenommen. Die Einwohner von Limena kannten das südliche Mundloch (M 1), den Zugang zum Goldbergwerk Akropolis und die dahinter liegende Weitung als Grotte. In Paläochori wurde die Grube TG 80 B Höhle des Eremiten genannt. Bis zur Entdeckung und Erkundung wurde der Reichtum der Insel erklärt mit ihrem Einkommen aus den bekannten Pangaion-Goldgruben, die in klassischer Zeit im Besitz der Thasier war. Die im südlichen Teil der Insel 1905–1914 tätige Firma Friedrich Speidel hat die Akropolis-Baue erstmals erkundet und stellenweise bergmännisch aufwändig untersucht, ohne zu erkennen, dass es sich um eines der antiken Goldbergwerk gehandelt hat. Vermutet wurde ein früher Abbau von Kupfer. Julius Speidel stellte 20 Jahre später, 1929, fest: Trotz eingehender Prospektierung dieses Gebietes konnten hier bisher keinerlei Spuren eines alten Goldbergbaus festgestellt werden, sodass diese Angabe Herodots jedenfalls als fraglich bezeichnet werden muss.
Die Entdeckung und Erkundung des ausgedehnten untertägigen Akropolis-Goldbergbaus gelang erst in den Jahren 1965–1979 durch die Archäologische Gesellschaft École française d’Athènes (EfA). Das Bergwerk wurde in mehreren Etappen im Detail untersucht. Zahlreiche Veröffentlichungen liegen vor. Aus lizenztechnischen Gründen können an dieser Stelle die verfügbaren, sehr anschaulichen Darstellungen und Bilder nicht präsentiert werden. Die Entdeckung der noch älteren, im Gebiet nordwestlich von Kinyra liegenden Untertage-Goldbergwerke von Klisidi und Paläochori erfolgte im Jahre 1979. Dem Max-Planck-Institut Heidelberg (MPI) und dem Deutschen Bergbau-Museum Bochum (DBM) standen 1981 nur wenige Tage zur Erkundung und örtlichen Dokumentierung zur Verfügung, die nicht ausreichten, um die georteten Grubengebäude in ihrer ganzen Ausdehnung erfassen und erforderliche Grabungen in den Bauen durchführen zu können. Es wird vermutet, dass die begangenen und erkundeten Baue nur etwa 10 % der wirklich im Umkreis von Paläochori, Platanos und Klisidi vorhandenen darstellen. Alle erstellten Klisidi- und Paläochori-Grubenpläne sind veröffentlicht und stehen zur Verfügung.

#### Grubenrevier Klisidi-Palaiochori

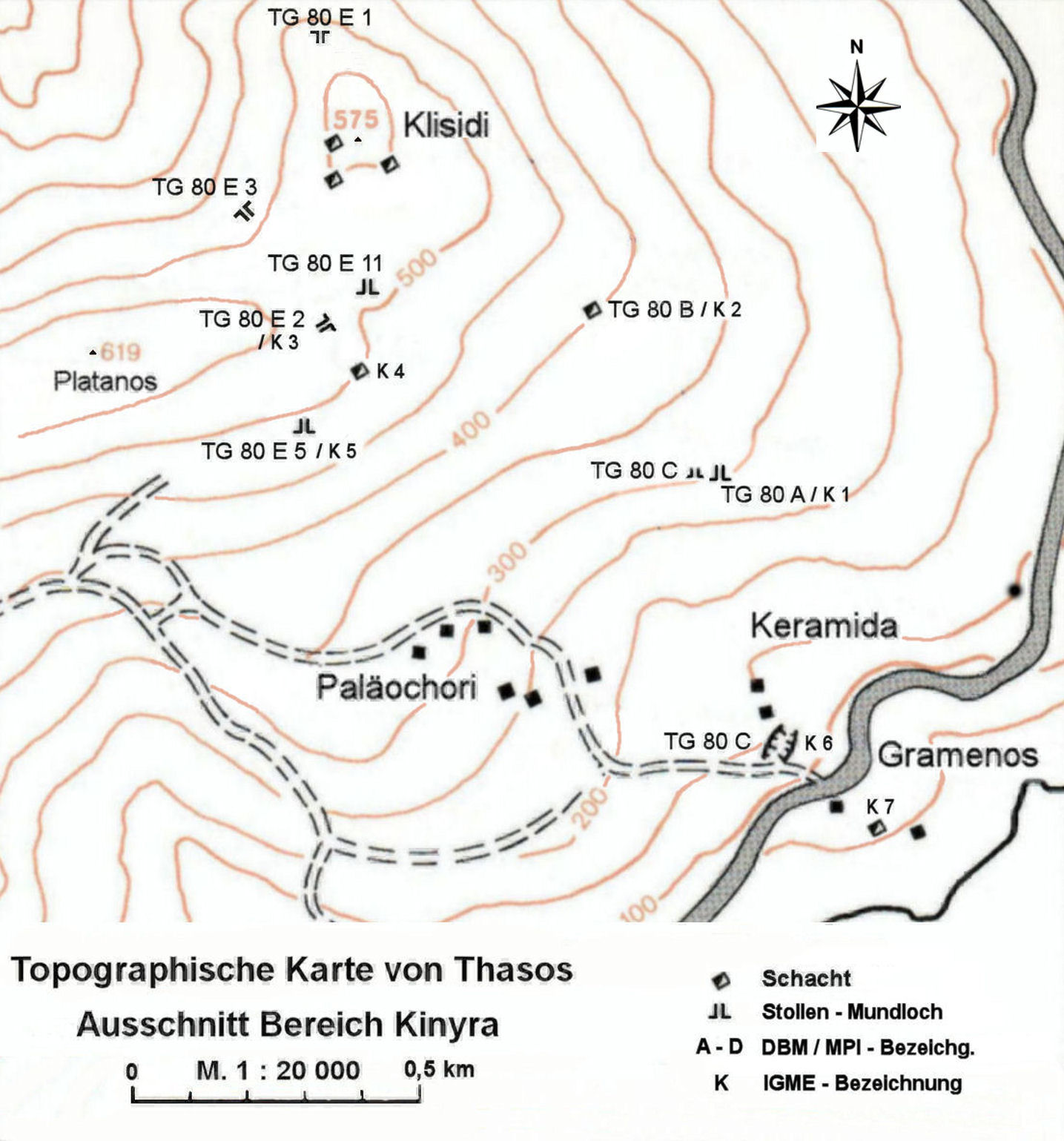
Lageplan Goldbergbau-Revier Klisidi-Palaiochori / Kinyra

Die bergbauliche Geschichte des thasischen Goldbergbaus stellt sich nach den Untersuchungen von 1981 wie folgt dar: Bereits im Übergang vom 7. zum 6. Jahrhundert v. Chr. wurde zwischen den Orten Kinyra (das Koinyra Herodots) und Potamia (Ainyra) am Gipfel und Südosthang des Klisidi-Platanos-Massivs bis hinunter zur ehemaligen Ortschaft von Paläochori, der über- und untertägige Abbau von Gold- und Silbererzen betrieben. Die nebenstehende Karte zeigt die Lage der bisher dort erkundeten Aufschlüsse, Anhauen und Untertagegruben. Der Abbau wurde wahrscheinlich noch von den Thrakern, möglicherweise von Phöniziern, begonnen, dann von den etwa 680 v. Chr. zugewanderten Pariern stark ausgeweitet und zu höchster Blüte gebracht. Die Hauptphase des Bergbaus auf Gold und Silber fiel in das 5. und 4. Jahrhundert v. Chr. Auch unter den Makedonen, den Römern und den Byzantinern wurde der Edelmetallbergbau weiterbetrieben bzw. wiederaufgenommen und bis etwa in das 14. Jahrhundert fortgeführt. Die Wiederaufnahme der Goldbergbaus durch die Byzantiner erfolgte möglicherweise infolge der neuen Kenntnis der Amalgamierung, das heißt die Goldgewinnung aus einem Erz, in welchem das Gold wegen seiner Feinheit nur noch schwer erkennbar war.
Die Abbaue in der Kinyra-Potamia-Serie folgen vor allem dem Kontakt von Schiefer/Gneis zu Marmor, vor allem aber auch den steil stehenden Störungen und Klüften, in denen die verfestigten goldführenden Sedimente eingelagert sind. Bei diesen Karstfüllungen handelt es sich um verfestigte Brekzien, Konglomerate oder lockere, gerundete Sedimente. Diese setzten sich vorwiegend aus Bruchstücken der Nebengesteine Dolomitmarmor und Schiefer bzw. Gneis, aus Einzelmineralien aus diesen Gesteinen, aus Erzfragmenten und einer kalkig-limonitischen Matrix zusammen. Fe-, Mn-, Cu-, Ag- und As-Mineralien konnten bestimmt werden. Das Gold liegt vorwiegend gediegen in Form von Plättchen (10 bis 810 mm lang) und Körnern (120–810 mm lang und 100–460 mm breit) vor. Letztere erscheinen mechanisch gerundet oder unregelmäßig geformt, zuweilen mit Pyrit, Quarz oder Brauneisen verwachsen. Das Gewicht der Goldkörner und -Plättchen beträgt zwischen 0,0065 und 0,1143 mg. sie beinhalten 0,3 bis 19 % Silber und bestehen Im Durchschnitt aus etwa 94 % Gold und 6 % Silber. Der aus dem Bergbau gewonnene mittlere Goldgehalte dürfte 2–5 mg/g betragen haben, die Silbergehalte 1,3 mg/g. Im Kinyra-Revier treten auch goldführende hydrothermale Quarzgänge mit Goldgehalten von durchschnittlich 1,2 mg/g auf.

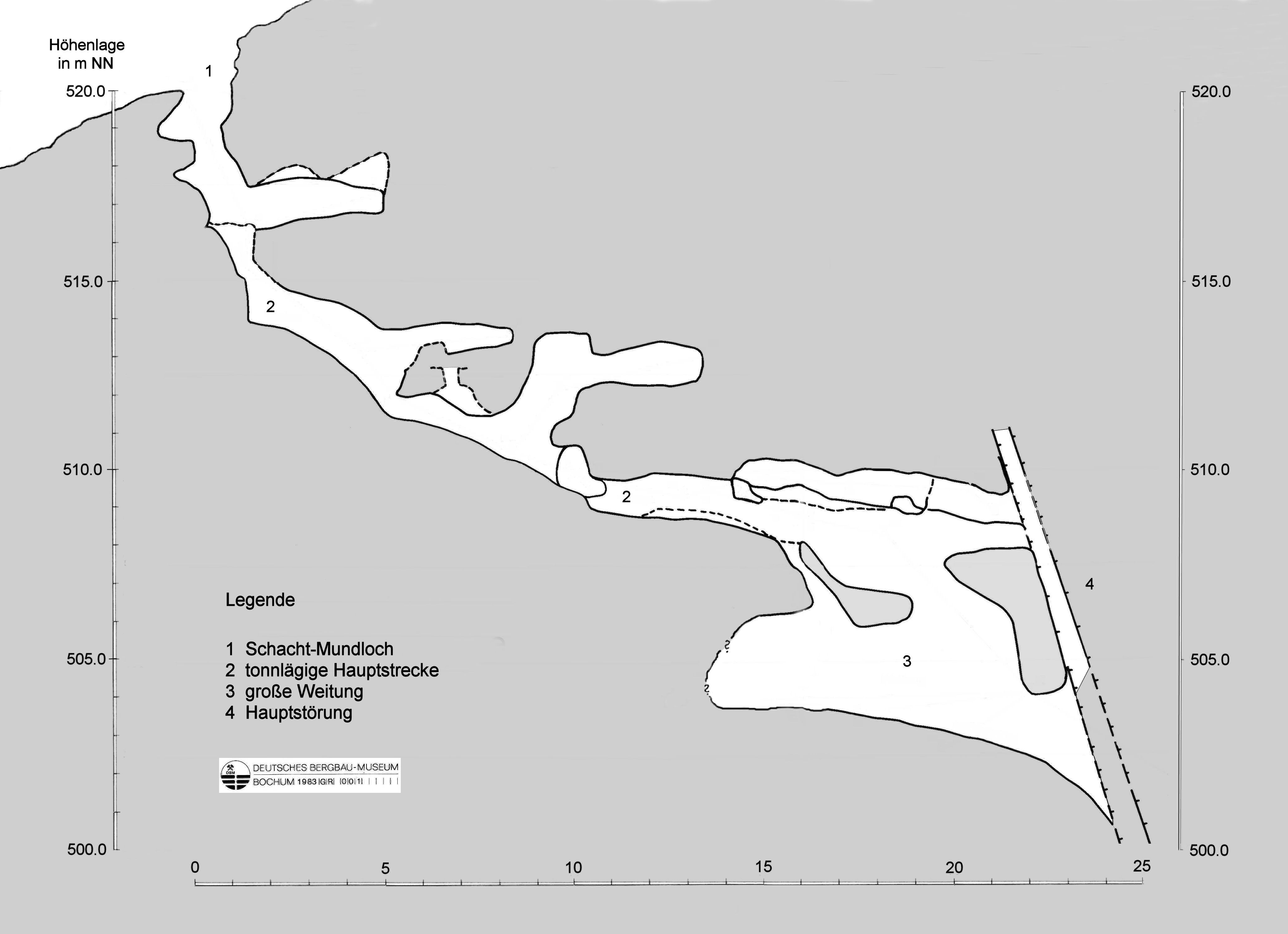
Grube TG 80 E 1, Abbaue projiziert in die Schnittebene N 31 Grad W

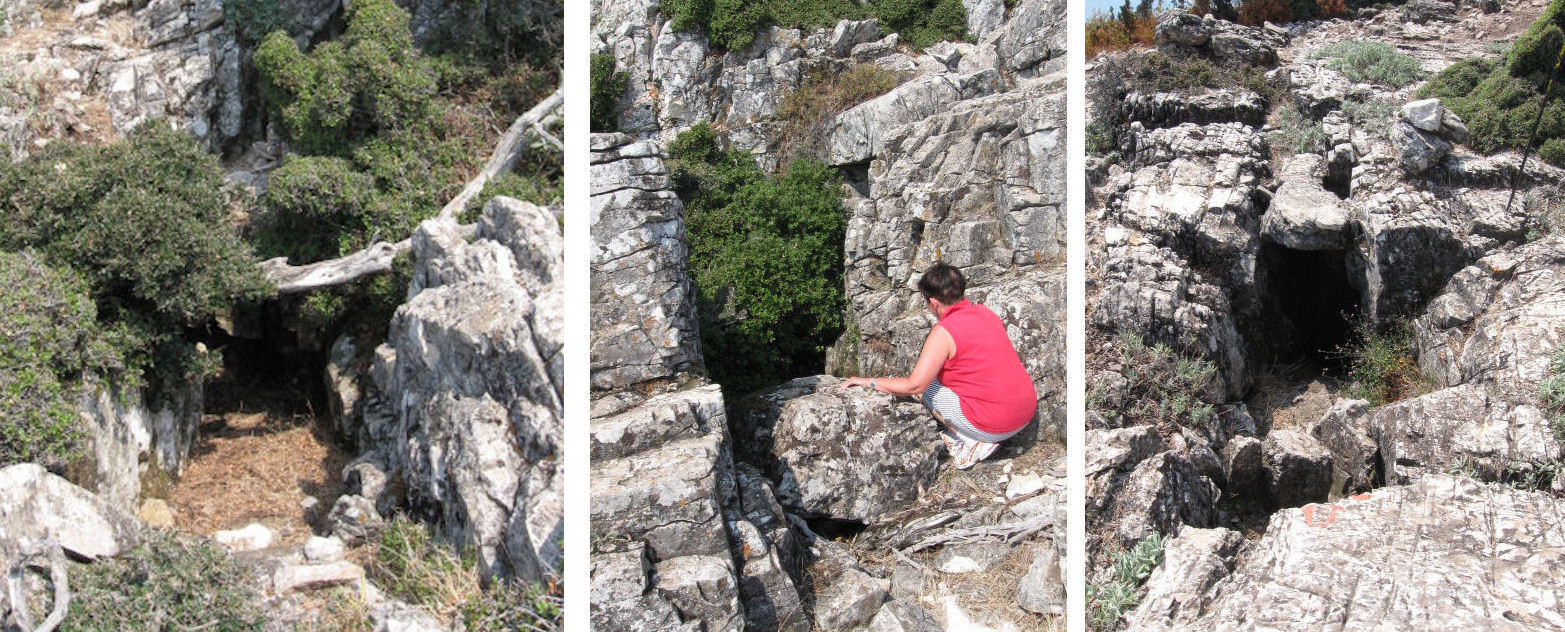
Mundlöcher der Gruben (von rechts nach links) TG 80 E 2, E 11, E 5, südöstlich des Klisidi-Gipfels (2008)

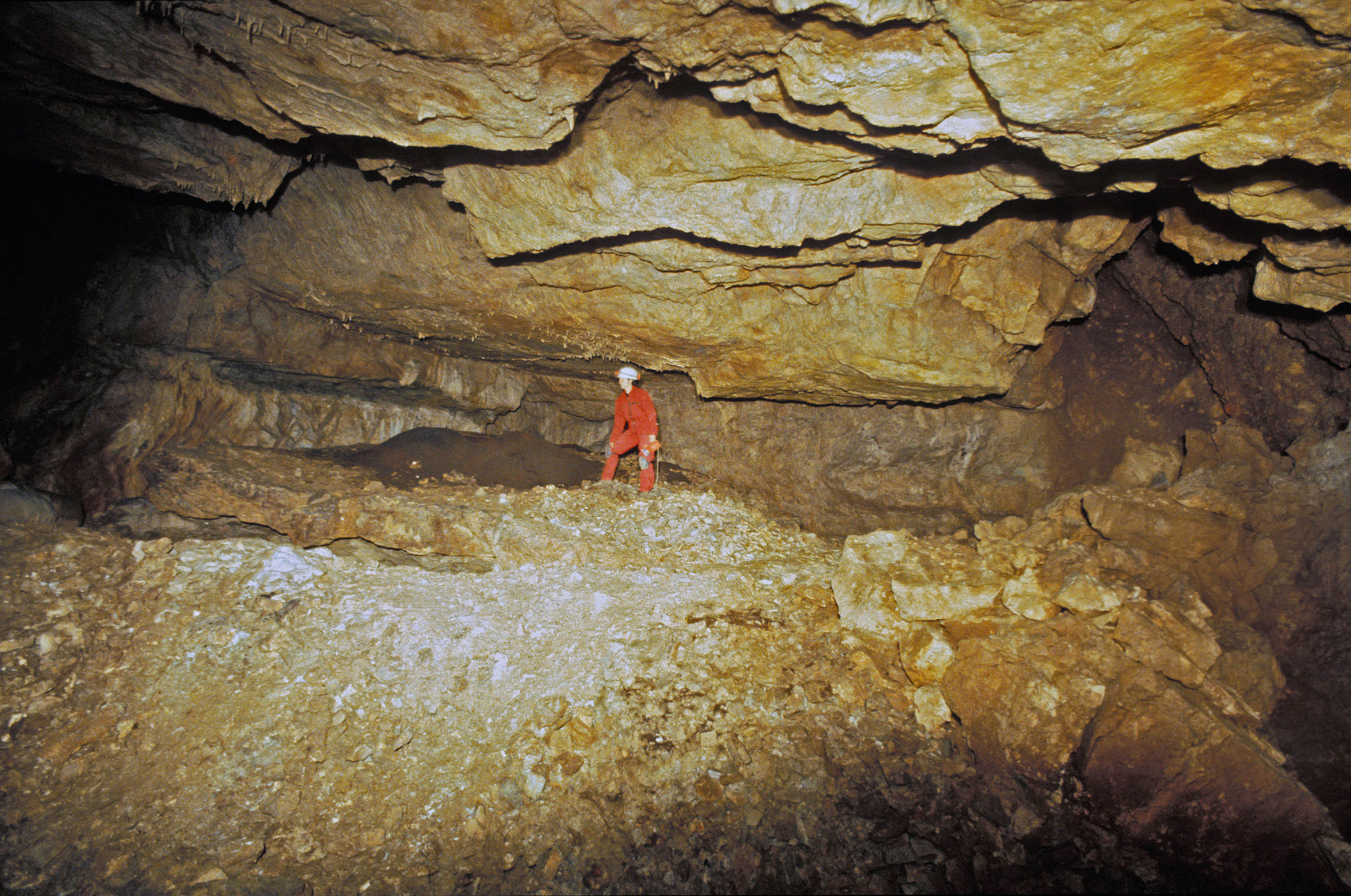
Grube TG 80 E 1, große Weitung, Blick nach Süden (1981)

Im Gipfelbereich des Klisidi (575 m NN) liegen die Goldgruben TG 80 E 1 bis 11. Das Mundloch der Bergwerkes TG 80 E 1 setzt im Nordhang, unterhalb des Gipfels, an. Es handelt sich um vermutlich einen der Zugänge zu der größten in diesem Bereich bisher entdeckten Goldgrube. Besonders bemerkenswert ist die im Grubentiefsten entstandene Weitung mit 18 m NS- und 15 m WO-Ausdehnung.
Im südlichen Hang des Klisidi, oberhalb der aufgelassenen Siedlung Palaiochori, befindet sich das Stollenmundloch der Grube TG 80 A / K 1 auf einer Höhe von 309,6 m NN. Im Bereich des Stollenmundlochs ist bereits die Bedeutung und das Ausmaß dieser Grube erkennbar: Es finden sich die Reste mehrerer Schutz- und Stützmauern sowie die Ruine eines byzantinischen Gebäudes. Vom extrem niedrigen Stollenmundloch führt die Hauptstrecke mit etwa 15 Grad leicht ansteigend rund 51 m weit nach NNW in den Berg. Sie steigt in ihrem Verlauf in fünf verschiedene erzführende Kontakthorizonte und erreicht mit dem letzten Vortrieb 316 m Normalnull. Etwa 40 Prospektions- und Abbauörter sowie Aufhauen sind von der Hauptstrecke aus angesetzt. Mehrere Abbauweitungen mit Abmessungen von bis zu 10 m Länge und 5 m Breite sind aufgefahren. Sie reichen im Maximum bis zu 25 m von der Hauptvortriebsrichtung nach Westen. Zahlreiche durchquerte, Ost-West verlaufende, steilstehende Klüfte sind ausgeerzt. Sie konnten bis auf 6 m über Stollensohle nach oben verfolgt werden und sind zur Teufe hin mit Versatz verfüllt. In den oft in einer 2. Abbauperiode geweiteten Strecken und in den großen Weitungen finden sich zahlreiche Versatzmauern und Versatzpfeiler, häufig auch Sohlenversatz.
Die Gesteinsgröße und Art der Schichtung dieses Versatzes lassen darauf schließen, dass hier eine antike und eine byzantinische Abbauperiode vorliegt. Es konnten keinerlei Geräte für eine Erzanreicherung gefunden werden. Das unter Tage versetzte und auf den Halden verstürzte Bergematerial zeigt, dass zum Ausklauben der Erzminerale und des Freigolds das Zerkleinern mittels Hammer wohl ausreichend war. Die verbliebenen Abbauhohlräume und Karsthöhlen sind stark versintert. An etwa 80 % der Abbaustöße und -Firsten sind antike Abbauspuren, d. i. Eisen- und Schlägelarbeit, erkennbar. Es finden sich 18 Lampennischen sowie etwa 35 Fundstellen von Keramik, Kienfackeln und Holzkohle. Das Labor der Heidelberger Akademie der Wissenschaften hat bei den Keramiken ein Alter zwischen 7. und 14. Jahrhundert und für Holzkohle vom 7.–14. Jahrhundert festgestellt. Haldenkeramik weist ein Alter von etwa 100 v. Chr. bis 1400 auf. Diese Altersbestimmungen können jedoch auch auf gelegentliche Begehungen des Bergwerks zurückzuführen sein. Stratigraphisch einortbare Proben haben nicht vorgelegen, da keine Grabungen stattgefunden haben. Unter Hinzunahme der montanarchäologischen Befunde ergibt sich jedoch klar, dass TG 80 A / K 1 in archaischer und klassisch griechischer Zeit betrieben worden ist und eine spätbyzantinische Wiederaufnahme des Abbaus stattgefunden hat.
Der Ansatz des Untersuchungsstollens TG 80 C / K 3(?) liegt nur 6,5 m westlich von TG 80 A in der Kontaktzone Marmor-Gneis. Er wird ebenfalls als antik eingestuft, obwohl man am Mundloch eine kupferne byzantinische Münze des Kaisers Alexios III. Angelos (1195–1203) entdeckte. Bei 410 m NN, etwa 100 m höher im Klisidi-Hang liegt Grube TG 80 B / K 2. Es zeigt sich hinter dem Mundloch ein 5 m tiefer Schacht, davon ausgehend eine größere Weitung mit 3 aus ihr angesetzten Strecken. In einer dieser Strecken entdeckte man ein aus Schieferplatten gesetztes Becken, das möglicherweise ein Grab darstellt. Eine weitere Erkundung war wegen Verbruch der Strecken nicht möglich. Bei TG 80 D / K 6 handelt es sich um Vertiefungen und Pingen beiderseits der Straße zwischen Keramida und Gramenos, vermutlich entstanden durch Kluftausräumungen oder verbrochene Schachtansätze.

#### Untertageabbau Akropolis / Thasos

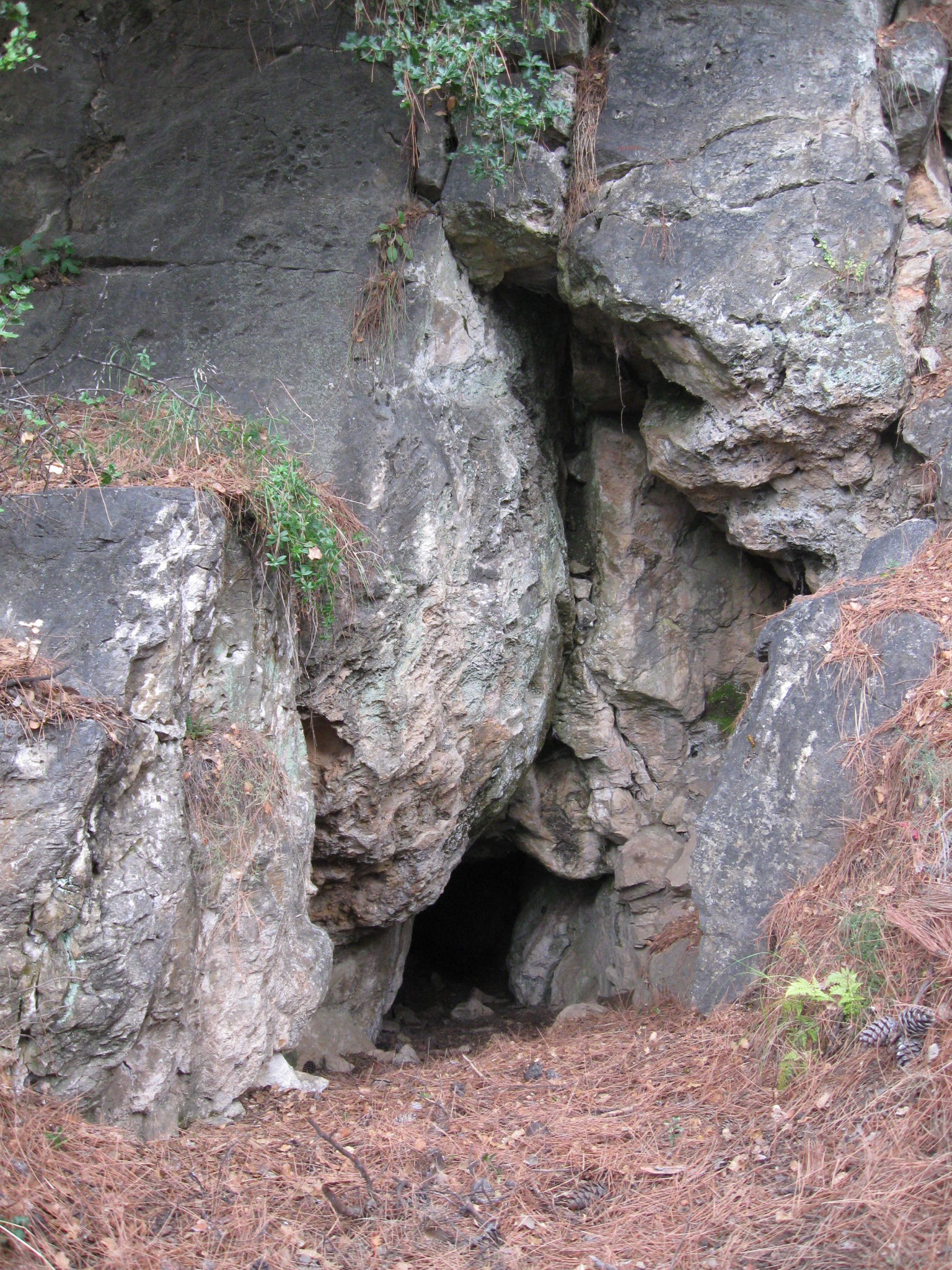
Mundloch 1 zum Akropolis-Bergwerk

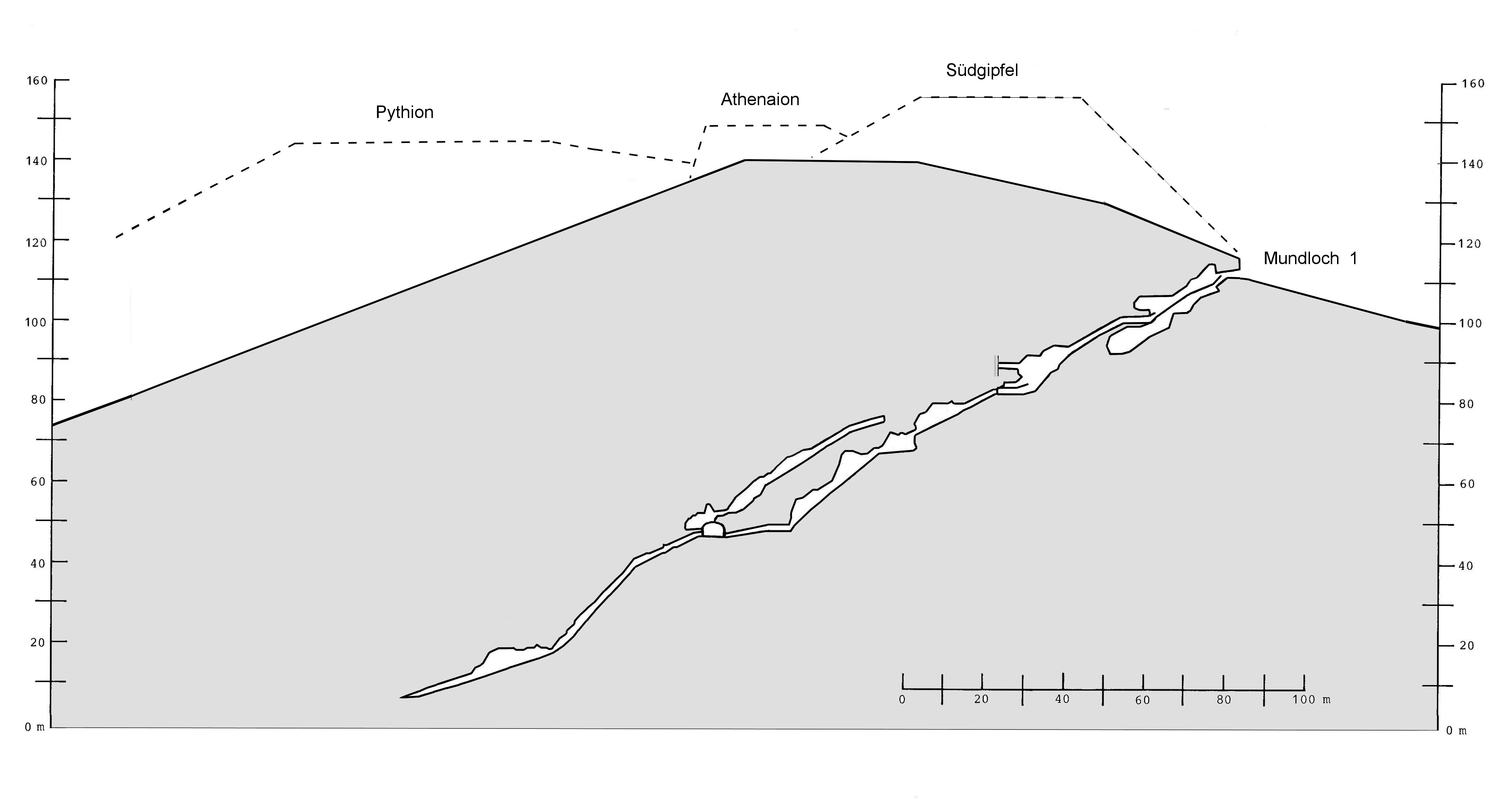
Akropolis-Bergwerk Thasos: Schematischer Schnitt entlang der zentralen Hauptabbaue und Projektion der Akropolis-Gipfel in die Schnittebene N 23 Grad W mit Ansatz am Mundloch 1

Im 5. Jahrhundert v. Chr. kam der Goldabbau im Akropolis-Berg hinzu. Erzführung und Abbau sind hier an den stark gestörten Kontaktbereich Schiefer/Marmor gebunden, der mit 30 Grad Neigung dem Schichteinfallen folgt. Es handelt sich um eine mehrere Meter mächtige Zone mit Wechsellagerung von Schiefern, Sulfidlagen und karbonatischen bis marmornen Partien. Im ungestörten Kontaktbereich tritt eine 0,3 cm mächtige Sulfidlage auf. Das Gold fand sich in Taschen, Brekzien, Spalt- und Kluftfüllungen in Form von 1 bis 30 mm großen Körnern. Die höchsten Goldgehalte betrugen 27 mg/g, die Durchschnittsgehalte 4 mg/g Au und 5,4 mg/g Ag.
Zwei Stollenmundlöcher liegen unterhalb des Pan-Heiligtums, der südliche Hauptzugang M 1 in 117 m NN, der westliche M 11 in 138 m NN. Die Lagerstätte ist aufgeschlossen durch eine tonnlägige Hauptstrecke, die in nordwestlicher Richtung unter die Akropolis auf einer Länge von etwa 230 m bis in eine Tiefe von etwa 10 m NN reicht. Zahlreiche Querstrecken, Parallelstrecken, Weitungen und Aufhauen sind von der Hauptstrecke aus in westlicher Richtung angesetzt. Weitere tieferliegende Mundlöcher in Richtung der Stadt sind sicherlich vorhanden, jedoch verbrochen. Ein senkrechtes Wetteraufhauen von etwa 60 m Höhe mündet wahrscheinlich unterhalb der westlichen Stützmauer des Athenaion. Die Strecken weisen den klassischen rechteckigen Querschnitt auf mit einer durchschnittlichen Höhe von 0,90 m und einer Breite von 0,6–0,8 m. Vermessen wurden über 850 m Strecken. Die größten Erzmengen wurden im Weitungsbau gewonnen. Die Weitungen im Zugangsbereich M 1 erreichen eine Ausdehnung von 35 × 15 m. Es finden sich zahlreiche Spuren, die das Hereintreiben des harten Gesteins mittels Schlägel und Eisen nachweisen.
Die Hauptphase des Bergbaus auf Gold und Silber hielt bis ins 4. Jahrhundert v. Chr. an. Auch unter den Makedonen, den Römern und den Byzantinern wurde der Edelmetallabbau fortgeführt bzw. wieder aufgenommen. Da es die Alten verstanden, die erzführenden Schichten und Gänge aufzufinden und das verwertbare Erz abzubauen, ist heute mangels wirtschaftlich gewinnbarer Vorräte an einen weiteren Abbau nicht mehr zu denken.

### Zink-/Silbererze

#### Minengesellschaft Speidel

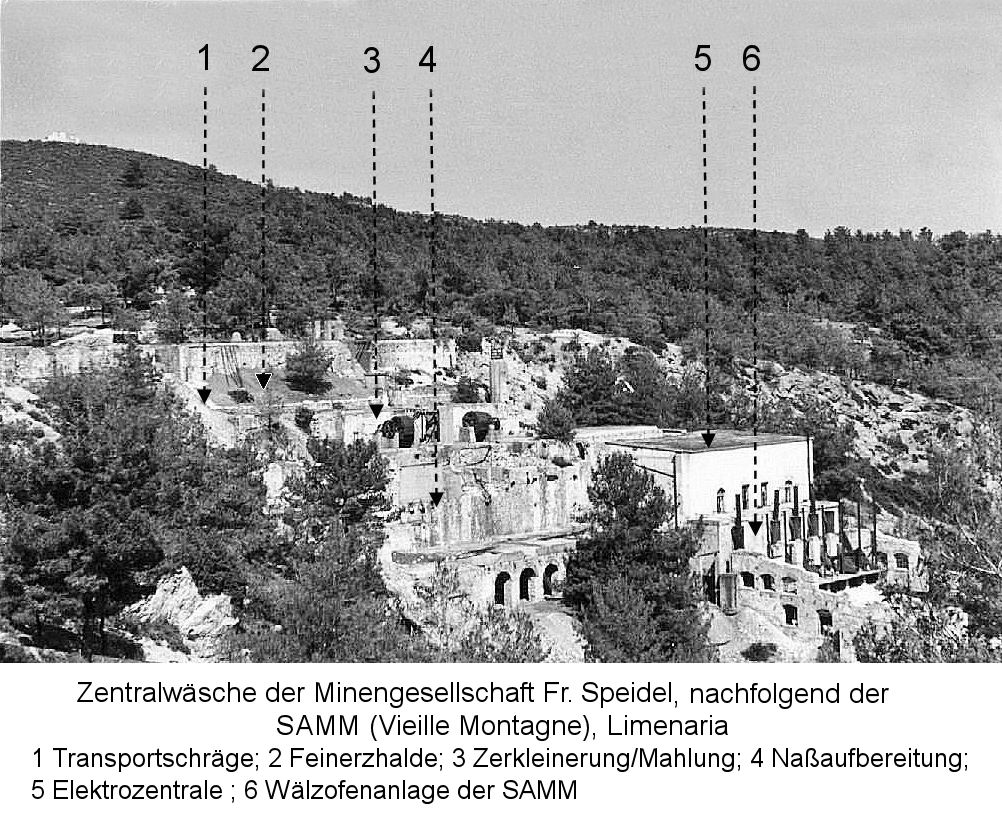
Zentralwäsche in Limenaria

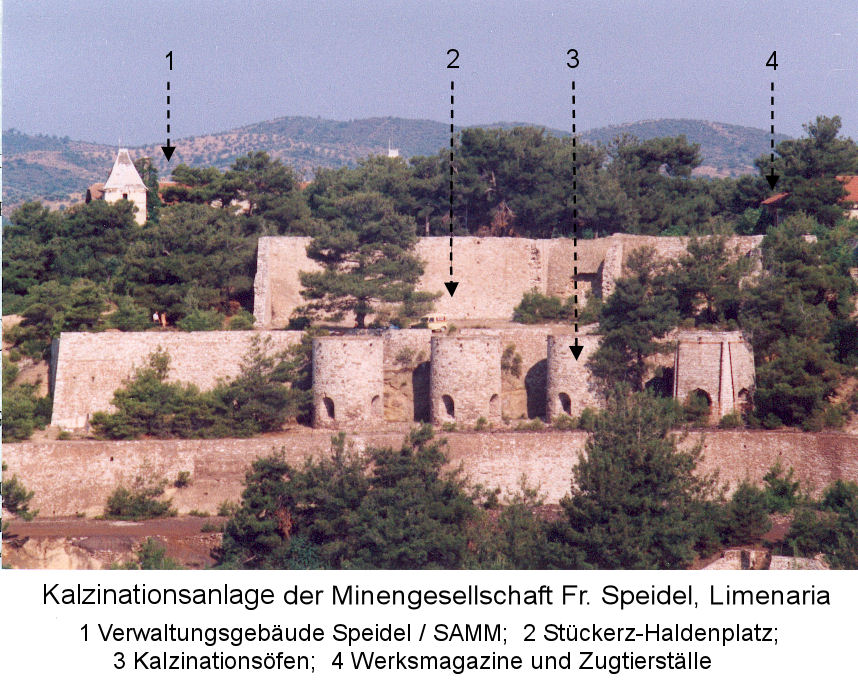
Kalzinieranlage in Limenaria

Etwa 700 Jahre nach dem zuletzt von den Byzantinern auf der Insel Thasos betriebenen Blei/Zink/Silbererzbergbau regte sich zu Beginn des 20. Jahrhunderts internationales Interesse an einer Wiederaufnahme der Ausbeutung der reichen, von alters her bekannten Erzvorkommen. Aufgrund der Besitzverhältnisse war jedoch der Zugang auf die Insel erschwert und das Unternehmerrisiko groß. Dem deutschen Industriellen Friedrich Speidel (1868–1937) gelang es, im Jahre 1903 in langwierigen Verhandlungen vom türkischen Sultanat eine Konzession zur Ausbeutung der Galmei-Vorkommen auf Thasos zu erlangen. In einem Pachtvertrag wurde mit dem Khediven in Kavala ein Vertrag zur Gewinnung dieser Erze in Vouves bei Limenaria und 1905 auch bei Sotiras und Kallirachi im Westen der Insel auf die Dauer von 40 Jahren abgeschlossen. Insgesamt handelte es sich um ein Gebiet von 50 km² mit 13 Einzelkonzessionen.
Die Minengesellschaft Fr. Speidel, Thasos-Pforzheim baute ab Juli 1903 die vom frühen, archaischen bis römischen Bergbau unberücksichtigt gebliebenen, tieferliegenden Zinkerze überwiegend in Tagebauen, aber auch in zahlreichen untertägigen Aufschlüssen ab und betrieb die Aufbereitung, Kalzinierung der Galmei Erze und verschiffte die Produkte. Auch altes Haldenmaterial wurde aufgenommen und verarbeitet. Der reiche Rohgalmei wurde an Ort und Stelle als Stückerz ausgehalten und ausgeklaubt. Die armen und feinen Erze wurden ab 1919 zur Zentralwäsche nach Limenaria transportiert und dort mit den Wascherzen aller Gruben mit einer Leistung von 300 t/Tag nassmechanisch aufbereitet. Ein Problem bereitete der hohe Barytgehalt in den gewaschenen Galmeikonzentraten.
Die Kalzination der Stückerze erfolgte in vier gemauerten Schachtöfen mit einer Brennleistung von je 20–22 t kalziniertem Galmei je Schicht. Die Kalzination der Galmeierden (feiner Galmei) und der Aufbereitungsprodukte wurde in mehreren Drehrohröfen (Oxland-Öfen) von 12 m Länge und 0,8 m Durchmesser durchgeführt.
Der größte Tagebau entstand ab 1904 in Vouves, nordöstlich von Limenaria, mit einer Länge von 400 m, einer Weite von 50 bis 70 m und einer Teufe von 30 bis 40 m. Die abgebauten, röstfähigen Stückerze enthielten ca. 40 % Zn und 1–2 % Pb. Die gewonnenen armen Wascherze hatten einen Zinkgehalt von 12 bis 20 %, der Bleigehalt belief sich auf 3–8 %. Über eine 2 km lange Grubenbahn und einen 220 m langen Bremsberg gelangte täglich 400–500 t Fördergut zu der Zentralanlage in Limenaria. Für die Bergfahrt der Kastenkippwagen waren Pferde und Maultiere eingesetzt.

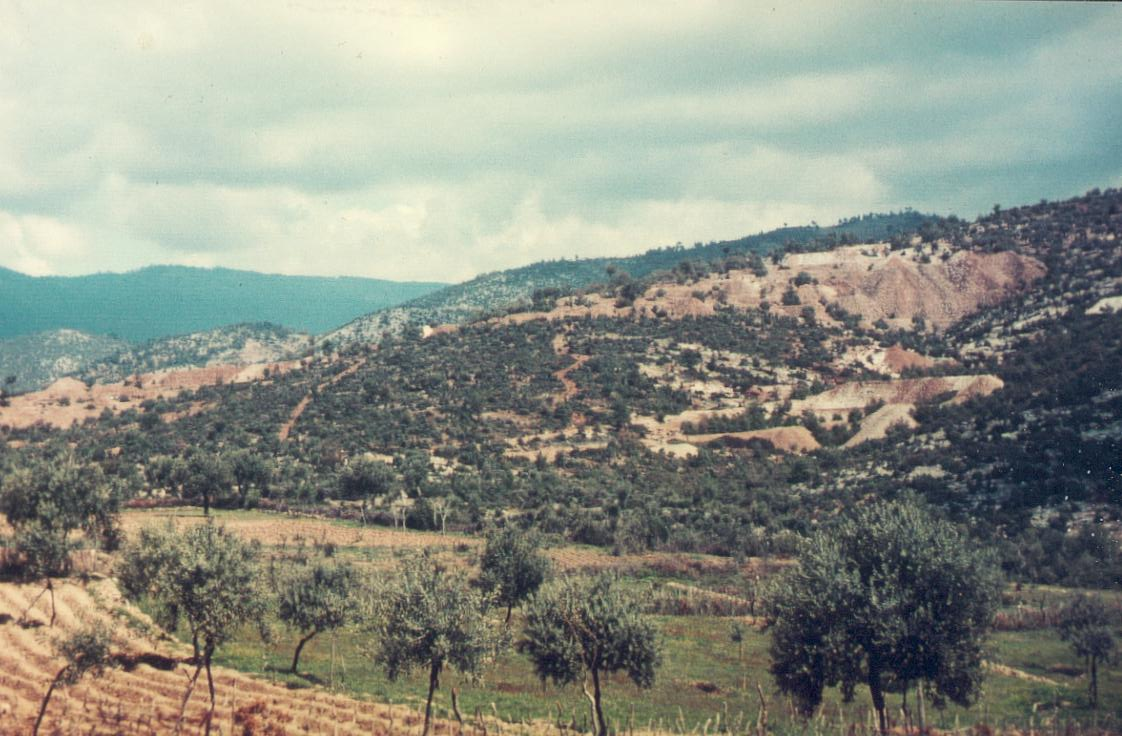
Halden Tagebau Vouves, von SW (1956)
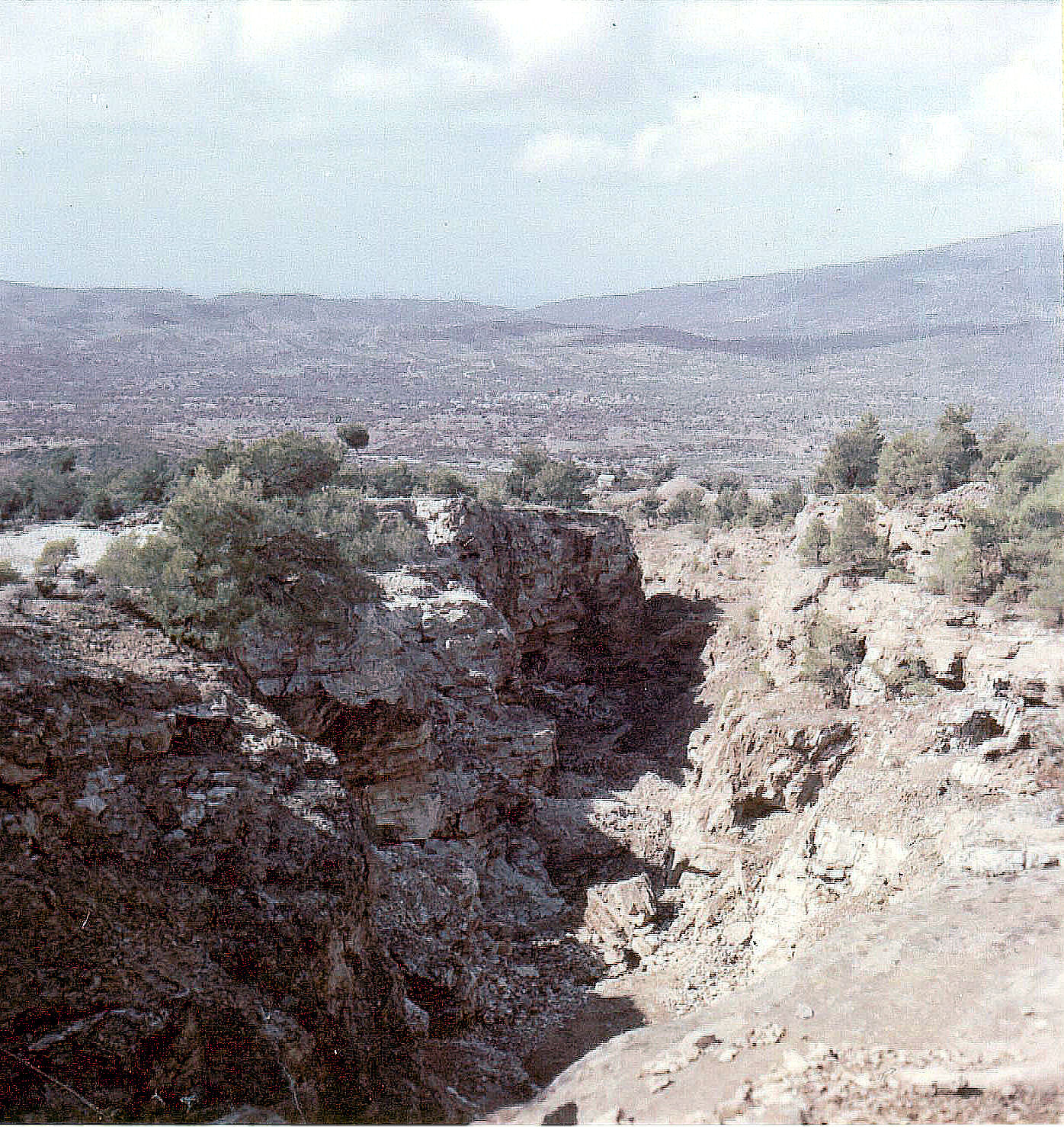
Tagebau Vouves nach West (1956)
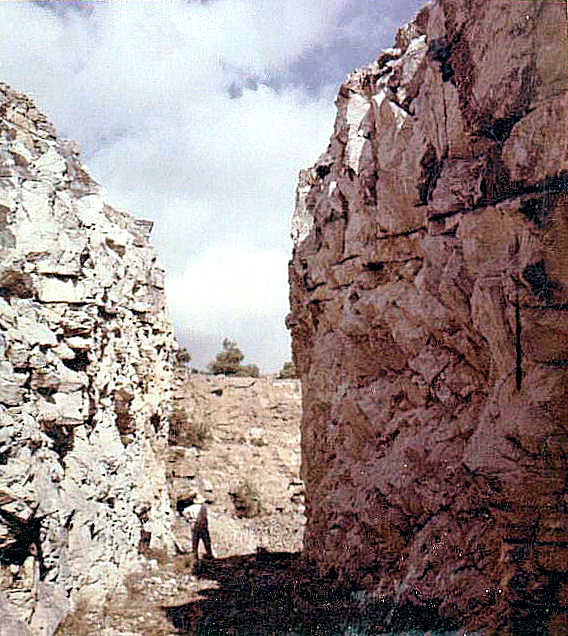
Tagebau Vouves nach Ost (1956)
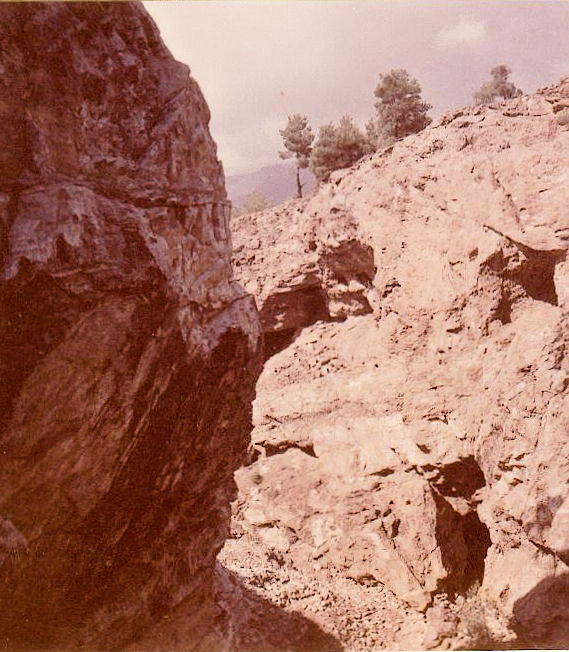
Tagebau Vouves-Mitte nach West (1956)
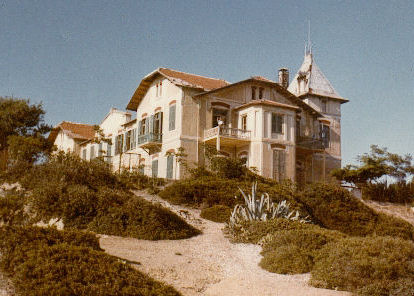
Verwaltungsgebäude Fr. Speidel und SAMM (1959)

In Sotiras wurde ab 1905 der zweitgrößte Abbau betrieben, der ebenfalls wie in Vouves den antiken Abbauen folgte. Aus 3 Stollen und 2 darüber liegenden Tagebauen wurden hier 20.000 t Rohgalmei mit 30–32 % Zn und ca. 60.000 t Wascherze mit 15–20 % Zn gefördert. Auf der Grube befand sich für den stückigen Rohgalmei ein Kalzinierofen. Über eine Grubenbahn von 2,5 km Länge und 3 Bremsberge wurde das feine und verwachsene Material mit einer täglichen Leistung von ca. 200 t zu einer Verladeanlage bei Skala Sotiros und von dort per Schiff nach Limenaria transportiert.
In Marlou, südöstlich von Kalirachi, wurden in den Jahren 1907 bis 1912 im Tage- und Untertagebau 5.000 t röstfähige Galmeierze mit durchschnittlich 38 % Zn gewonnen. Hier wie in allen anderen nachstehend genannten Abbauen waren Ochsenwagen oder Tragtiere für den Erztransport zur nächsten Bootsverladestelle eingesetzt.
In Padia(Papadhia) wurden 3 Stollen aufgefahren und einige 100 t Bleigalmei gewonnen, im Revier Rachoni, in Agrelea, Spilios, Pachys und Korifi, 3 Schürfe, 2 Schächte und ein Stollen aufgefahren.
Insgesamt hat die Firma Speidel in den Jahren 1904 bis Juli 1914 155.857 t Roherz aus obengenannten Betrieben gefördert. Verschifft wurden in diesem Zeitraum 18.357 t stückiger Rohgalmei mit ca. 32 % Zn sowie 98.238 t kalziniertem Galmei mit ca. 42 % Zn.
Als Hilfsbetriebe und -Einrichtungen waren dem Zentralbetrieb in Limenaria angeschlossen: zur Stromerzeugung ein Kraftwerk mit drei Dieselmotoren von 250, 160 und 25 PS für die Versorgung der Aufbereitung, der Oxland-Öfen und der Wasserpumpen; ein Sackhaus für die Verpackung des kalzinierten Galmeis, eine Werkstätte und die Verladeanlage. Der über 11 Jahre erfolgreiche Betrieb musste zu Beginn des Ersten Weltkrieges geschlossen werden. Im Juli 1914 wurden die Pachtrechte unter Sequester gestellt, der Gesamtbetrieb stillgelegt. Die Firma Speidel wurde enteignet.
Die Anlagen wurden bereits zu Beginn des Krieges von französischen Streitkräften besetzt und als feindliche, deutsche Vermögenswerte geplündert, die Gebäude zerstört. Das Direktionsgebäude und verschiedene Nebengebäude blieben erhalten und dienten als Kriegshospital für englische Offiziere.
Die Verdienste von Friedrich Speidel jun. und seinem Neffen, Dr. Julius Speidel, um die Entwicklung und den damaligen wirtschaftlichen Aufschwung der Insel, den lagerstättenmäßigen Erkenntnissen zur anschließenden Weiterführung des Erzabbaus, sind heute noch unbestritten. Die griechische Regierung beabsichtigte, dies durch Errichtung eines Bergbauparks und -museums in Limenaria/Thasos zu würdigen. Das Vorhaben wurde durch die EU mit 600.000 € angeschoben, scheiterte jedoch kläglich: die nicht veröffentlichte Projekt- und Wirtschaftlichkeitstudie kam möglicherweise zu einem negativen Ergebnis. Das „Museum“ betreffend, wurde die gleichzeitig abgewickelte Renovierung des Palati unsachgemäß zu Ende geführt, sodass das Gebäude wiederum verfällt.

#### SAMM / Vieille Montagne
1925 ersteigerte G. Bogeret, Liège/Belgien, für 40 Jahre die 13 Konzessionen für den Abbau und die Verarbeitung von Zink-, Blei-, Silber-, Eisen- und Kupfererzen im Namen der belgischen Bergbau-Gesellschaft Vieille Montagne. Die SAMM (Société Anonyme Hellénique Métallurgique et Minière) wurde gegründet. Die Speidelschen Anlagen wurden wiederaufgebaut, die Kalzinierung modernisiert, fünf stählerne Wälzöfen der Firma Krupp errichtet, und der Betrieb mit Erzen aus den obengenannten Abbaubetrieben und mit Haldenmaterial versorgt. Trotz der Bemühungen in der Weltwirtschaftskrise 1929 den Betrieb aufrechtzuerhalten, musste die Produktion auch wegen Schwierigkeiten bei der Erzaufbereitung und Verarbeitung sowie wegen Verfalls der Zinkpreise 1930 stillgelegt werden. Erst 1933 konnte die Erzförderung wiederaufgenommen und bis 1936 fortgeführt werden.
Der Kaufmann Georgos Apostolopoulos aus Kavala übernahm die SAMM nach Ende des Zweiten Weltkriegs, am 31. Dezember 1944, ohne jedoch den Betrieb wiederaufzunehmen.

### Eisen- und Manganerze
Auf Thasos finden sich zahlreiche Eisen-Mangan-Vorkommen. Bereits im Altertum (11.–7. Jahrhundert v. Chr.) wurden Eisenerze in Elia im Süden der Insel und am Akropolisberg in Limenas Thasou abgebaut. Ein weiterer untertägiger Abbau aus römischer Zeit wurde in Metamorphosis bei Kallirachi mit weitverzweigten, unregelmäßigen Abbauorten festgestellt. Die Strecken weisen meist nur eine Höhe von 0,6 Meter auf und konnten bis auf eine Länge von 40 Meter erkundet werden. Auch größere Weitungen sind vorhanden. Gewonnen wurden wahrscheinlich tonige hämatitische und limonitische Erze mit Pyrit, Kupferkies und Gold (2,5 mg/g Au). Der Eisen- und Manganerzabbau großen Stils begann in den 1950er Jahren.

#### SAMM / Apostolopoulos / Chondrodymos

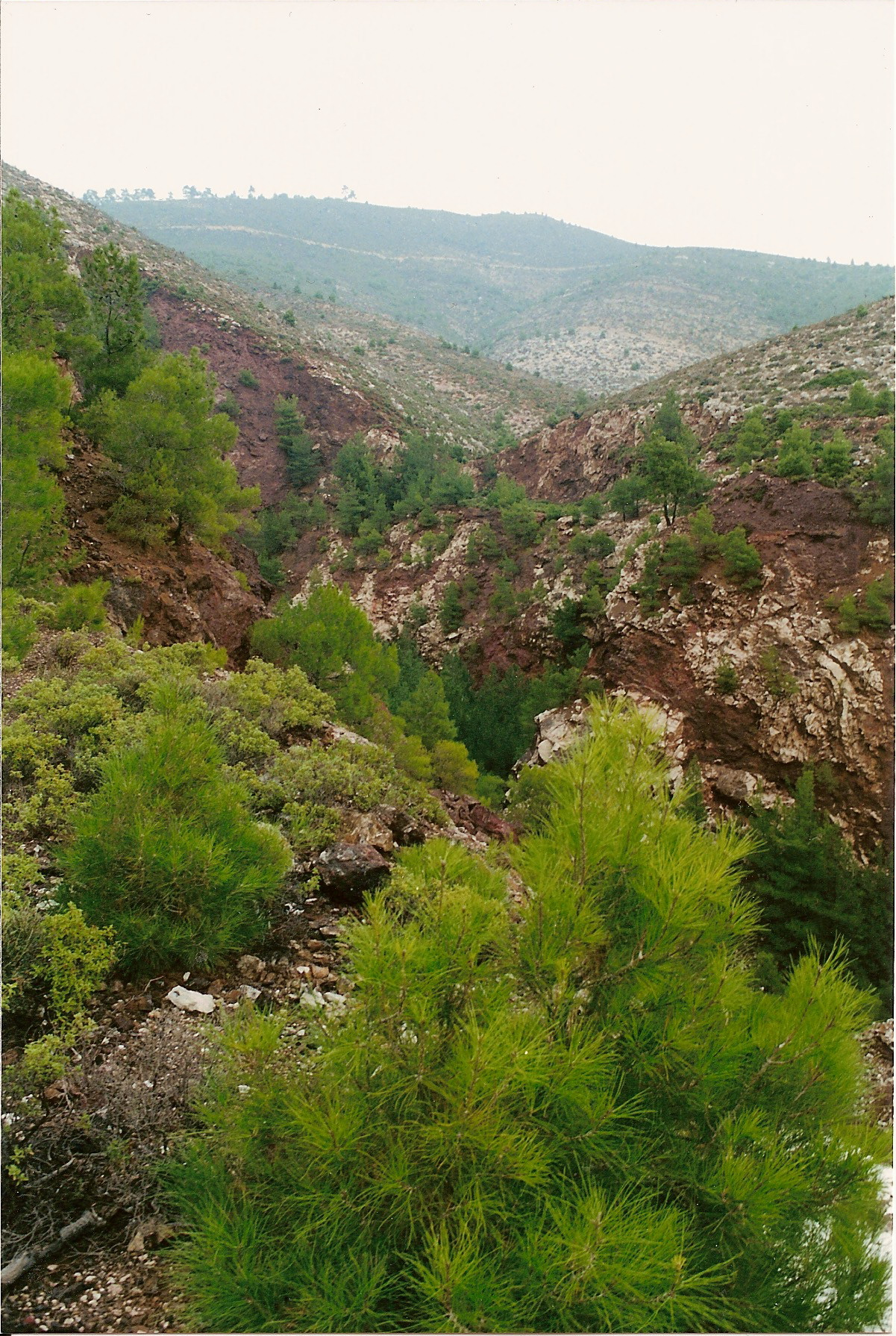
Eisenerz-Tagebau Mavrolako (2003)

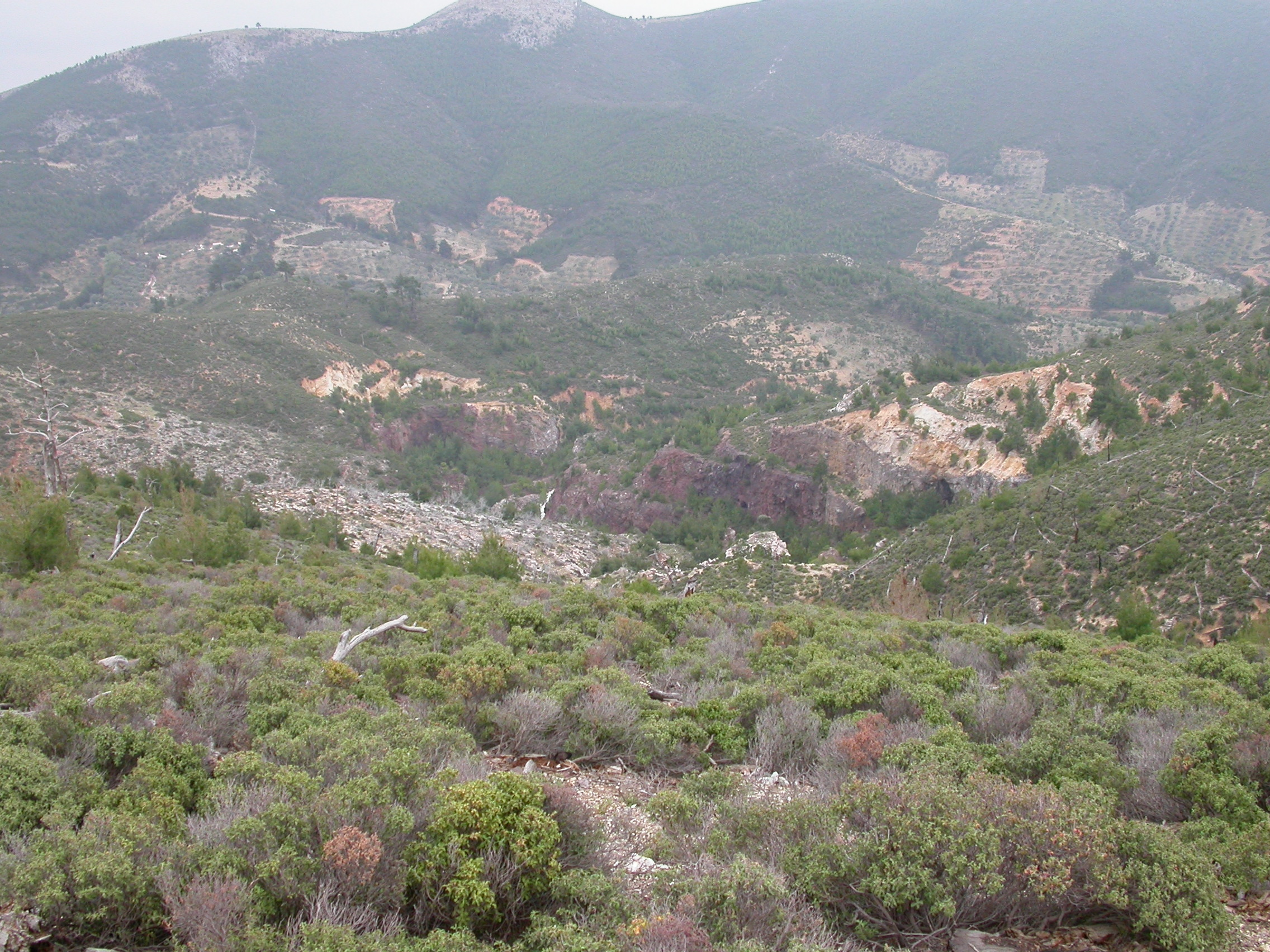
Eisenerz-Tagebau Mavrolako, aus SO (2003)

Der Kaufmann Georgos Apostolopoulos, Kavala, war seit 1944 Eigentümer der 1925 gegründeten SAMM (Société Anonyme Hellénique Métallurgique et Minière) mit einem etwa 42 km² umfassenden Konzessionsgebiet im West- und Südteil der Insel. Dort betätigte sich seit 1934 der Unternehmer Aristides Chondrodymos, Athen, an verschiedenen Orten mit bergbaulichen Aufschlüssen. Er förderte bereits ab November 1952 aufgrund eines Pachtvertrages mit der SAMM / Apostolopoulos Eisenerz im Tagebau Mavrolako, in der der Konzession Nr. 7, dem südlichen Teil der Konzession Nr. 3. Das für Thasos reiche, für den internationalen Erzmarkt mittelgrädige hämatitisch-limonitische Erz wurde über Skala Maries vorwiegend an die Georgsmarienhütte der Klöckner-Werke AG und an die Vereinigten Österreichischen Stahlwerke verschifft. Die Erzqualität lag im Durchschnitt bei 46 % Fe, 2 % Mn, 0,2 % Cu und 10 % SiO2. Das Unternehmen wurde von Klöckner beraten: der Geologe der Firma Klöckner-Industrieanlagen Duisburg, Dr. Hermann Jung, war seit 1954 in Limenaria stationiert. Weitere Beratung erfuhr Chondrodymos durch Professor Dr. G. Dorstewitz von der Bergakademie Clausthal. Nach einer Gesamtförderung von vermutlich 1,6 Mio. t und der Erschöpfung der wirtschaftlich gewinnbaren Vorräte, die bereits gegen Ende 1958 durch mächtige Schiefer- und Marmor-Überdeckungen begrenzt waren, wurde der Betrieb 1962 eingestellt. Zu dieser Zeit wies der Tagebau eine Ausdehnung von etwa 450 Meter Länge, 75 bis 150 Meter Breite und eine Höhe von bis zu 60 Meter auf. Eisenerz wurde von Chondrodimos auch in Kokkoti westlich von Theologos (1955), auf dem Ais-Matis-Berg über Limenaria (1956 bis Juli 1957), Manganerze in Sellada bei Kallirachi (1953) und in Vathos in jeweils geringen Mengen abgebaut.

#### SAMM / Fried. Krupp
Im Mai 1954 begann die Firma Friedrich Krupp AG, Essen, mit einer ersten Begutachtung der Blei-Zinkerz-Lagerstätten innerhalb der 13 Konzessionen der SAMM und im Juli 1955 mit ersten Untersuchungsarbeiten in den alten Abbauen und auf den Halden.
Obwohl die Firma Speidel 1914 nicht wegen Erschöpfung der Lagerstätten, sondern wegen des Kriegsausbruches aufgeben musste, zeigte sich, dass die noch anstehenden Erze und das vorhandene Haldenmaterial keine wirtschaftliche Gewinnung und Aufbereitung ermöglichten. Das ursprüngliche Vorhaben der Wiederaufnahme eines Buntmetallbergbaus konnte nicht realisiert werden. So wurden die Untersuchungen schließlich auf die Eisenerzvorkommen innerhalb des Konzessionsgebietes ausgedehnt. Nach ersten Aufschlüssen in Koumaria und Koupanada fand eine Probeverschiffung zu Beginn des Jahres 1956 statt. Nachfolgende Verkaufsabschlüsse führten 1957 zum Erwerb von 100 Prozent der SAMM-Aktien und damit der Konzessionen durch die Fried. Krupp, Essen. Damit verbunden war die Nutzung der staatseigenen Gebäude, Anlagen und Einrichtungen. Als Betriebsleiter fungierte Hans Schmid, als Chefgeologe Erich Haberfelner, beide von der Firma Fried. Krupp GmbH Rohstoffe, Essen.
Von der SAMM wurden am Südhang des Ais-Matis-Berges limonitische Eisenerze in den Tagebauen Koumaria (12 Aufschlüsse), Platania, Mersini und Apideli und limonitisch-hämatitische Erze im Maries-Tal im Tagebau Koupanada abgebaut. Außer mechanisierter Bohr- und Ladearbeit war ein beträchtlicher Aufwand von Klaubearbeit zur Scheidung und Anreicherung der Erze, insbesondere zur Aushaltung von Schwerspat und Marmor, erforderlich. Das gewonnene, handgeschiedene Erz wurde auf Schrägsieben unter Ausnutzung der Schwerkraft in Stückerz (etwa 45 % Anteil) und Feinerz (etwa 55 % Anteil) getrennt und durch lokale Unternehmer über fünf und acht Kilometer mittels LKW zum Stapelplatz an der Verladestelle in die Bucht östlich von Limenaria – heute Metalliabucht – transportiert. Die Erzqualität betrug im Durchschnitt aller Erzabbaue 45–49 % Fe, 2,5–3,1 % Mn, 0,43–0,77 % BaO, 0,01–0,12 % Cu, 6–12 % SiO2. Die Gesamtleistung pro Mann und Schicht belief sich auf etwa 10 t in der Roherzförderung und 3 t für das Versanderz (Werte von 1960).

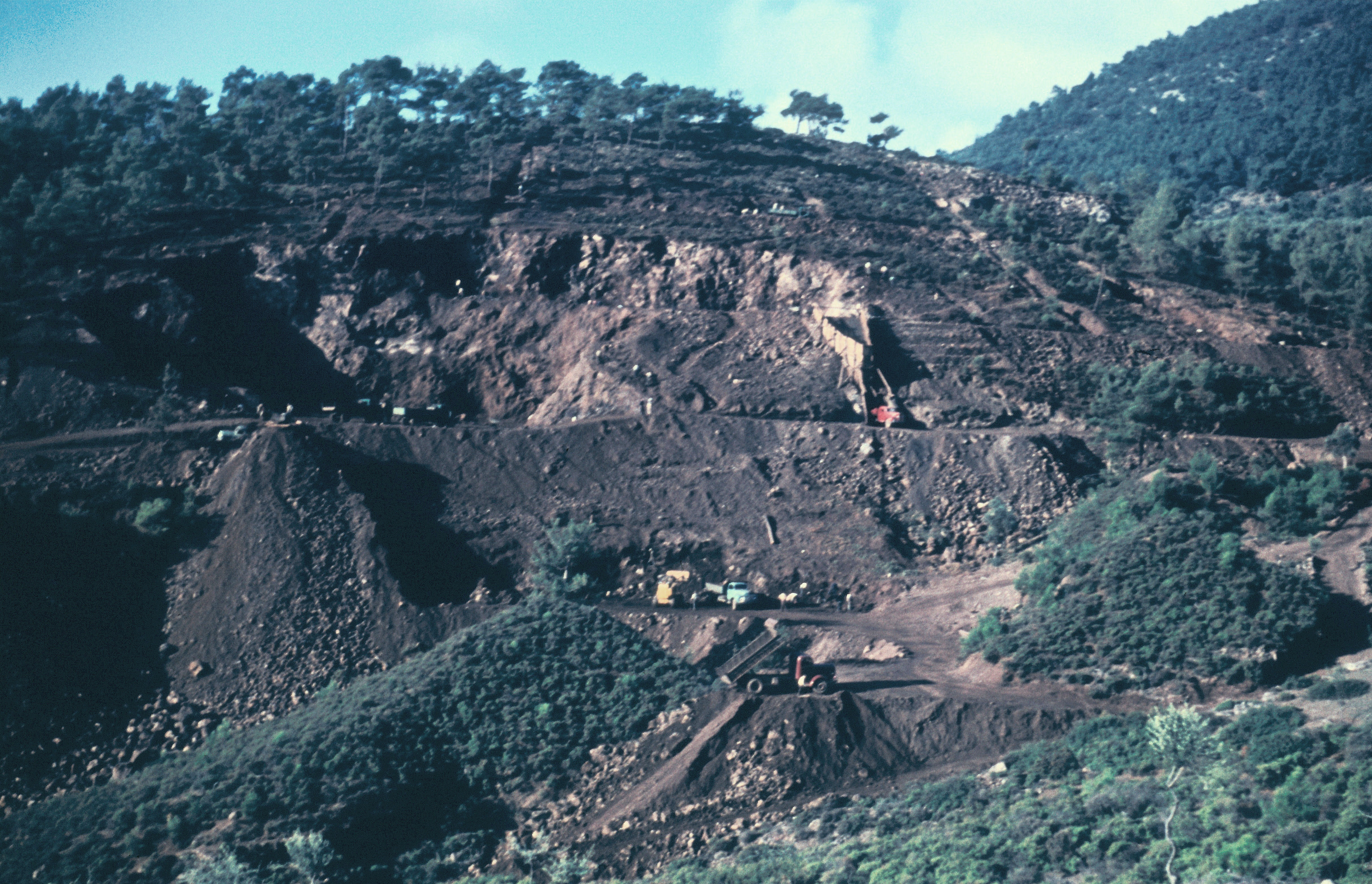
Tagebau Koumaria 4 aus Ost (1958)
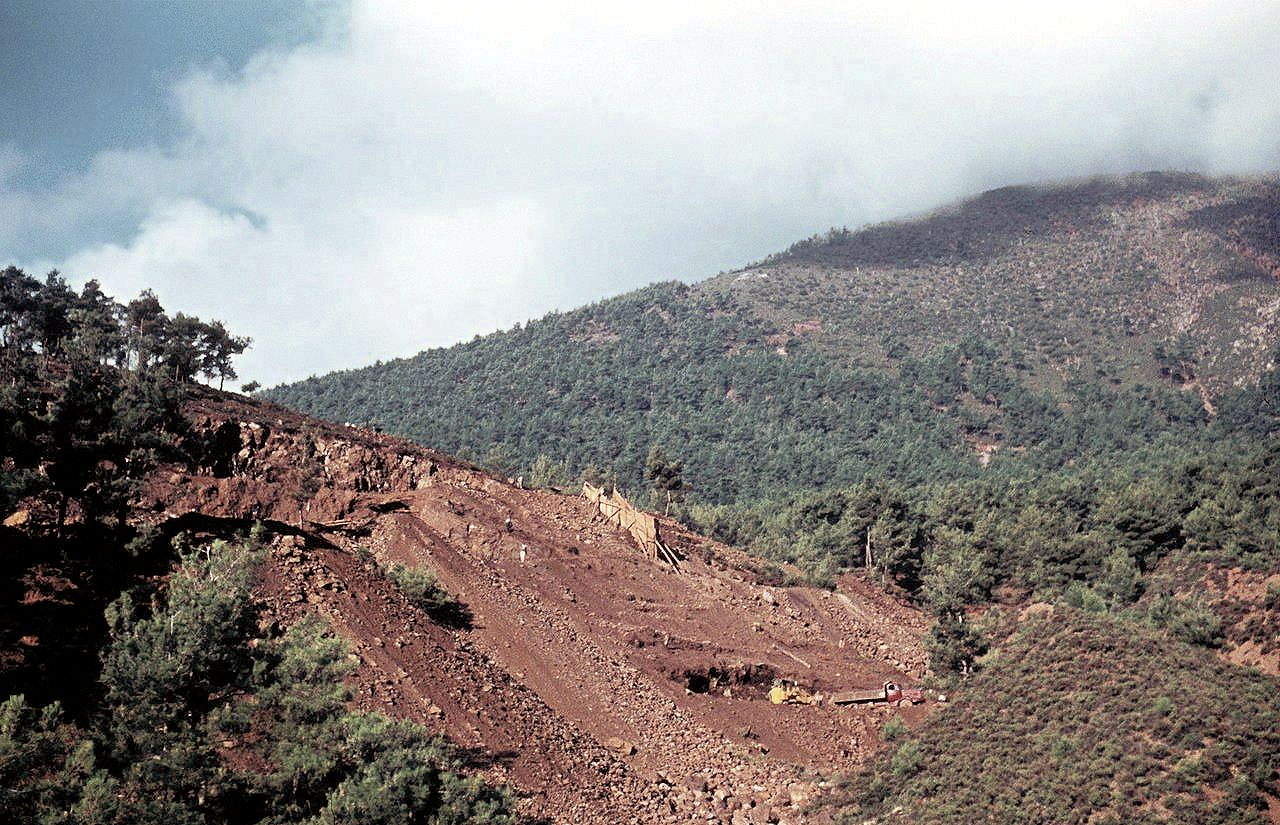
Halde Koumaria 4 aus SO (1959)
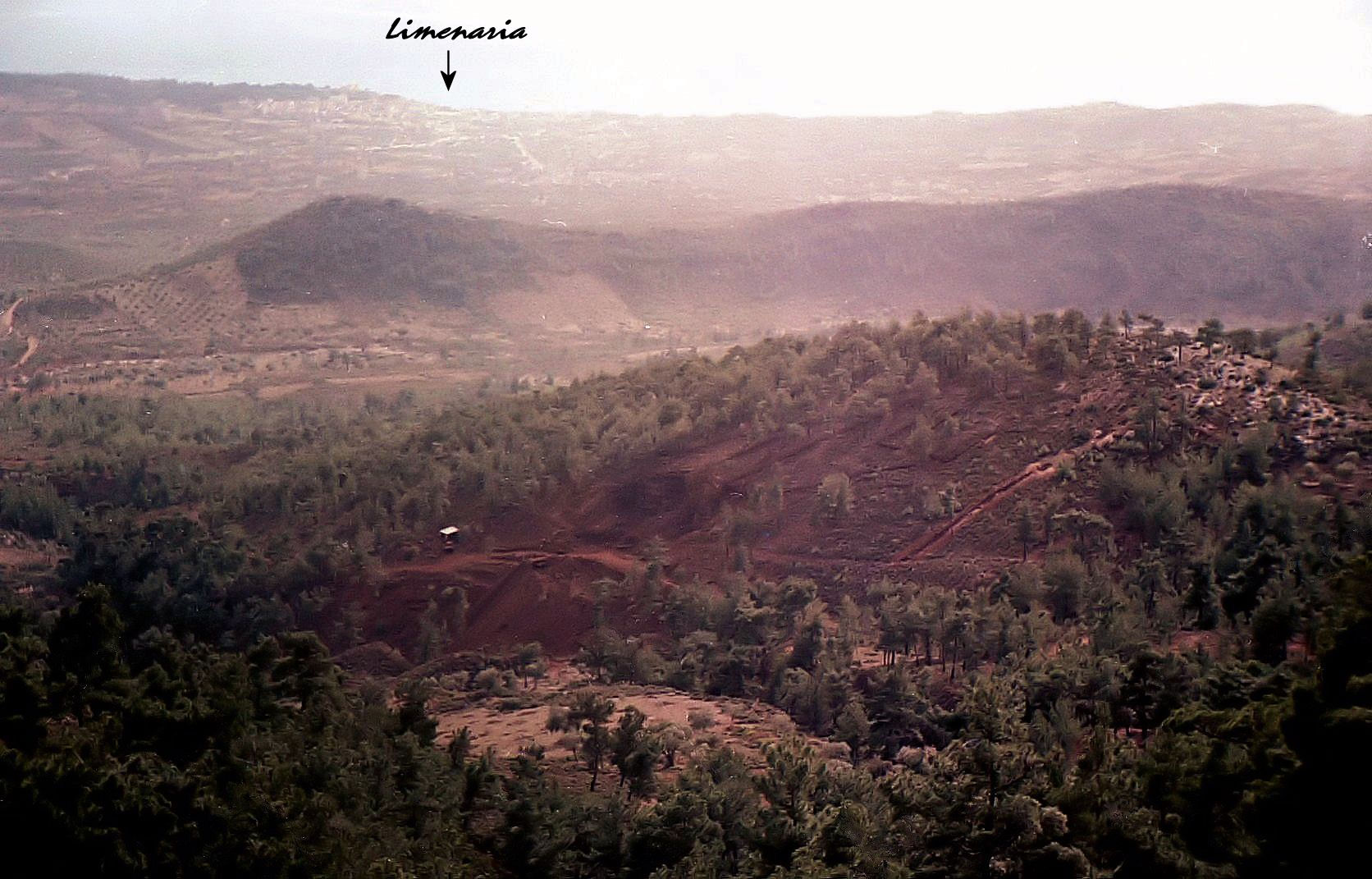
Tagebau Koumaria 4 aus Nord (1959)
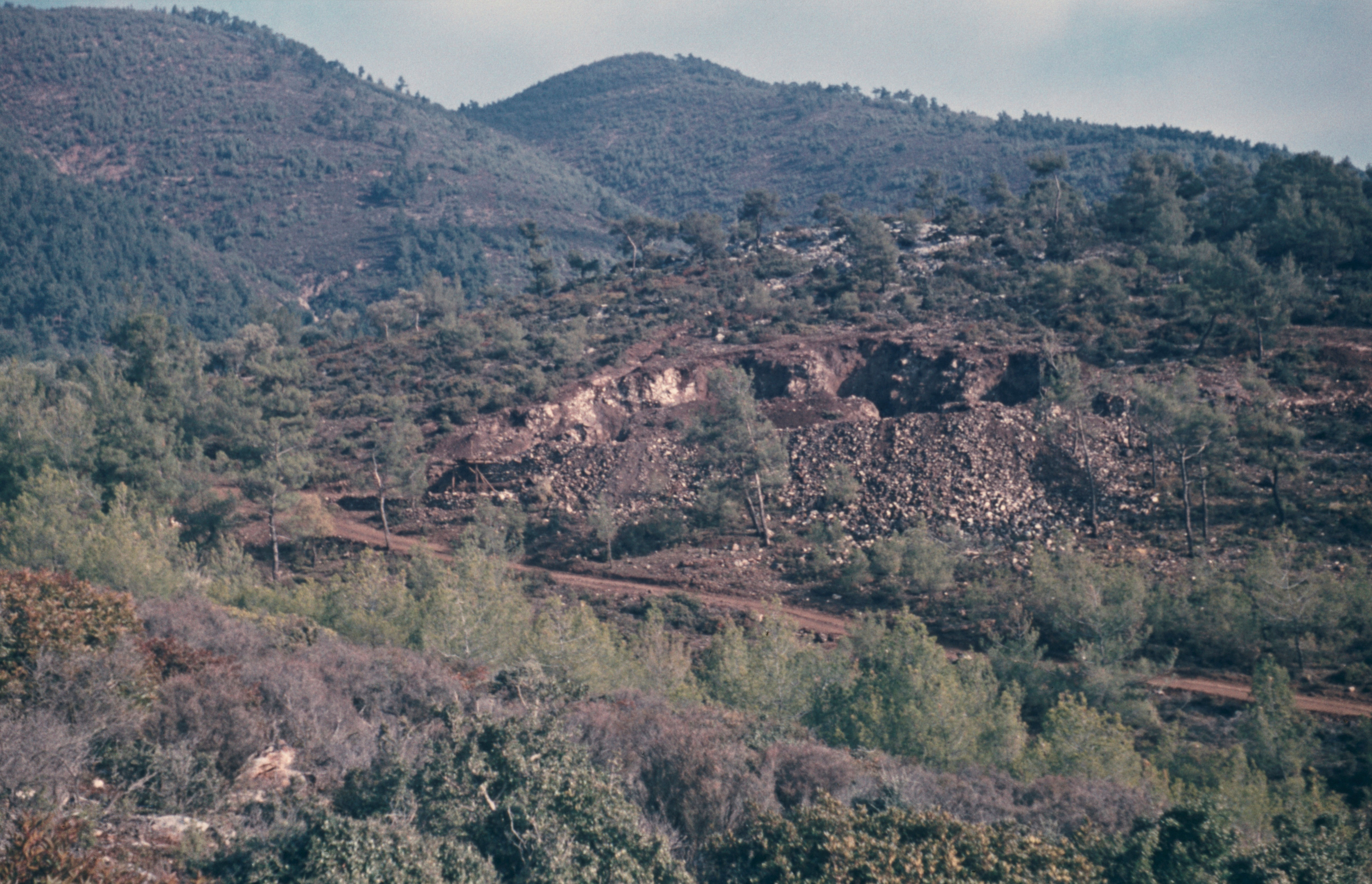
Tagebau Koumaria 6 aus SW (1959)
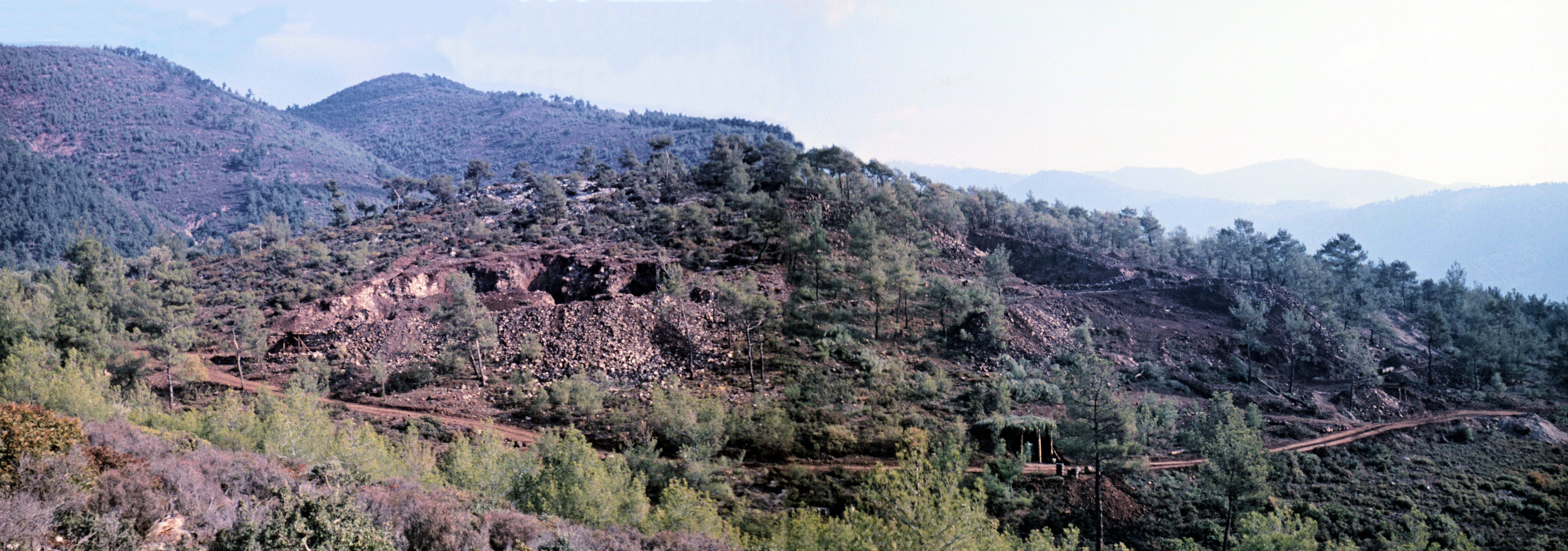
Koumaria 4 und 6 aus SW (1959)
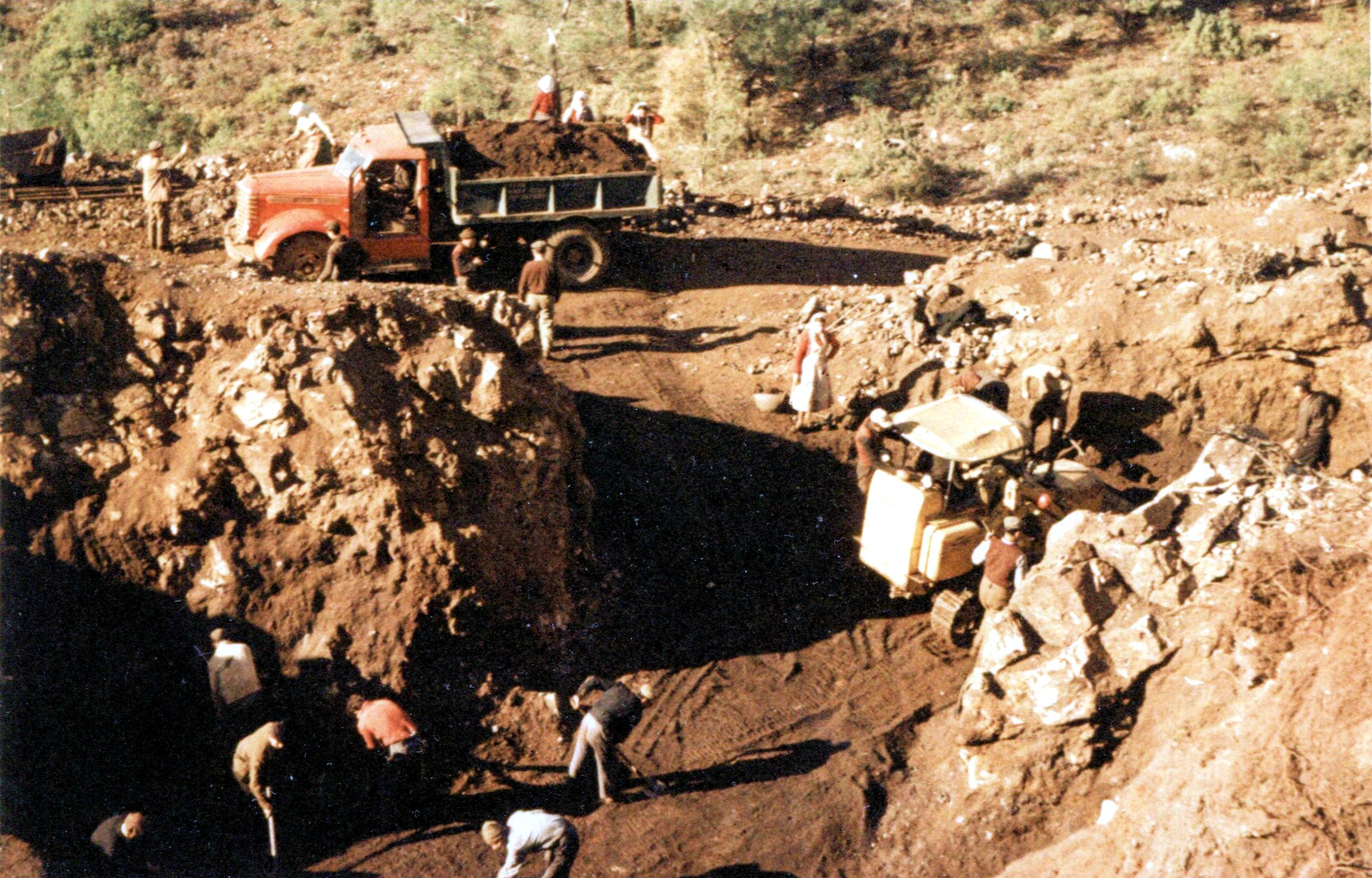
Koumaria 6, Abbau (1958)
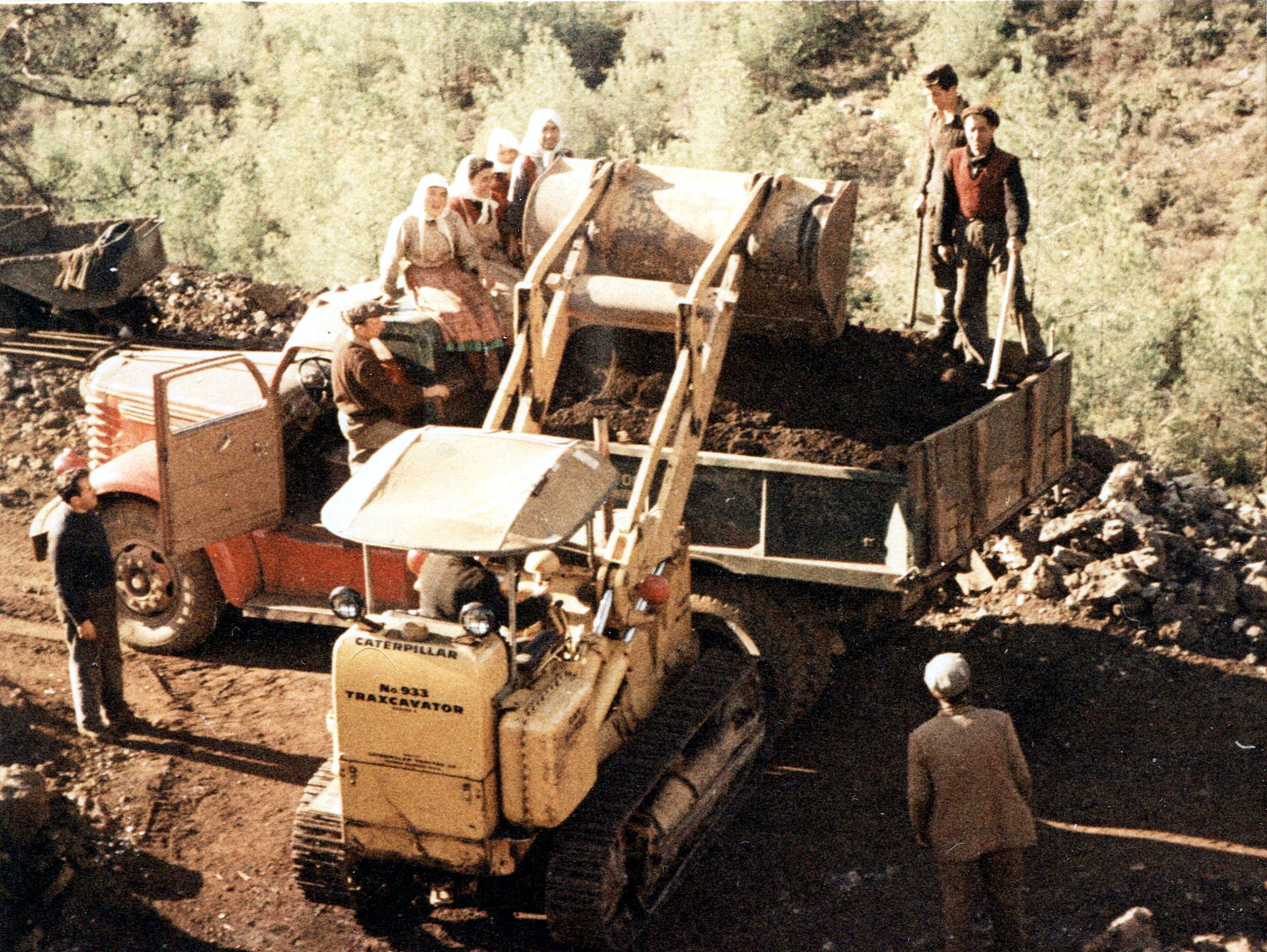
Koumaria 6, Laden und Klauben
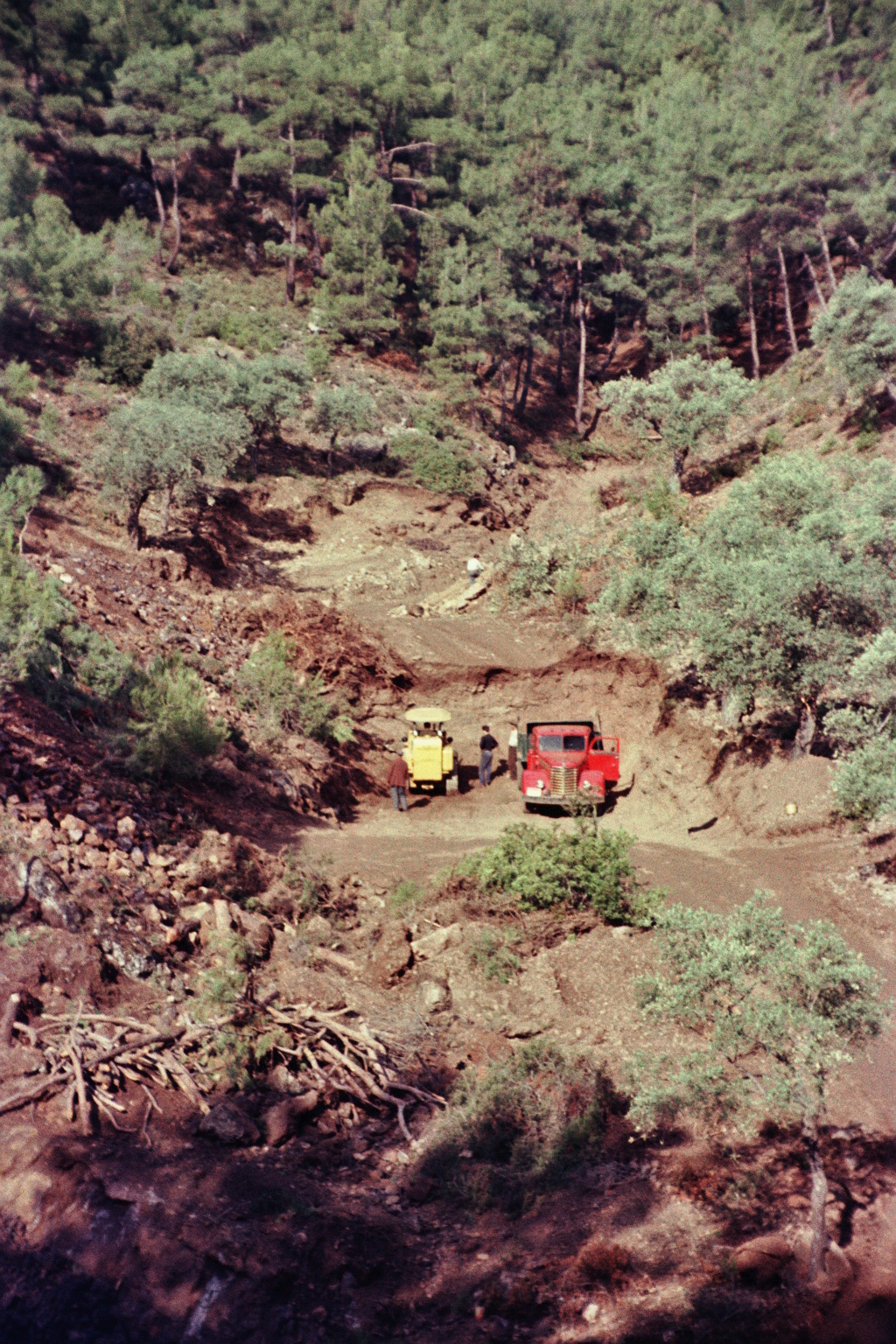
Platania-Aufschluss (1956)
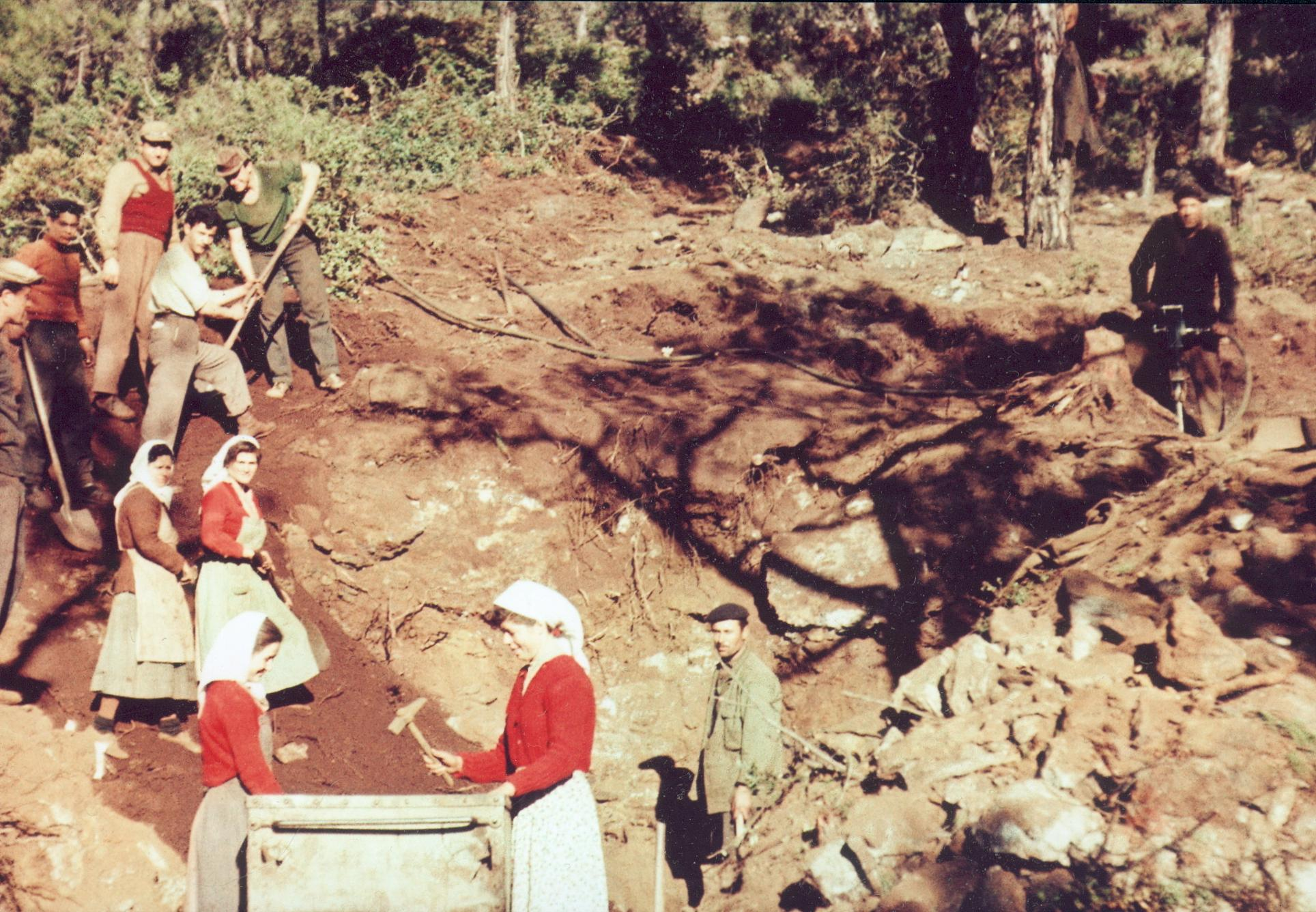
Platania-Aufschluss (1956)
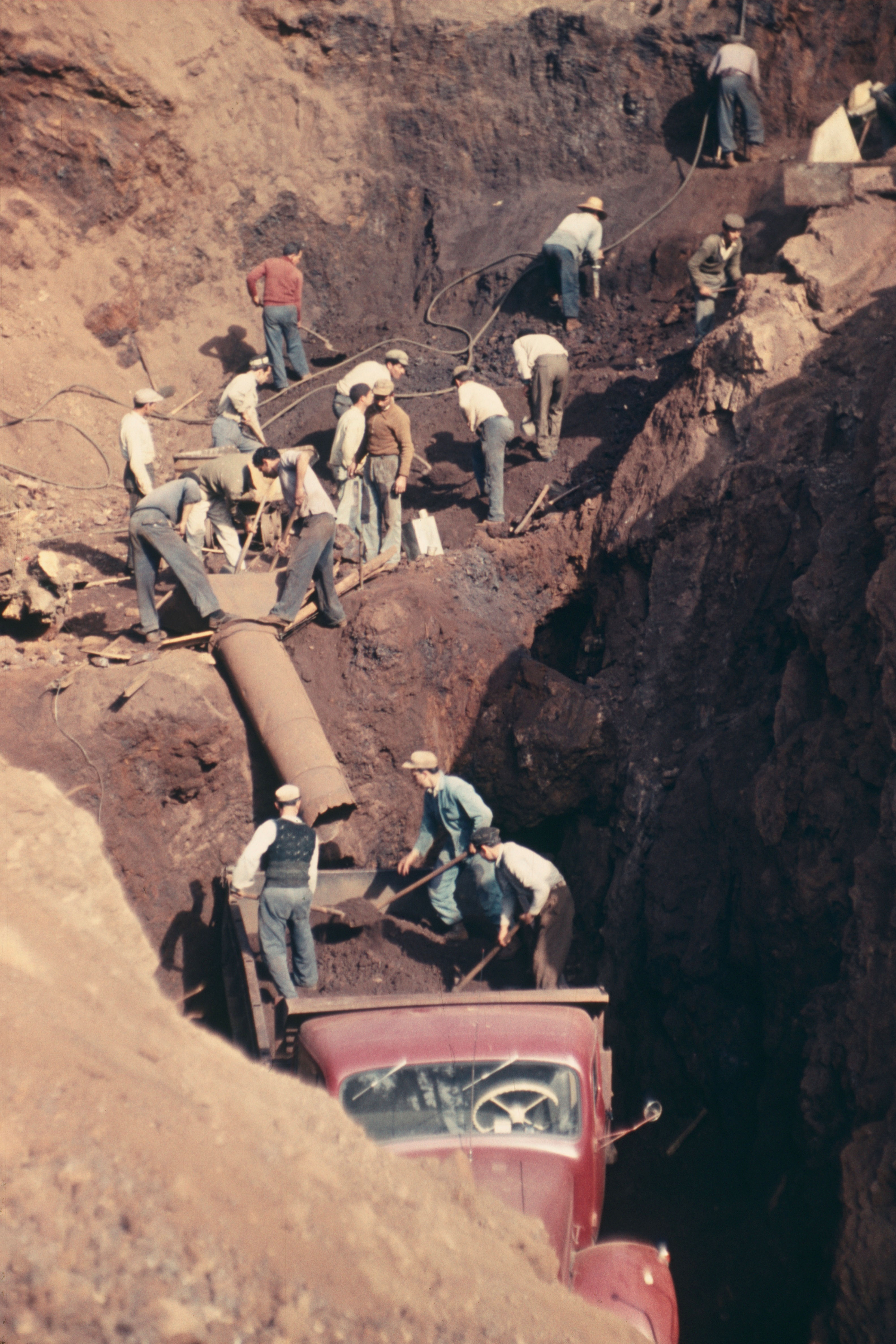
Platania-Tagebau von Süd (1958)
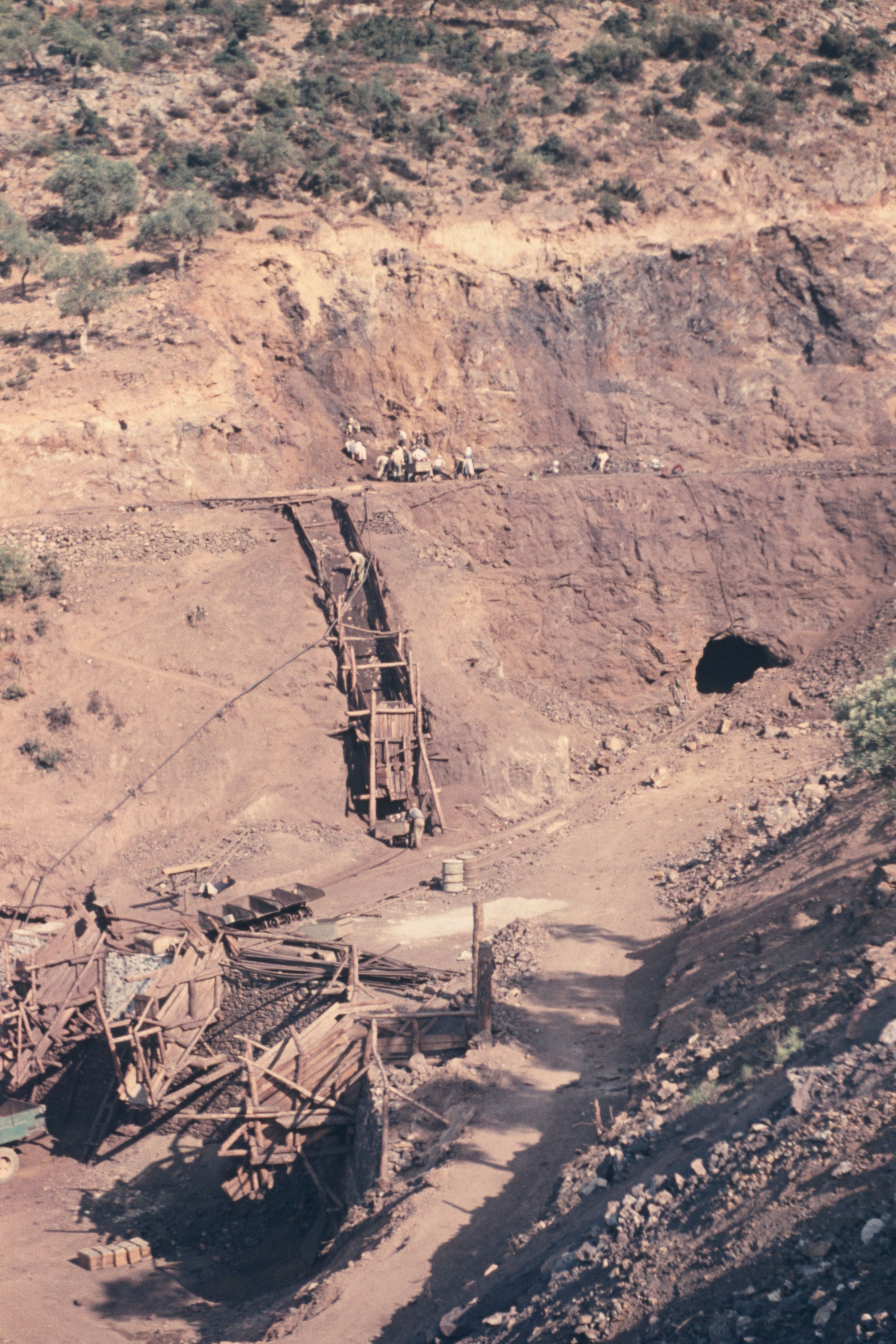
Koupanada-Tagebau aus Nord (1959)
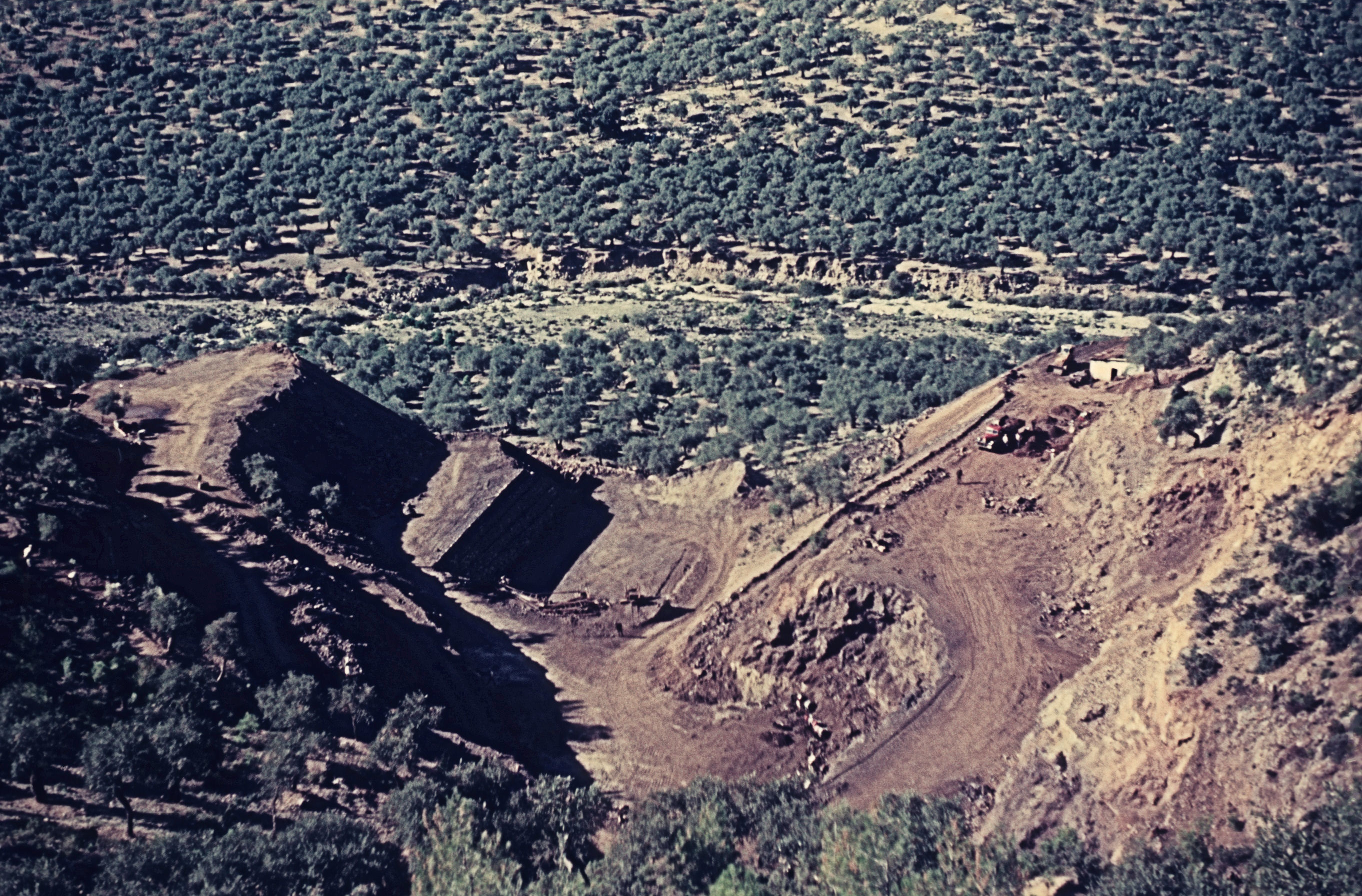
Koupanada-Tagebau aus Süd (1959)

Die Erzverladung erfolgte anfangs von den Erzhalden des unteren Stapelplatzes über von Hand geladene Grubenwagen der Firma Friedrich Speidel auf Grubengleisen zu den Ladeschurren an den beiden Anlegestellen der Verlademole. Nach der Errichtung eines 75-Tonnen-Bunkers mit Ladeschurre, der mittels Ladegerät und Lastkraftwagen sowohl von der Halde des oberen als auch des unteren Stapelplatzes beschickt wurde, konnte die Ladeleistung wesentlich erhöht werden.
Aus den Schurren wurde das Erz in die Mahonen (Leichter) abgezogen. Die vier eigenen Mahonen wurden von zwei gecharterten Kaikis zu den auf Reede liegenden Erzfrachtern geschleppt. Dort musste das Erz anfangs in Ladenetze geschaufelt werden. Der große Zeitaufwand hierfür entfiel, als man die Leichter schließlich mit selbst angefertigten Ladekübeln mit einem Fassungsvermögen von 2 t bestückte. Die erzgefüllten Netze und Kübel wurden mittels Ladegeschirr von den Winden der Erzfrachter aufgenommen, in die Laderäume gehievt und entleert. Die Ladeleistung betrug 2500–3000 t im 24-Stunden-Betrieb. Insgesamt kamen 1956 bis 1963 etwa 530.000 t Fein- und Stückerze zur Verschiffung. Das Eisenerz wurde größtenteils nach Österreich an die VÖEST, aber auch nach Deutschland an den Bochumer Verein, an das Krupp-Hüttenwerk in Rheinhausen und die Thyssenhütte in Duisburg exportiert.

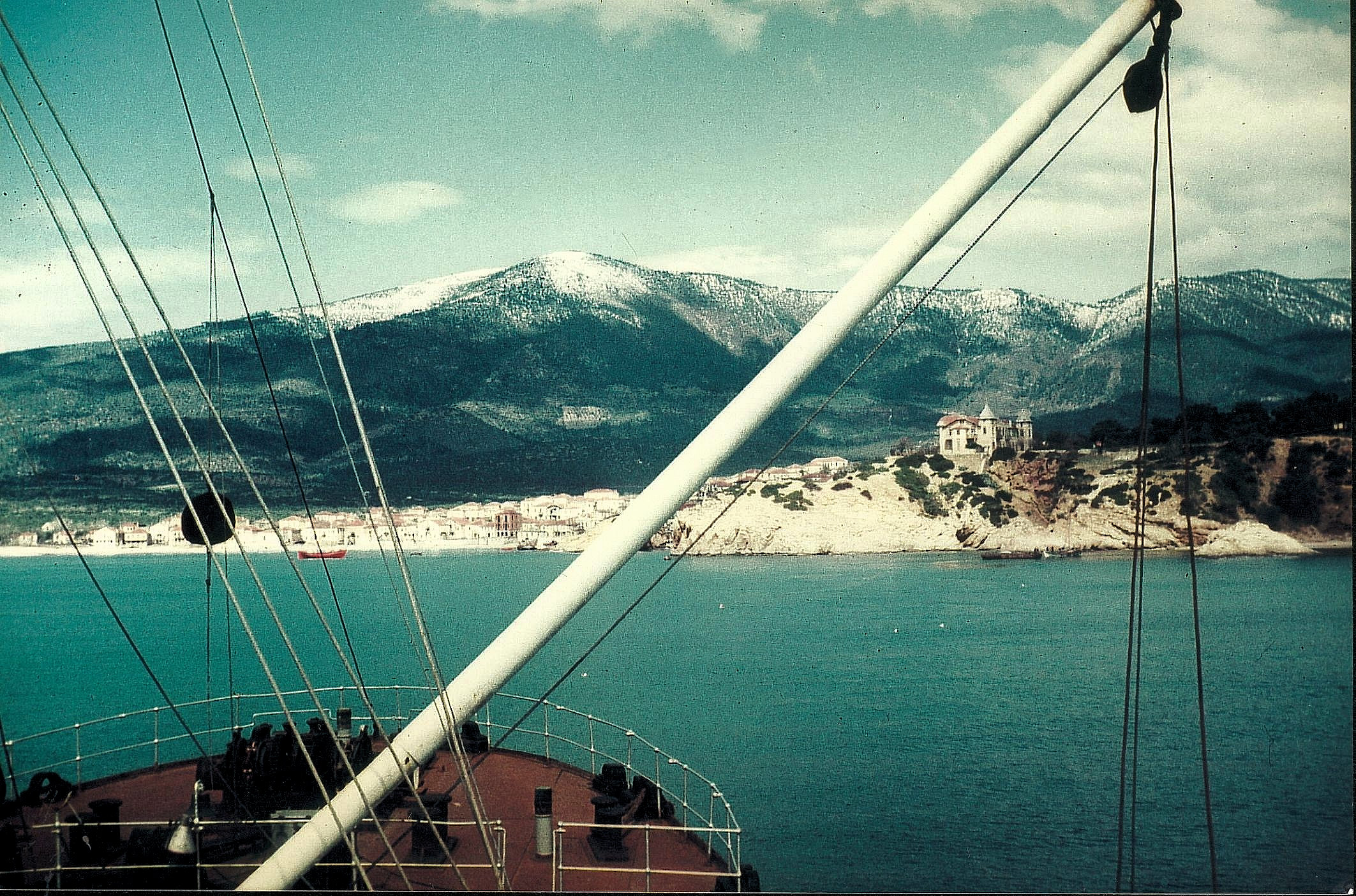
Limenaria, vom Erzfrachter SS Estrella (Dezember 1956)
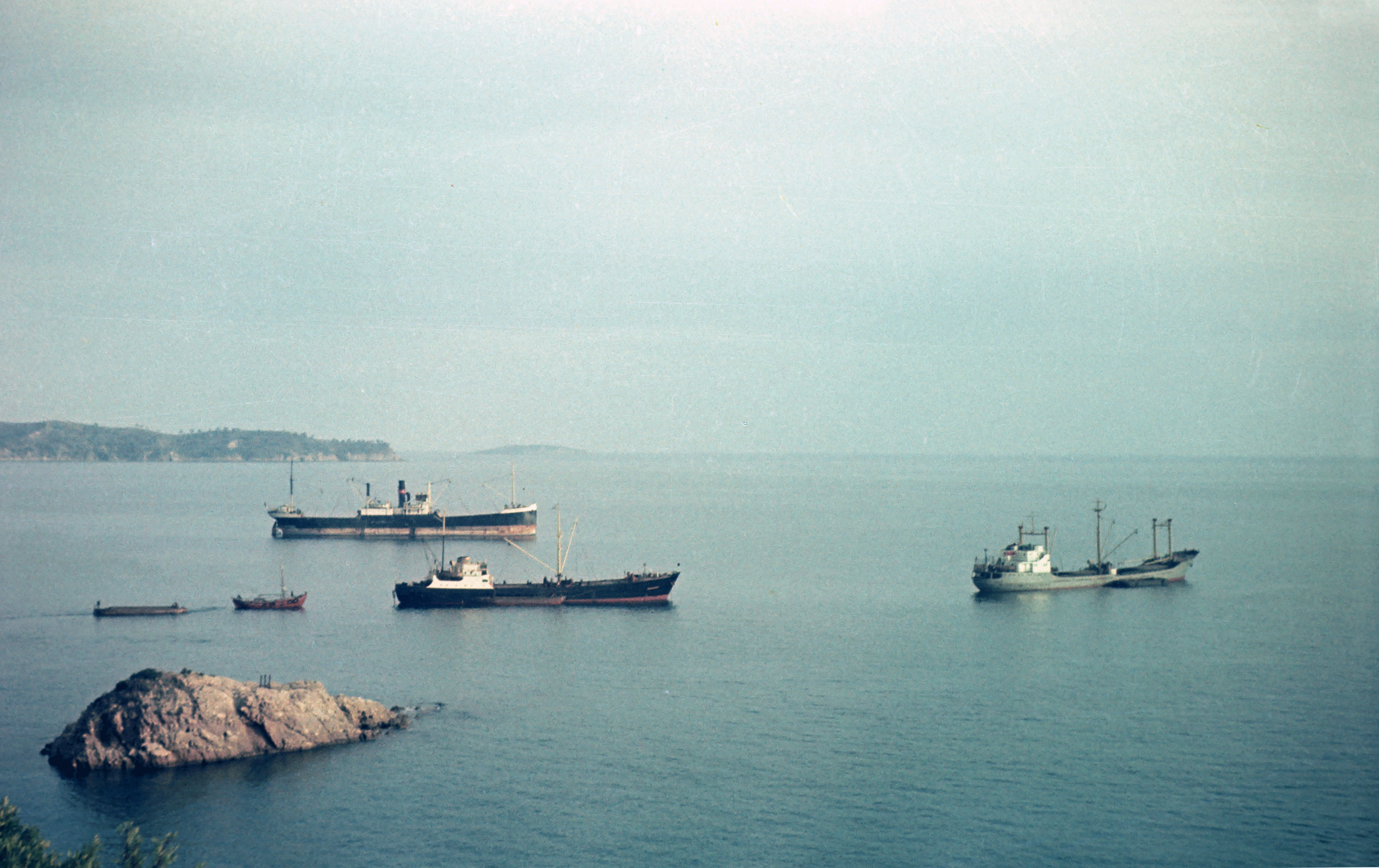
Eisenerzverladung in der Metalliabucht, hinten SS Estrella, vorne v. l.: MS Marabu und MS Nordwind (1957)
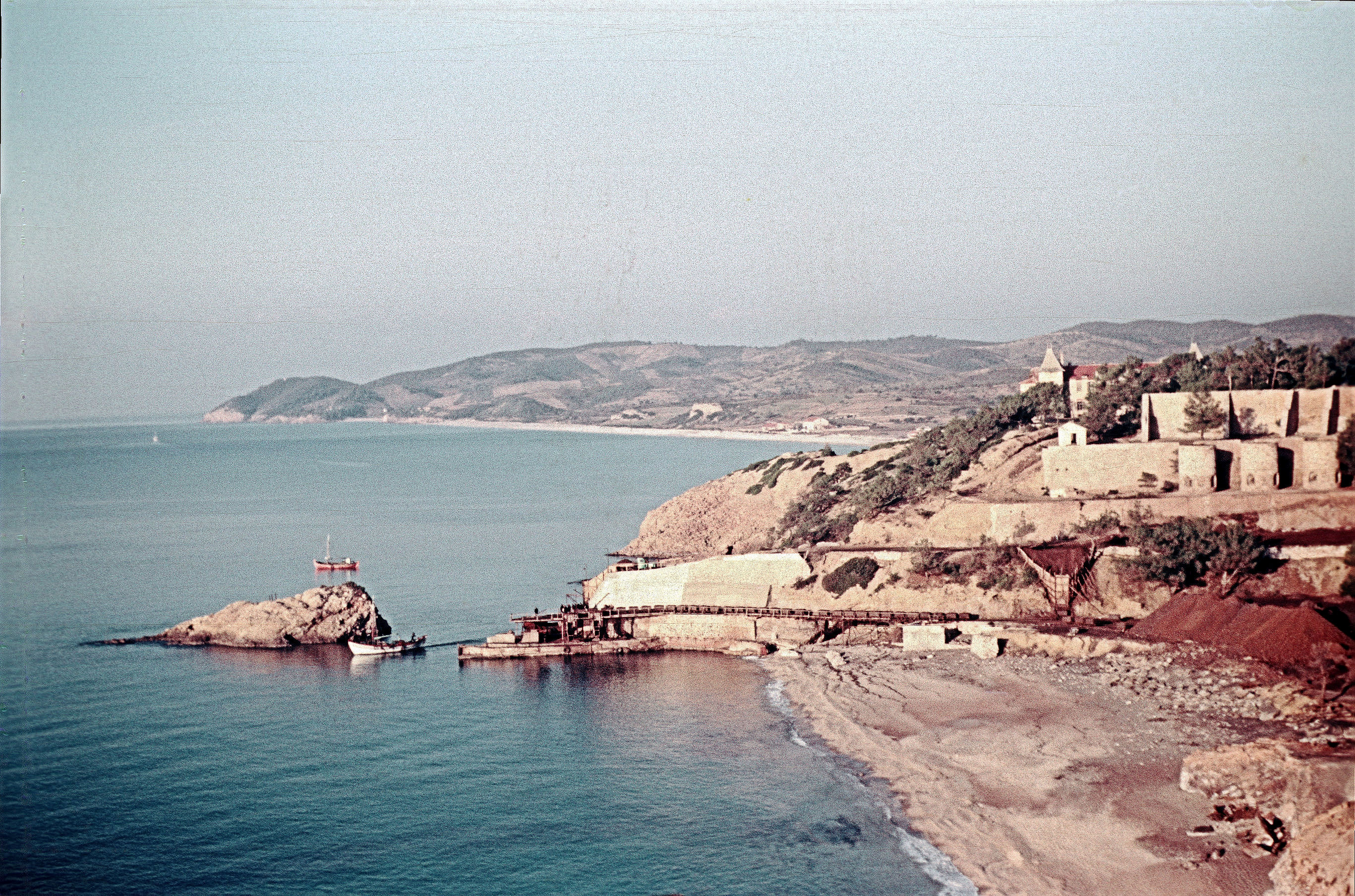
Stapelplatz (rechts) und Erz-Verladestelle in der Metalliabucht (1956)
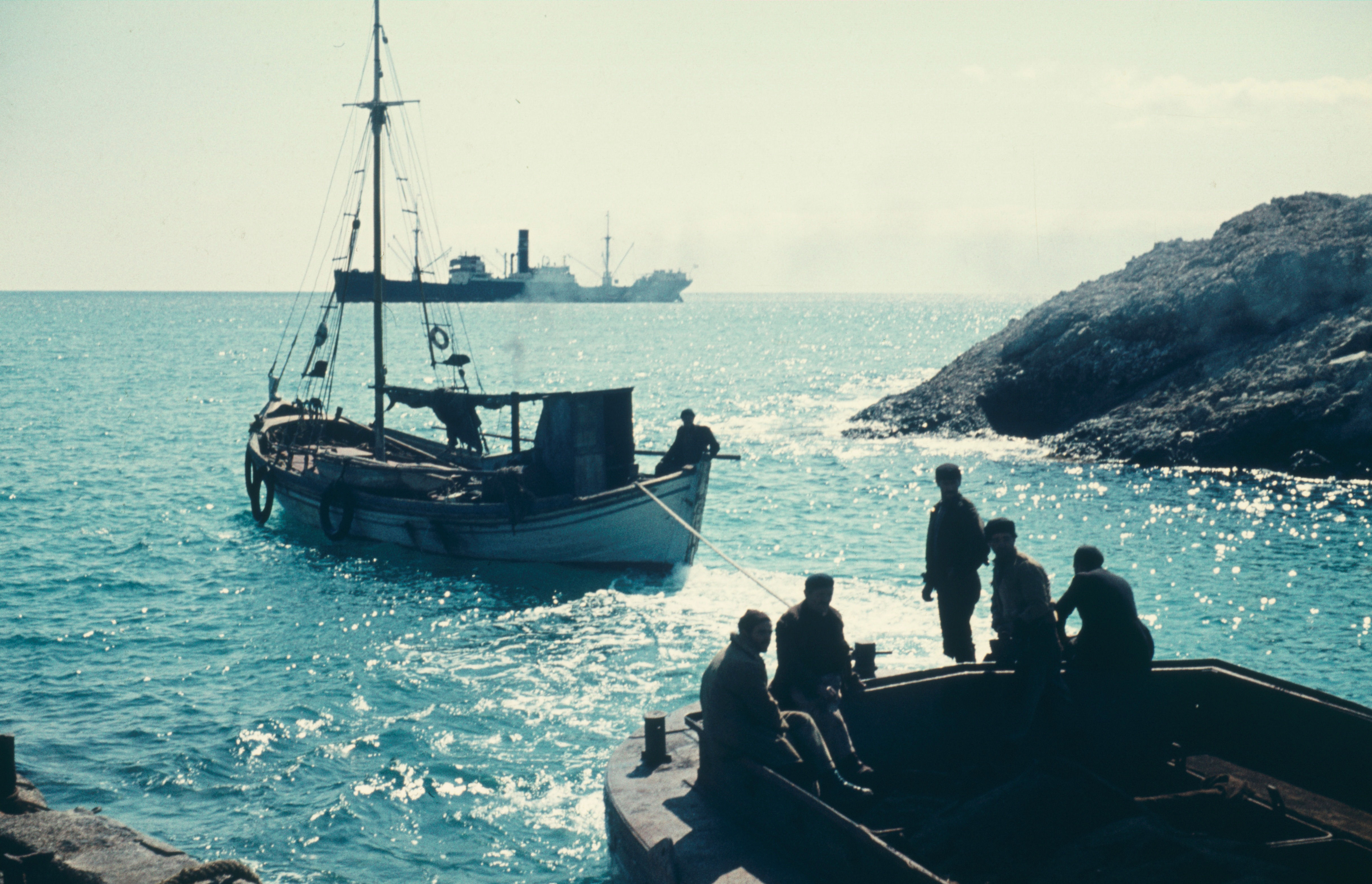
SS Estrella auf Reede, Kaiki unter Kapitän Kapsounis, Bergbau-Gewerkschaft „Agios Athanasios“ auf der Mahone (1958)
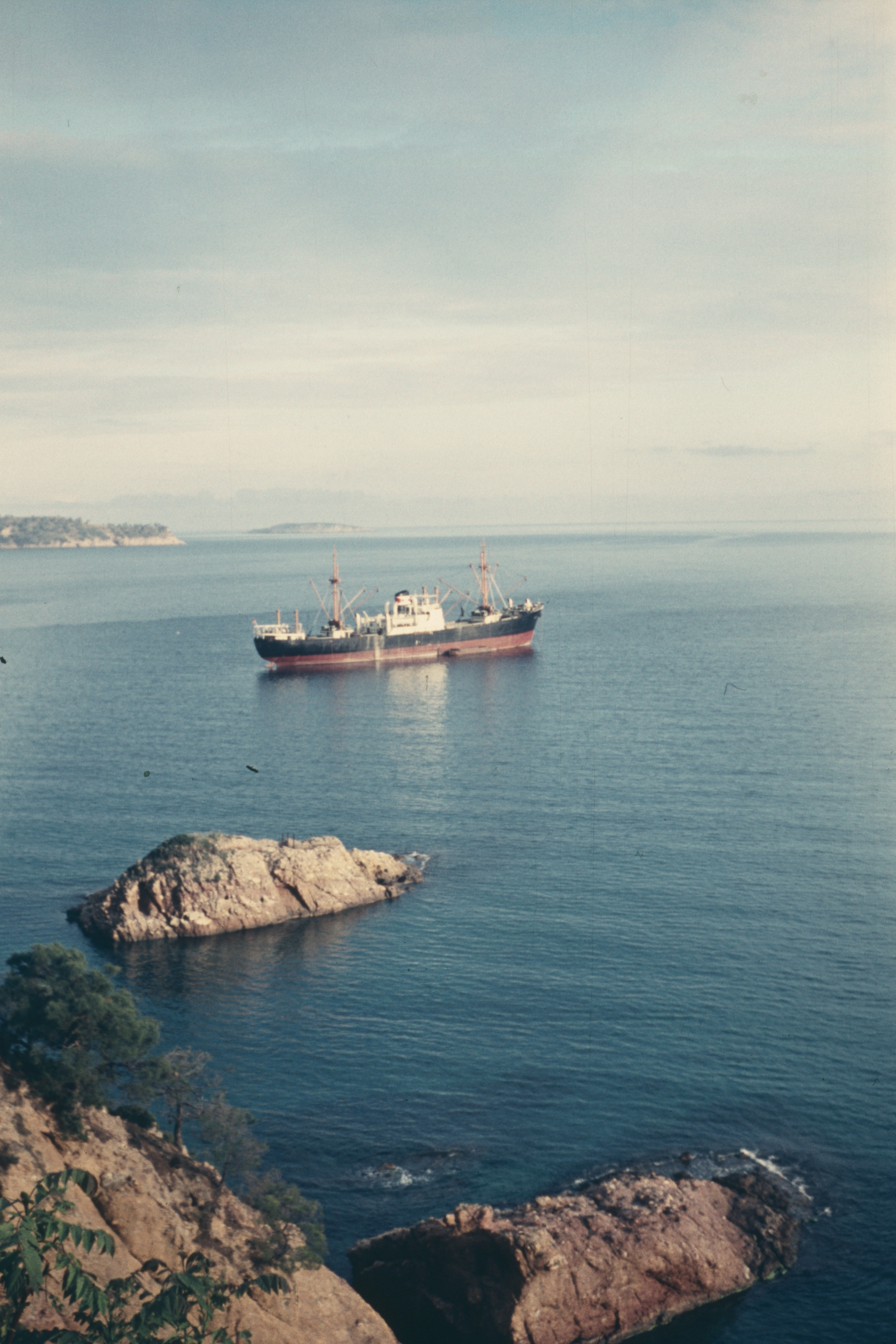
Beladung SS Walther (1956)

Der Gesamtbetrieb beschäftigte bis zu 250 Arbeiter und Angestellte (Januar 1958). Die beantragte Verlängerung des 1963 ablaufenden Konzessionsvertrages wurde griechischerseits an die Bedingung geknüpft, eine Aufbereitungs- und Agglomerationsanlage zu errichten, um das griechische Stahlwerk Chalywourgiki in Eleusis mit Pellets zu versorgen. Bei den auf den Lagerstätten verbliebenen mittelgrädigen Erzen, deren Gewinnung in einem größeren Tagebau die Bewältigung eines hohen Anteils von Unhaltigem erfordert hätte, sowie bei unvermeidlich hohen Investitionen für eine Erzanreicherung, war ein wirtschaftlicher Betrieb in Frage gestellt. Zudem drängten vergleichsweise kostengünstige, reiche Erze auf den internationalen Markt. Der SAMM-Betrieb wurde im September 1963 geschlossen und die Konzession aufgegeben. Die Liquidierung der SAMM erfolgte 1969.

#### Postoperative Aktivitäten

Eisen- und Manganerz-Vorräte Thasos (1984)

Nach Erschöpfung der hochgradigen Eisenerzvorräte in den beiden Bergbaubetrieben Chondrodymos (1962) und SAMM/Krupp (1964) waren die griechischen Behörden bemüht, neue Konzessionäre zu finden. Die Organisation für die Industrielle Entwicklung Griechenlands (OWA) hatte bereits 1960 beschlossen, die verbliebenen Eisenerzvorkommen auf der Insel Thasos nochmals eingehend zu untersuchen. Mit französischer Finanzierung nahm 1962 das Bureau de Recherche Géologique et Minière (BRGM), Orléans, mit dem Institute of Geology and Mineral Exploration, IGME, Xanthi, diesbezügliche Untersuchungen auf. Die verschiedenen Vorkommens Bereiche wurden wiederum prospektiert und mit etwa 2200 Meter Bohrungen, davon 1700 Meter in Mavrolako, untersucht. Gleichzeitig wurde vom BRGM eine Planung für die Anreicherung der Erze für den Einsatz im Hüttenwerk durchgeführt. Die Einsichtnahme in das Ergebnis der Gesamtstudie beschränkte sich schließlich in eine Veröffentlichung der Erzvorräte im Jahre 1984. Mit hoher Wahrscheinlichkeit war jedoch die Wirtschaftlichkeit für einen erneuten Gewinnungsbetrieb negativ ausgefallen.
Im Jahre 1964 wurde von Chondrodymos ein erneuter Versuch unternommen, gemeinsam mit der Griechischen Bank für die Industrielle Entwicklung (ETBA) den Eisenerzbergbau auf Thasos neu zu aktivieren und eine Pelletier Anlage zu errichten. In diesem Zusammenhang zeigte damals auch Bulgarien gewisses Interesse.
50 Jahre später, im September 2013, wurde bekannt, dass die englische Firma Tynagh Iron Ore Mines Ltd.(seit 2014 Natural Resources Global Capital Partners Ltd.) die Durchführung von Explorationsarbeiten beantragt hat. Diese bezogen sich auf die Erkundung verschiedener im Nomos Kavala vorkommender Erze von Metallen wie Eisen, Kupfer, Zink, Blei, Silber, Mangan und Gold, sowie auf die Mineralien Baryt und Pyrit. Dabei entfielen von 23 Anträgen 9 auf Konzessionsbereiche im Westen und Südwesten der Insel Thasos und 14 auf das Festland, den Pangeo. Von Seiten der im Genehmigungsverfahren zuständigen Behörden wurden Einwände vorgebracht, die zur Ablehnung des Vorhabens führten.

## Metallgewinnung

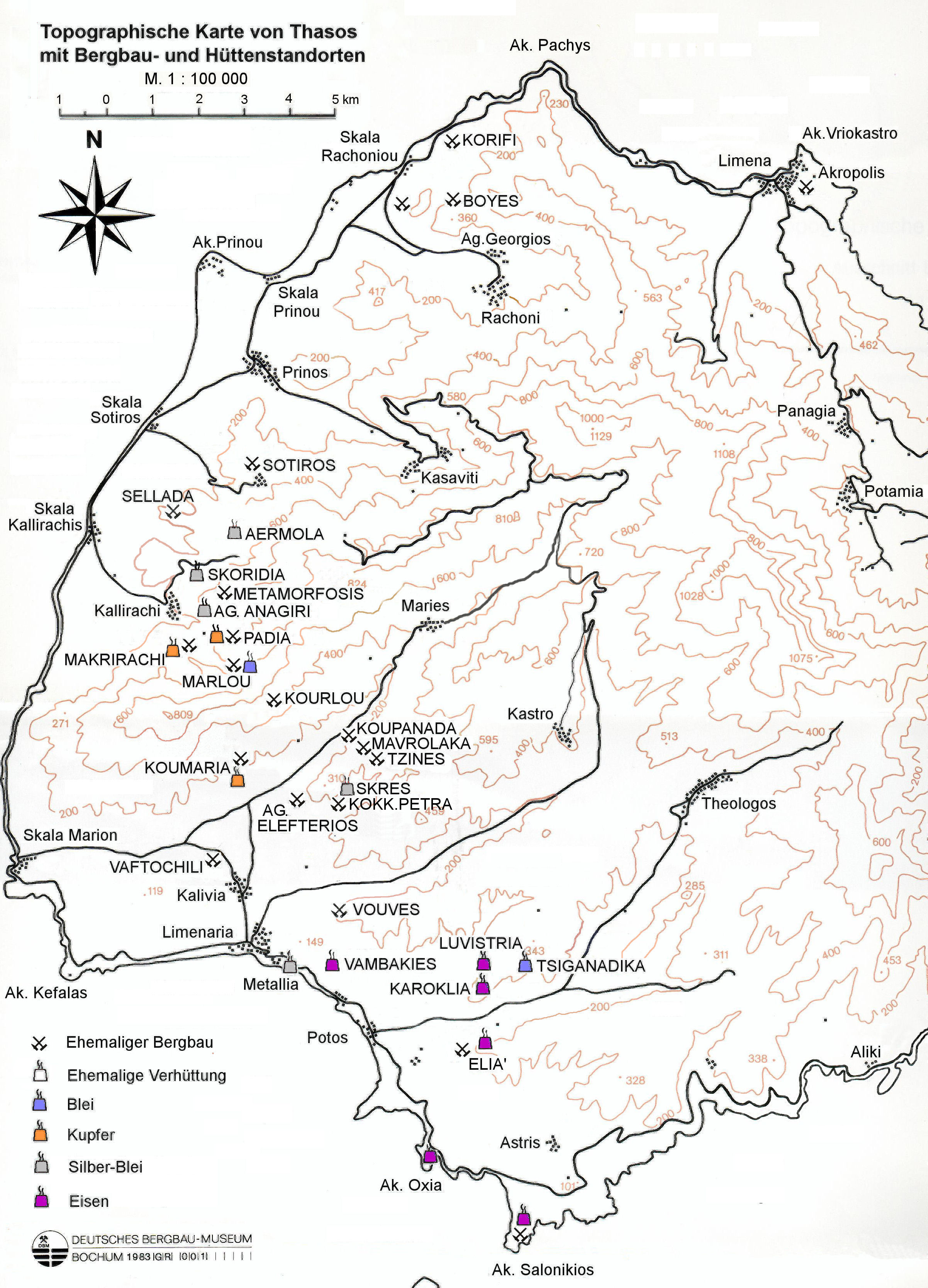
Standorte der Erzverhüttung auf der Insel Thasos

Die Insel Thasos kann auf eine vor etwa dreieinhalbtausend Jahren beginnende, hochentwickelte Metallgewinnung zurückblicken und spielt damit eine bedeutende Rolle im ägäischen Bereich. Wahrscheinlich in der ausgehenden Bronzezeit, spätestens in der frühen Eisenzeit einsetzend, erfolgte eine intensive und bis in die byzantinische Zeit andauernde Erzverhüttung.
Eingebracht wurden die hauptsächlich die im Westen der Insel vorkommenden Erze Bleiglanz, Zinkblende, Pyrit, Markasit, Eisen- und Manganoxide, aber auch Chalkopyrit, Arsenopyrit und Argentit mit den Gangarten Baryt, Calcit und Quarz.
Es wurde Blei, Kupfer, Silber und Eisen erschmolzen, Metalle, die sich in den verschiedensten Artefakten auf der Insel wiederfanden und bei zahlreichen thasischen Münzprägungen verwendet worden sind. Aufgrund der Untersuchung von Schlackenhalden beträchtlichen Ausmaßes und Funden von Ofenkeramik konnten an verschiedenen Plätzen, vorwiegend im Umkreis des Ortes Kallirachi, sowie im südlicheren Umkreis von Skres, und in einem Bereich im Süden der Insel zahlreiche Verhüttungsplätze ermittelt und mittels archäometallurgischer Untersuchungen die Herkunft der eingesetzten Erze bestimmt werden.
Bereits die frühesten auf Thasos stattgefundenen Verhüttungen waren nicht in primitiver Weise in Bodenvertiefungen ausgeführt worden, sondern es kamen relativ große Schmelzöfen von bis zu etwa 1 m Höhe, mit einem Fassungsvermögen von einigen Kilogramm zur Anwendung. Nach Ablauf des Schmelzvorgangs dürften die Öfen zerstört worden sein, sodass nur Ofenkeramikbruchstücke auf den Schmelzplätzen und in den Schlackenhalden auffindbar waren.
Die bisher ältesten auf der Insel erschmolzenen Metallartefakte fanden sich westlich der Akropolis von Kastri auf dem Gräberfeld von Tsiganadika, nahe einer dortigen Schlackenhalde. Es handelt sich um Bleiflickungen von Gefäßen. Ein Bleigewicht und eine Bleiplatte wurden im Gräberfeld „Kentria“, am südwestlichen Abhang der Akropolis, gefunden. Diese Artefakte stammen aus der Übergangszeit von der ausgehenden Bronzezeit zur frühen Eisenzeit (12. Jahrhundert v. Chr.), sowie aus dem 10.–8. Jahrhundert v. Chr. Die eingesetzten Bleierze dürften aus den prähistorischen Bergbauen von Vouves und Sotiros stammen, deren Verhüttung in Tsiganadika erfolgte.
Die jüngere Extraktion von Silber in klassischer Zeit aus gewonnenem Werkblei mittels selektiver Oxidation (Kupellation) ist auf Thasos durch die Funde von Bleiglättestücken und einen Bleiglättezapfen belegt. Die Gewinnung von Silber und Kupfer aus den Erzen war damals nahezu vollkommen, während die Gewinnung von Blei nicht mehr sorgfältig durchgeführt wurde, da das Blei damals keine sehr große Verwendung mehr fand.

### Blei
Die bisher ältesten Metallartefakte fanden sich auf der Insel westlich der Akropolis von Kastri auf dem Gräberfeld von Tsiganadika, nahe der dortigen Schlackenhalden. Es handelt sich um Bleiflickungen von Gefäßen. Ein Bleigewicht und eine Bleiplatte wurden im Gräberfeld Kentria, am südwestlichen Abhang der Akropolis, gefunden. Diese Artefakte stammen aus der Übergangszeit von der ausgehenden Bronzezeit zur frühen Eisenzeit (12. Jahrhundert v. Chr.), sowie aus dem 10.–8. Jahrhundert v. Chr. Die Bleimetallgewinnung fand damals ohne Entsilberung der Schmelze (ohne Kupellation) statt. Es handelte sich bei den dortigen Verhüttungen um den Einsatz von Blei- bzw. Silbererzen vor allem aus den Abbauen von Vouves, die im Tätigkeitsbereich der Siedler von Kastri lagen, möglicherweise aber auch um Erze aus der Lagerstätte Sotiros.
Aus hellenistischer Zeit fanden sich in Padia kupferreiche Bleischlacken. Noch jünger, aus römischer Zeit (420–600 und 330–440), stammen Holzkohle, Schlacken und Bleiglanz aus Marlou bei Kallirachi.
In der Agora, im Amphitheater und im Artemision von Limena wurden mit Blei vergossene Eisenklammern zum Zusammenhalt von Bauelementen aus der klassischen Antike (550–450 v. Chr.) festgestellt. Verhüttungsstellen und Erzherkunft dieser Artefakte konnten bisher nicht bestimmt werden.

### Kupfer
In der Siedlung und in den Gräberfeldern von Kastri wurden 59 Kupferartefakte ergraben, wovon 9 Objekte nachweislich aus thasischem Kupfererz, die restlichen aus importiertem Erz erschmolzen worden sind. Nach bisherigen Erkenntnissen kommt als Kupfererzschmelze hierfür einzig die Verhüttung auf dem Padia-Sattel infrage, die nachweislich zwischen dem 14. und dem 7. Jahrhundert v. Chr. stattgefunden hat. Maßgeblich hierfür ist die Datierung von Ofenkeramikbruchstücken aus der dortigen dünnen Schlackenhalde. Die niedrigen Blei- und die hohen Kupfergehalte in den Schlacken weisen auf Kupferverhüttung an dieser Stelle hin. Allerdings kann es sich nur um einige Tonnen erschmolzenes Metall gehandelt haben. Auch aus der römischen Periode sind in Padia Kupferschlacken nachgewiesen worden.
Aus der Zeit zwischen Ende des 4. bis Anfang des 3. Jahrhunderts v. Chr. stammen Ziegelbruchstücke, Gefäßkeramik und Keramikscherben, die im Bereich des alten Bergbaus auf kupferhaltige Erze in Koumaria ergraben worden sind.
Noch jünger, zwischen dem Ende des 3. und Beginn des 2. Jahrhunderts v. Chr., ließen sich die etwa 5.000 t Kupferschlacke auf der Halde neben den Abbauen von Makrirachi datieren. Es handelt sich hier um einen Schmelzplatz, der für die Verhüttung von sulfidischen Kupfererzen als der wichtigste im Westen der Insel gilt. Auch in den Abbaustollen von Makrirachi ist Gefäßkeramik aus dem 3. Jahrhundert v. Chr. gefunden worden.
Insgesamt jedoch war auf Thasos die Kupferproduktion im Altertum unbedeutend. Das thasische Kupfer wurde wohl im Wesentlichen als Münzmetall eingesetzt.

### Silber-Blei
Seit der späten Eisenzeit, in der Antike, in der hellenistischen Periode, in der Römerzeit und in der spätbyzantinischen Zeit wurden mit anzunehmenden langzeitigen Unterbrechungen bis etwa 1000 n. Chr. silberhaltige Bleierze abgebaut und verhüttet. Die Gesamtmenge des auf der Insel gewonnenen Silbers wird auf einige Tonnen geschätzt, als Nebenprodukt haben sich wahrscheinlich über 1.000 t Blei ergeben. An allen bekannten Blei-Silber-Verhüttungsplätzen im Westen der Insel wurden etwa 50.000 t Schlacken geschätzt.
In dem auf der Insel bedeutendsten Verhüttungsgebiet Kallirachi, nördlich des Gebirgsrückens Ais Matis – Dikefalos-Kathares, befinden sich im Umkreis von 2 km sechs ehemalige Abbaubetriebe, sowie sechs Schlackenhalden und -Streufundstellen mit einer Schlackentonnage von geschätzten 30.000 bis 40.000 t. Die Schlackenhalde von Skoridia liegt 1 km nordwestlich von Kallirachi, von einer Bergschulter hangabwärts nach Süden mit einem Verbreitungsgebiet von etwa 50 m × 50 m und einer Mächtigkeit von 1 bis 1,5 m. Die Schlackenmenge dürfte etwa 10.000 t betragen. Ofenkeramik, Schlacken, Blei- und Bleiglättefunde weisen auf Blei- und Silbergewinnung in der Zeit zwischen 3. Jahrhundert v. Chr. und 8. Jahrhundert hin. Der größte Schmelzplatz in der Umgebung von Kallirachi war Aermola. Die Halde befindet sich etwa 1 bis 1,5 km nordöstlich von Skoridia und 1 km südlich von Sotiros an einem nach Norden abfallenden Hang. Die Schlackentonnage kann sich auf etwa 20.000–30.000 t belaufen. Hier dürften die Blei-Silbererze aus den Bergbaubetrieben von Sotiros, möglicherweise auch aus Sellada, innerhalb der für Skoridia genannten Zeitphase, verhüttet worden sein. An der Kapelle Agii Anagiri, etwa 1 km östlich von Kallirachi, fanden sich Schlackenstücke mit dickwandiger Gefäßkeramik. Möglicherweise handelt es sich hier jedoch um eine sekundäre Lagerung. Zum Bereich von Kallirachi zählen auch die Kupferverhüttungsplätze von Padia (möglicherweise bereits 12. Jahrhundert v. Chr., aber auch römische Zeit) und Makrirachi (etwa 3.–2. Jahrhundert v. Chr.).
In der südlichen Verhüttungszone liegt der Verhüttungsplatz Skres. An den Hängen sind Schlacken in einem Bereich von ca. 100 m × 50 m verstreut. Der Inhalt der Schlackenhalde dürfte bei 3.000–5.000 t liegen. Der Fund eines aus Bleioxid (Bleiglätte) bestehenden Zapfens sowie einer Eisensau deuten auf Silbergewinnung durch Kupellation. Der Schmelzbetrieb wird zwischen 5. Jahrhundert v. Chr. und römisch/byzantinischer Zeit datiert. Zumindest ein Teil der in Skres verhütteten Erze stammen aus dem nahen Kokkini Petra. In der Metalliabucht, östlich von Limenaria, konnten Fragmente von Ofen- und Gefäßkeramik, Ziegel, Blei- und Bleiglättefunde gefunden und datiert werden, sodass man auch dort mit einer Blei- bzw. Silbergewinnung, möglicherweise aus Vouves-Erz rechnet.

### Eisen
Ein Hinweis darauf, dass der Ockerabbau in Tzines und Vaftochili in der jüngeren Altsteinzeit mit Eisenerzverhüttung auf der Insel in Verbindung steht, ist nicht vorhanden.
Im Südwesten der Insel finden sich Eisenschlacken-Vorkommen bei Tsiganadika, Karoklia, Luvistria, Vambakies, Elia, Oxia und am Kap Salonikios. Dabei handelt es sich um die Verhüttung von Eisenerzen, welche in das 11. und 10. Jahrhundert v. Chr. datiert werden. Möglicherweise stand diese Metallgewinnung mit dem damals bestehenden Siedlungsplatz Kastri in Verbindung.
Aus dem Artemis-Tempel in Limena ist eine Schicht von Eisenschlacken belegt, die aus einer Verhüttung in der frühen Kolonisationszeit im 7. Jahrhundert v. Chr. in Beziehung stehen soll.

## Industriepark und Museum

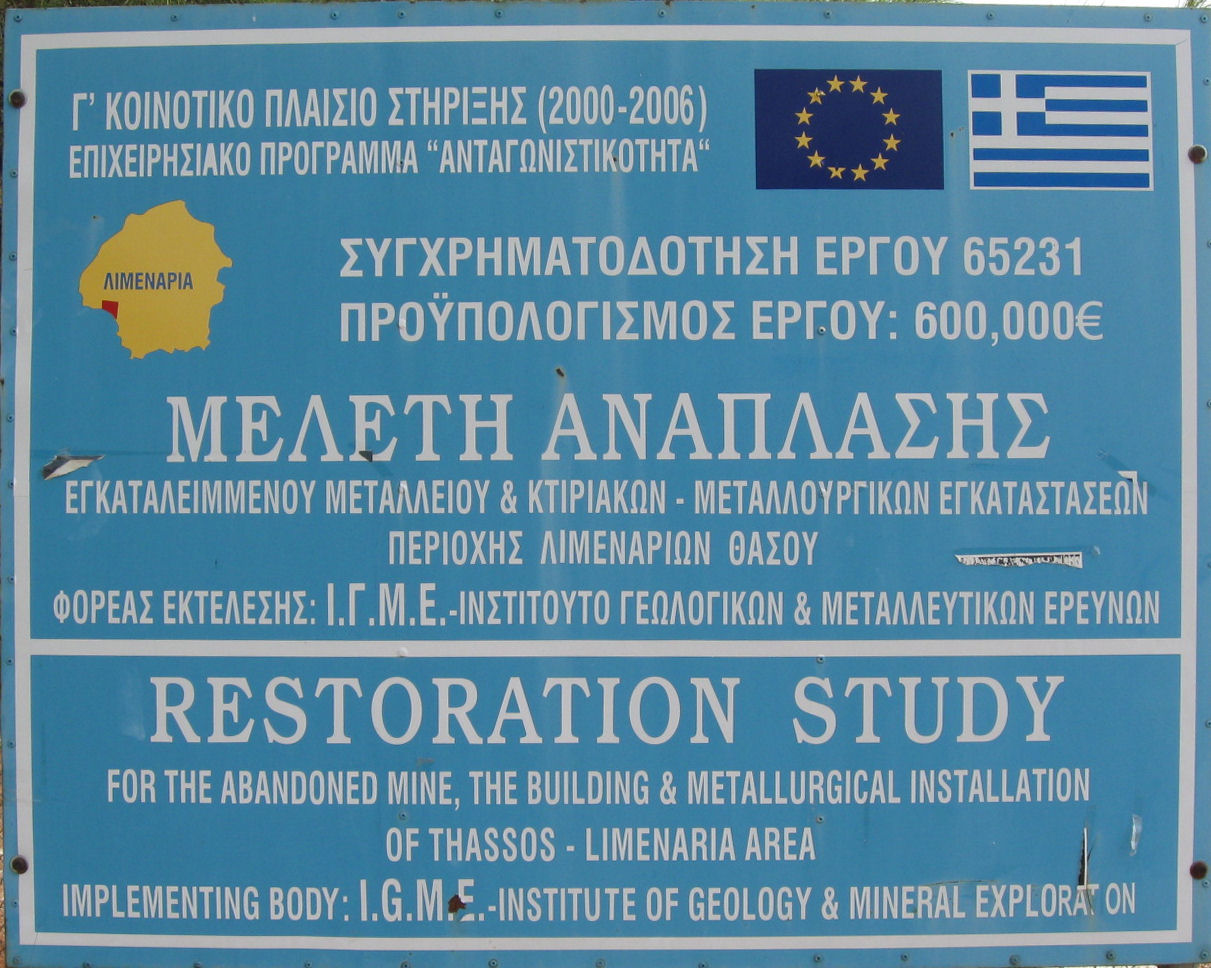
Projektbeschreibung am ehemaligen SAMM-Verwaltungsgebäude in Limenaria

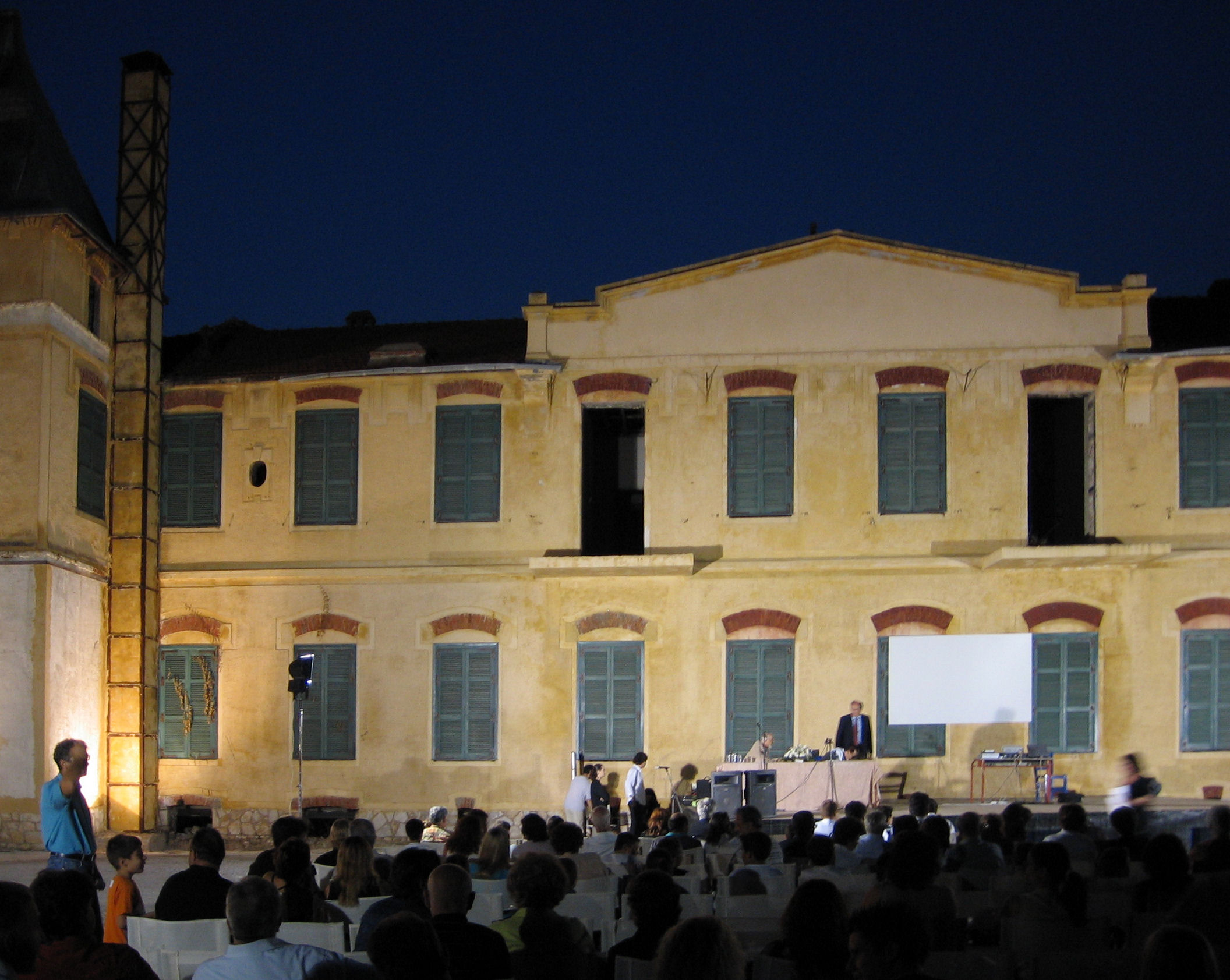
Projekt-Information der IGME an der Rückfront des Palati, Limenaria, 16. September 2005

Ab Juli 2002 untersuchte das Institut für geologische und Bergbau-Forschung (IGME) die wirtschaftliche Durchführbarkeit eines Industriekultur-Projektes für die Darstellung des Galmeigewinnungs-, Verarbeitungs- und Verschiffungsbetriebes der Firma Speidel. Als erstes sichtbares Ergebnis wurde an der Wiederherstellung des Speidel’schen Direktionsgebäudes, dem Palati in Limenaria, gearbeitet. Dieses Gebäude sollte als Museum für das Gesamtprojekt dienen. Das Vorhaben wurde von der Europäischen Union mit 600.000 € finanziert. Das Machbarkeitsergebnis sollte Mitte 2008 vorliegen, ist jedoch trotz Nachfragen bei den zuständigen Behörden in Brüssel und Athen nicht veröffentlicht worden. Vermutlich ist das Projekt wegen fehlender Rentabilität undurchführbar. Der Einsatz der EU-Mittel blieb unkontrolliert.
Die Restaurierung des Palati durch die IGME blieb unvollständig, sodass das Gebäude wiederum dem Verfall preisgegeben ist. Es bleibt im wesentlichen ungeschützt und in der Gefahr des sofortigen Zusammenbruchs aufgrund von Erosion des Bodens unter seinen Grundfesten.
Der Speidel-Palati ist nicht auf kristallinem Fels, sondern auf Küstenkonglomeraten gegründet, die ausschließlich an der Südwestküste der Insel Thasos, zwischen Kap Kephalo und Skala Potos auftreten. Es handelt sich vermutlich um jungtertiäre Bildungen. Sie bestehen aus abwechselnden Lagen von faust- bis kopfgroßen, abgerundeten Schiefer- und Kalkgeröllen und feineren Sandsteinpartien, die durch kalkiges Bindemittel verkittet sind. Die Konglomerate werden durch die Abrasionswirkung der Meeresbrandung, durch Verwitterung und Klüftung sehr stark angegriffen und bilden steil bis senkrecht zur See hin abfallende Steilwände, die in Höhe des Meeresspiegels oft grottenartig ausgenagt sind.